# 上野站
上野站（日语：〔〕／〔〕 Ueno eki */?）位於日本東京都台東區上野七丁目與東上野三丁目，是東日本旅客鐵道（JR東日本）、東京地下鐵的鐵路車站，為東京的鐵路樞紐之一。附近尚有京成電鐵的京成上野站。

## 概要
上野站是日本鐵道黎明期，由日本第一間私鐵日本鐵道開設上野～熊谷第一區線（現在的高崎線）時，於東京下町北端的山下町所開設的東京方向起點站。是日本最具代表性的鐵路總站之一。
現在，本站停靠連結北關東與東京的JR各線中距離電車、東京都區部各線通勤電車（JR東日本、東京地下鐵），以及東北、上、信越方向各新幹線，和其他在來線之優等列車等，被稱為東京「北方的玄關口」。

### 駛入路線
本站停靠JR東日本新幹線與在來線各線，以及東京地下鐵路線。

#### JR東日本
JR東日本的新幹線的軌道名稱為東北新幹線（詳細參見路線條目以及「鐵道路線的名稱」），經東北新幹線可直通山形、秋田、北海道、上越、北陸等各新幹線。
JR東日本的在來線，在軌道名稱上為東北本線，運行系統可再分為以下各線。
- 宇都宮線、高崎線：行駛東北本線列車線的中距離電車系統，中途行駛經尾久站至赤羽站的支線。宇都宮線列車全線行駛東北本線。軌道名稱上的高崎線起點是大宮站，是東北本線往高崎站方向分岔的路線，但至2016年現在，大宮站的所有高崎線定期列車皆藉由東北本線列車線直通此站，並且在運行系統、旅客資訊上皆未顯示「駛入」、「直通」，與宇都宮線的旅客資訊相同[參 2]）。 - 車站編號「JU 02」
- 京濱東北線：行駛東北本線電車線的近距離電車系統，中途行駛經王子站至赤羽站的本線路線。往南在橫濱站直通運行至根岸線。 - 車站編號「JK 30」
- 山手線：行駛電車線的環狀路線。軌道名稱上的山手線是指不與京濱東北線並行的山手線路段。 - 車站編號「JY 05」
- 常磐線（包括常磐線快速電車[參 3]）：軌道名稱上的常磐線起點是日暮里站，列車透過東北本線的專用軌道駛入此站[參 4]。 - 車站編號「JJ 01」
- 上野東京線：宇都宮、高崎、常磐線經由本站與東京站之間的列車線（東北縱貫線）直通東海道本線列車線（系統路線名東海道線）的列車運行系統[參 5]。

除了宇都宮線與高崎線使用同一軌道，原則上各系統皆有專用軌道，但在上野東京線開業後（常磐線為平面交會），宇都宮線、高崎線、常磐線部分列車行駛共有軌道。
JR東日本官方網站記載本站之「所屬路線」有京濱東北線、常磐·成田線、常磐線、高崎線、東北本線、山手線、秋田新幹線、上越新幹線、東北新幹線、北陸新幹線、山形新幹線共11條路線。
上野站的3字母簡寫是「UEN」，事務管理編號是▲441003。

#### 東京地下鐵
東京地下鐵有銀座線與日比谷線2條路線。
- 銀座線  - 車站編號「G 16」
- 日比谷線 - 車站編號「H 18」

東京地下鐵日比谷線的終點站是北千住站，但途經東武伊勢崎線（東武晴空塔線）互相直通運行至日光線南栗橋站。

## 歷史

### 日本鐵道時期
1882年（明治15年）11月，日本鐵道向東京府租借寛永寺子院約29,800坪（約98,512m²）作為上野站用地。1883年（明治16年）7月28日，上野～熊谷間暫時通車，上野站開放。同年8月起開始貨物業務、10月起開始郵政業務。1884年（明治17年）6月28日，臨時站房舉行開業式。1885年（明治18年），磚造的237坪（約783m²）本站房竣工。這座初代站房由三村周設計，毛利重輔監督，中央平房部分是出閘廣場與大廳，兩翼是候車室，呈現H型平面構造，構造類似當時汐留站與橫濱站。
1885年，大宮站至宇都宮站（利根川渡河區間除外）開通，上野站作為東京方向總站而蓬勃發展。最初，站內包含了旅客、貨物、車輛基地機能，但隨著鐵路發展已不敷使用。另外，車站周邊道路也十分狹小，輸送旅客的馬車鐵道與輸送貨物的大八車造成當地交通堵塞。1890年（明治23年）11月1日，南方的地面貨物線開通，並將貨運業務移轉至新設立的秋葉原貨物處理所（之後的秋葉原站）。接著1896年（明治29年）12月25日的開業隅田川站也接收了部分行李業務，上野站在同年12月1日成為客運專用站。1900年（明治33年），日本鐵道在站前廣場建設有餐廳、喫茶店、雜貨店的上野待合店。這棟110坪（約364m²）的2層樓建築於1922年（大正11年）拆除。
1905年（明治38年）4月1日，常磐線三河島～日暮里通車，原先於田端折返運行的常磐線列車可直接駛進上野站。同年開始建設新橋～上野間的高架旅客線並改建上野站。

### 鐵道國有化時期
落成式當天的（2代）上野站房（1932年4月3日）1906年（明治39年），隨著日本鐵道國有化，上野站成為國有車站。1909年（明治42年）10月，秋葉原～上野～青森間定為東北本線。同年12月16日，山手線烏森（之後的新橋）～品川～新宿～池袋～田端～上野間的電車開始運轉。
在此情況下，上野站的乘客持續增加，1917年（大正6年），站內有9棟事務所、10棟倉庫、其他商店等共44棟，空間已完全飽和。1923年（大正12年）9月1日，關東大地震造成初代站房倒塌，之後同月23日開設臨時站房。同年，鐵道省東京改良事務所開始著手上野站周邊改良工程。1925年（大正14年）3月1日，與新橋站之間的高架旅客線開通，山手線開始環狀運行，本站成為東京都市內電車與東北、常磐、高崎等長距離幹線的轉乘站。
1930年（昭和5年）3月1日，改建工程開工。1932年（昭和7年）4月2日，第二代站房完工，同月5日啟用。新站房在動線設計上考慮到使用者的安全，上車乘客從1樓門廊進站前往列車月台，下車乘客則從地下1樓門廊出站。本建築中央是30×20.3×13.25公尺的寬廣空間，二樓因應業務區域移動需求設有回廊。地上的貨物線於1932年7月1日廢止。

### 年表
- 大蔵省印刷局發行的官報中，有關上野-熊谷鐵路開通的告示 1883年（明治16年）7月28日：日本鐵道車站開業。
- 1885年（明治18年）7月16日：初代本站房竣工。
- 1890年（明治23年）11月1日：上野至秋葉原間的貨物線開通。上野貨運業務移轉至秋葉原（貨客分離）。
- 1906年（明治39年）11月1日：依據《鐵道國有法（日语：鉄道国有法）》國有化。
- 1909年（明治42年）
  - 10月12日：制定軌道名稱，屬東北本線。
  - 12月16日：山手線電車開始運行。
- 1925年（大正14年）11月1日：上野至東京間高架旅客線通車。
- 1927年（昭和2年）12月30日：東京地下鐵道（現東京地下鐵銀座線）淺草站至上野站間開通。
- 1932年（昭和7年）4月3日：新站房落成啟用，類似設計的站房尚有中國東北的大連站。
- 1941年（昭和16年）9月1日：東京地下鐵道把路線轉讓給營團地下鐵。
- 1949年（昭和24年）6月1日：日本國有鐵道成立。
- 1961年（昭和36年）3月28日：營團地下鐵日比谷線車站開業。
- 1964年（昭和39年）10月1日：部分急送品（郵政品、報紙等）除外的行李業務移交給隅田川站。
- 1968年（昭和43年）9月30日：高架第6月台（11、12號線）啟用。地上、高架月台改善工程完成。
- 1971年（昭和46年）10月：大聯絡橋完成（12月20日啟用） 。
- 1977年（昭和52年）：決定興建東北新幹線車站（當初並無此計劃，是地方有建設請願運動）。
- 1985年（昭和60年）3月14日：東北新幹線車站開業。
- 1987年（昭和62年）4月1日：國鐵分割民營化。上野站由JR東日本管轄。
- 1991年（平成3年）6月20日：東北新幹線南延至東京站。
- 1993年（平成5年）11月4日：營團引入繼續定期券售票機[參 12][參 13]。
- 1995年（平成7年）：針對周邊持續升高的地下水，新幹線月台設置37,000噸鐵塊。
- 1997年（平成9年）
  - 入選關東車站百選（第一回）。獲選理由是「任何時代都有的故鄉鄉愁，首都圈北面的玄關口」（いつの時代にもふるさとへの郷愁をそそる、首都圏の北の玄関口）。營團不屬於認定對象。
  - 10月16日：新幹線轉乘剪票口引入自動閘機（JR東日本管內的新幹線各站首次引入）[2]。
- 1999年（平成11年）
  - 3月31日：車站租車結束營業[參 14]。
  - 9月11日：廢除地面的18號月台[參 15]。
- 2001年（平成13年）11月18日：啟用JR東日本IC卡Suica。
- 2004年（平成16年）4月1日：營團地下鐵民營化。銀座線、日比谷線由東京地下鐵繼承。
- 2007年（平成19年）3月18日：啟用東京地下鐵IC卡PASMO。
- 2009年（平成21年）2月20日：銀座線上野站站內商店「Echika fit上野」（エチカフィット上野）開幕。
- 2012年（平成24年）10月30日：銀座線上野站導入發車音樂。樂曲為森山直太朗作詞、作曲的《櫻花》（さくら）[參 16]。
- 2013年（平成25年）7月28日：13號月台引入發車音樂。樂曲為《啊！上野站》[參 17]。
- 2015年（平成27年）
  - 3月14日
    - 北陸新幹線通車，光輝、白鷹部分班次停靠本站。
    - 上野東京線（東北縱貫線）完成，本站終到（始發）的宇都宮線、高崎線、常磐線（快速）部分班次延伸至東北本線的原起點東京站並直通東海道本線。
    - 廢除5至8號月台的出發指示信號，統一為車門關閉信號。
    - 廢除16、17號月台的特急轉乘剪票口。
    - 臥鋪特急北斗星末班車於13日自本站發車。是最後一班上野站起訖的定期臥鋪特急列車。

  - 7月21日：5號月台至10號月台引入發車音樂。
  - 8月21日：臥鋪特急北斗星下行列車末班車出發。
  - 8月23日：臥鋪特急北斗星上行列車末班車抵達本站，結束1988年上線以來的27年歷程。從此被稱作藍色列車的臥鋪特急列車成為歷史。
  - 12月：山手線的月台（2、3號月台）啟用月台閘門，銀座線1號月台公布月台閘門設置計畫[參 18]。
- 2016年（平成28年）
  - 3月19日：臥鋪特急仙后座下行末班車出發。
  - 3月21日：臥鋪特急仙后座上行末班車抵達本站。長達四分之一世紀的本站起訖臥鋪特急列車及夜行列車畫下句點[參 19]
- 2017年（平成29年）
  - 5月1日：郵輪列車「四季島號列車」開始運行。籨此專用休息室「Prologue四季島」與專用月台「13.5號月台」開始使用。
  - 12月20日：京濱東北線月台（1、4號月台）啟用月台閘門[3]。

## 車站構造

### JR東日本
中央剪票口上是1951年展示的豬熊弦一郎壁畫《自由》（1951年12月製作。1984年6月、2002年12月修復）。其下方是LED式列車資訊顯示器，新幹線開業前，依據不同方向使用不同顏色的木製發車看板，東北、奧羽、磐越西線以綠色表示（代表「杜之都」仙台），高崎、上越線以黃色表示（代表越後平原的稻穗），高崎、信越線以粉紅色表示（代表信州蘋果），常磐線以藍色表示（代表太平洋），東北新幹線大宮通車時設定的「新幹線Relay號」是奶油色，月台也有簾式發車標。
大廳的中央剪票口內有朝倉文夫所作的銅像《翼之像》（つばさの像），剪票口外廣小路口有同樣由朝倉所創作的《三相》。《翼之像》原先設於廣小路口，是為了紀念1958年10月10日第一台東北特急「初雁」（はつかり）開始運行與車站開業75周年，由台東區所捐贈。《三相》代表知、情、意，是朝倉出席1958年10月10日車站開業75周年紀念式時得知他與車站同年，透過台東區所捐贈。另外，售票機上方牆面展示平山郁夫原畫、製作的彩繪玻璃《故鄉日本之華》（ふる里日本の華，1985年）。這是為紀念東北上越新幹線上野站開業所製作。2002年6月車站改建後移至現在的位置。
日本泡沫經濟時期，當時磯崎新曾設計一座地上300公尺的超高層車站大樓，但在泡沫破滅與東北、上越新幹線延伸東京站後終止計畫。
南滿洲鐵道大連站與函館本線小樽站、樺太廳鐵道（之後的樺太西線→俄羅斯鐵路）真岡站（霍爾姆斯克南站，1992年拆除）是以本站為原型。
大廳有地面大廳、公園口通道（3樓）、大連絡橋通道（3樓）、大連絡橋連絡通道（3樓，連結公園口通道與大連絡橋通道）、新幹線地下大廳（地下）。
剪票口有中央剪票口（地上）、不忍剪票口（中2層）、公園剪票口（3樓）、入谷剪票口（3樓）共4處。期間限定的臨時剪票口有3樓Suica專用（簡易Suica驗票閘門）的公園臨時剪票口（常設的公園剪票口在御徒町站側的公園口通道盡頭，臨時剪票口在鶯谷站側的大連絡橋通道盡頭）。付費區內的檢票口有新幹線剪票口，以前還有在來線特急轉乘剪票口（2015年3月13日廢止）。
出口有地面中央剪票口正面的「廣小路口」、「正面玄關口」與左手方向的「淺草口」、中2層不忍剪票口往地面的「不忍口」、「山下口」，3樓入谷剪票口有2樓的「東上野口」、3樓的「熊貓橋口」（パンダ橋口）、地上的「入谷口」等。3樓公園剪票口直通3樓的「公園口」。正面玄關口與廣小路口出口有行人天橋。連通車站與公園的熊貓橋有兩座熊貓像，一個是熊貓橋口右側的巨型大熊貓像，另一個是大連絡橋大廳的小熊貓像。
從不忍口可前往京成電鐵京成上野站。JR與京成線可在北方的日暮里站轉乘。但是上野站與京成上野站也可購入轉乘定期券。
前往地下鐵各線主要可利用中央剪票口附近的樓梯、電扶梯，入谷剪票口也有動線指引。
在來線廁所分別在13號月台（地上），3、4號月台樓梯與5、6號月台樓梯（中2層大廳），9、10號月台與11、12號月台連接處（2樓）、大連絡橋通道（3樓）、直通ecute上野內1樓的電扶梯對面（3樓），共5處。
2009年3月16日，連結上野中央通地下停車場與周邊8站（JR上野站、御徒町站、東京地下鐵上野站、上野廣小路站、仲御徒町站、京成上野站、都營上野御徒町站）的地下通道啟用。不過這些車站並不視為同一站。但東京地下鐵上野站、京成上野站為定期券轉乘站。
新幹線開業以後，JR車站內部開始進行改建工程，1990年代後半完成付費區內商店「Dila上野」。之後，本站開始進行被稱為JR東日本車站文藝復興「大家的車站計畫」（みんなのえきプロジェクト），中央剪票口、不忍剪票口側的站房內部進行整修，並整備東西自由通道（愛稱：熊貓橋）與正面玄關「Retro館」（レトロ館）的「Break車站畫廊」（Breakステーションギャラリー）、中央剪票口的「大廳」（グランドコンコース）、購物中心「七番街（atre上野）」等，2002年3月全面開幕。同年2月22日開店的atre上野以「FUSION SQUARE 人們聚集的車站融合空間」為概念，將車站周邊沒有的餐飲、食品、時尚、生活雜貨等54店分為「Retro館·GALLERIA」（レトロ館・ガレリア）、「大廳」（グランドコンコース）與「七番街」3區，目標客群放在20～39歲女性。之後於2007年4月至9月重新裝潢，新增「GODIVA」、「日本橋屋長兵衛」、「RF1」、「BAGEL&BAGEL」、「JIN's GLOBAL STANDARD」、「Samantha Thavasa Petit Choice」等商店。東京圈車站大樓開發在同年8月於淺草口地下開設咖啡、生活雜貨等的「Retro Gate」（レトロゲート），9月正式開幕。接著，2005年春季全體完成整修，統一為白色外觀，並增設電梯。付费区内设有由中国陶瓷画艺术家王学仲为纪念上野站与北京站结为友好车站2周年纪念所做《上野四季繁荣图》，描绘了上野公园“蝶舞樱花、鲤戏碧荷、北雁红叶、熊猫雪竹”的景色。
東北、上越新幹線通車時大量取消並行的在來線特急列車，並廢止地上的19、20號月台，1999年9月再廢止18號月台。該用地的東京方向部分在2006年7月19日由健身俱樂部（JR東日本運動）進駐。日暮里方向則作為從業人員的專用通道。
東北、上越新幹線通車前，作為都內往北的總站，前往北關東、東北、信越、北陸方面的東北本線、日光線、磐越西線、奧羽本線、高崎線、兩毛線、上越線、信越本線、吾妻線、羽越本線、常磐線特急、急行等許多長距離優等列車在本站發車。但在新幹線開車後，並行的在來線優等列車逐漸廢除，地上月台也陸續改建為新幹線大廳。之後逐漸增加宇都宮線、高崎線、常磐線等往北關東方向的近郊、中距離電車。
起初，高架月台主要由常磐線各列車使用，部分才是東北、上信越方向各列車。相反地，地面月台沒有常磐線列車在此發車，而是作為東北、上信越方向各列車的專用月台。之後，隨著特急、急行列車增班，以及中距離通勤客的增加，地面月台改為以特急為主，高架月台改為各線普通列車為主。上野東京線通車以前，宇都宮線及高崎線普通列車停靠高架的5～8號月台與地面的13～15號月台，常磐線普通列車停靠9、10號月台，快速電車停靠11、12號月台（但皆有例外班次存在），也有停靠9號月台的宇都宮線、高崎線列車，停靠8號月台與地面月台的常磐線普通列車（以前還有8號月台發車的常磐線列車與9號月台發車的高崎線列車）。
山手線與京濱東北線以外的列車資訊看板在新幹線開業時從簾式改為LED式（新幹線一開始就為LED式，京濱東北線在1990年左右設置）。新幹線月台在2007年3月改為全彩LED式。ATOS導入後，全月台皆設置列車資訊顯示器，廣播亦遵從ATOS規範。2008年8月，5～17號月台先發列車的發車標顯示路線名。2014年11月起，為了因應上野東京線，5～10號月台大廳層與月台內改為2段式（大廳層為3段式）新型列車資訊顯示器。同時列車資訊顯示器從「路線名，車種，綠色車廂、車輛數、門數，發車時間，目的地」改為「'始發'（非本站始發＝上野東京線時為空白）路線名，車種，發車時間，目的地，綠色車廂、車輛數」。　　
乘車資訊方面，新幹線下行19、20號月台設有LED式乘車位置資訊顯示器。

#### 新幹線月台的地下水上昇對策
戰後，由於周邊地區超抽地下水造成地層下陷，開始限制地下水的利用。位於地下30公尺的新幹線月台，其周邊地下水水位高度從建設前1970年代初的地下38公尺，到1995年已上升至地下14公尺。為防止影響車站構造，同年在新幹線月台下方設置合計3萬7000噸的重物。接著，因應2004年地下水位升至地下12公尺，再打入約650根長17公尺的錨栓。這是東京站總武快速線、橫須賀線月台使用錨栓數量的5倍。
另一方面，鋪設導水管將地下水導向不忍池，不僅可保持不忍池的水質與水量，也能降低JR的下水道相關費用。

#### 月台
本站共有3種月台。
高架月台
1～12號月台（山手線、京濱東北線、宇都宮線、高崎線、常磐線、上野東京線）
位於平緩斜坡的部分高架式島式月台4面8線（1～8號月台）、缺口式月台與港灣式月台一體化2面4線（9～12號月台，可通往平面)、合計共6面12線。
1～9號月台直通御徒町、東京方向與鶯谷、尾久、日暮里方向。港灣式月台10～12號月台僅往日暮里方向（常磐線）。另外10～12號月台與其他月台相比較靠向日暮里方向。因此，常磐線月台中僅有9號月台的停車位置不同。
宇都宮線與高崎線、常磐線列車到達本站時，稱之為「高月台」或「高架月台」。
常磐線中距離列車以■藍色表示，快速電車以■綠色表示。
到達本站的山手線、京濱東北線，其車內LCD的常磐線顏色為■藍色。

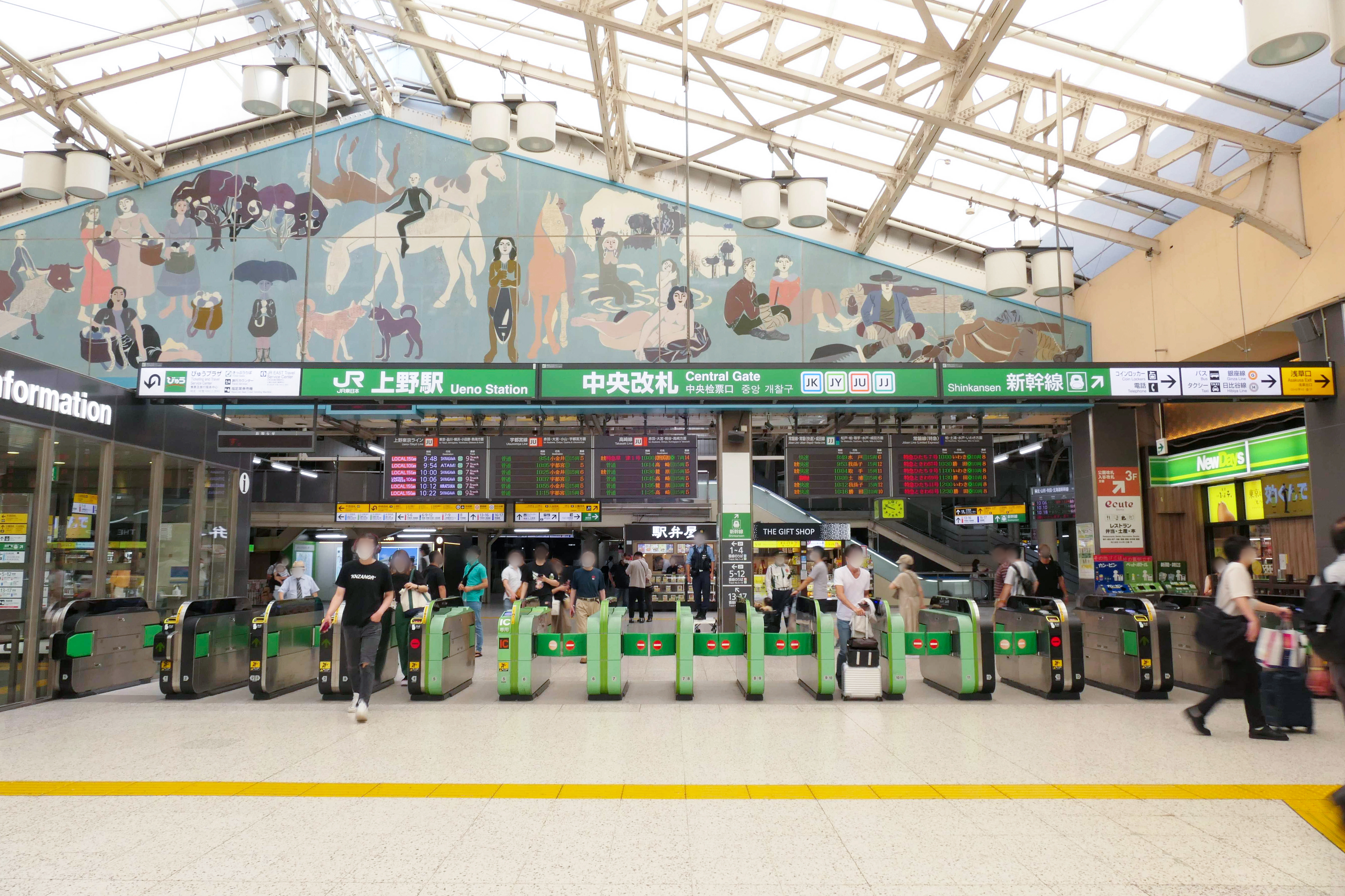
中央閘口(2021年8月)
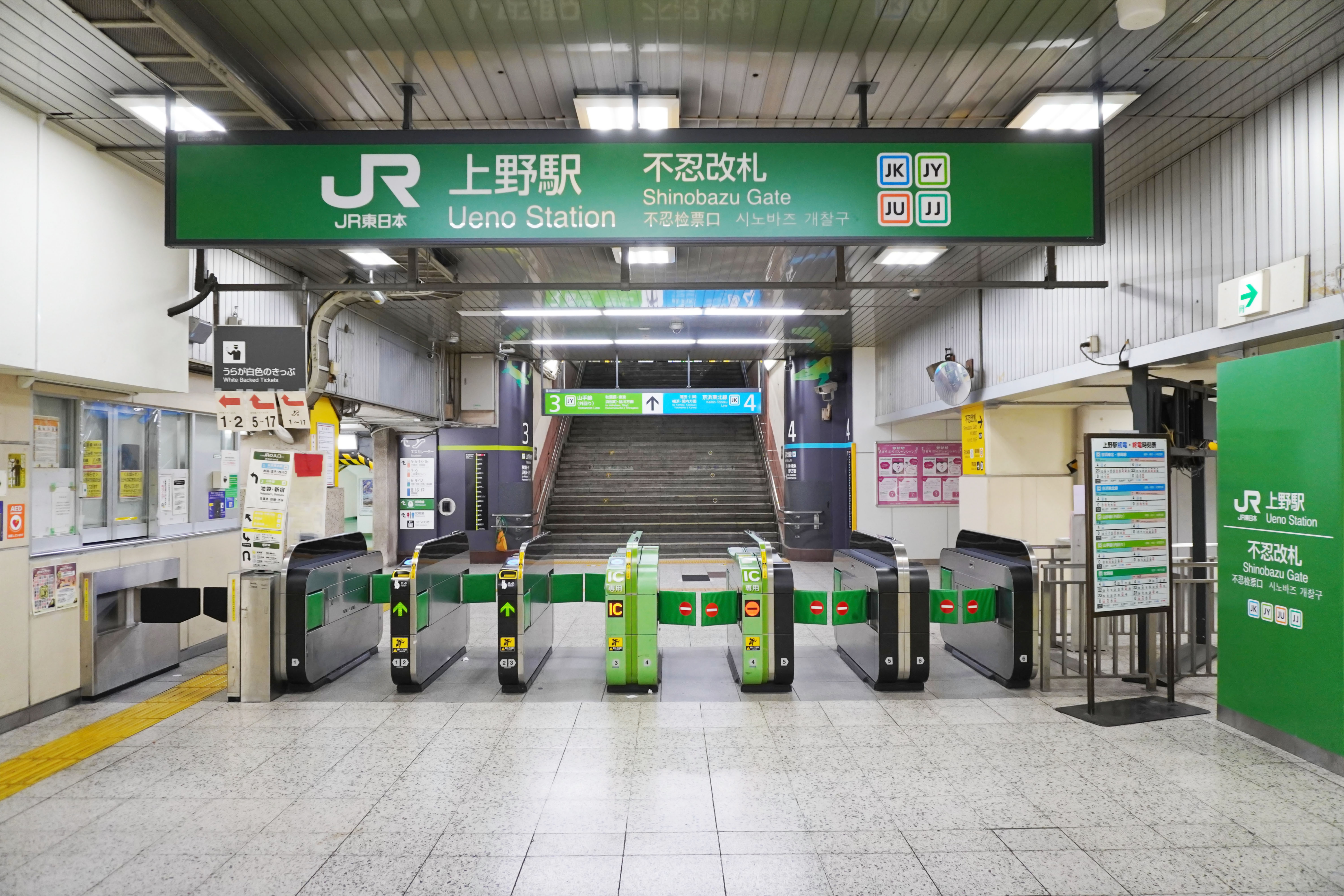
不忍閘口(2023年2月)
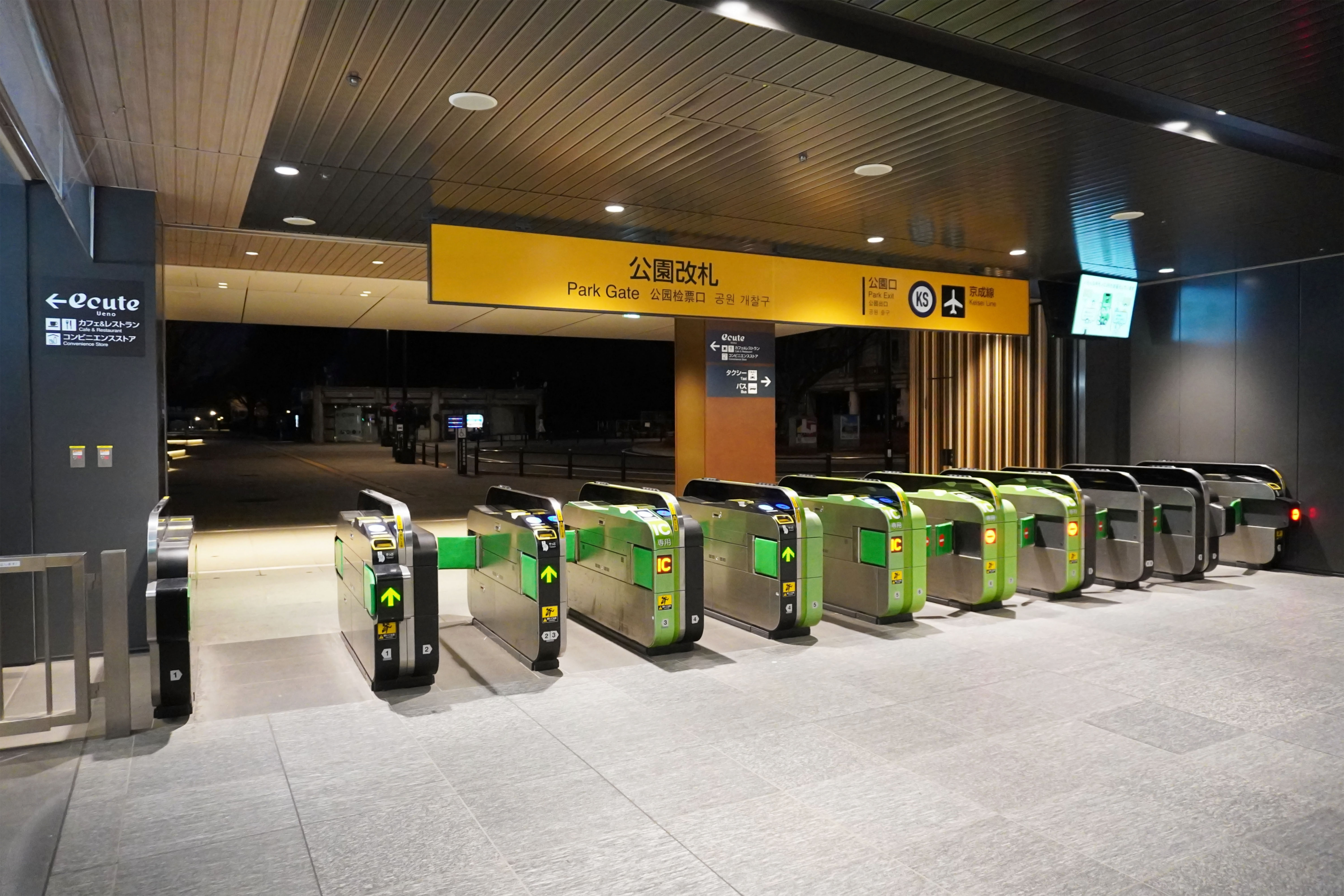
公園閘口(2023年2月)
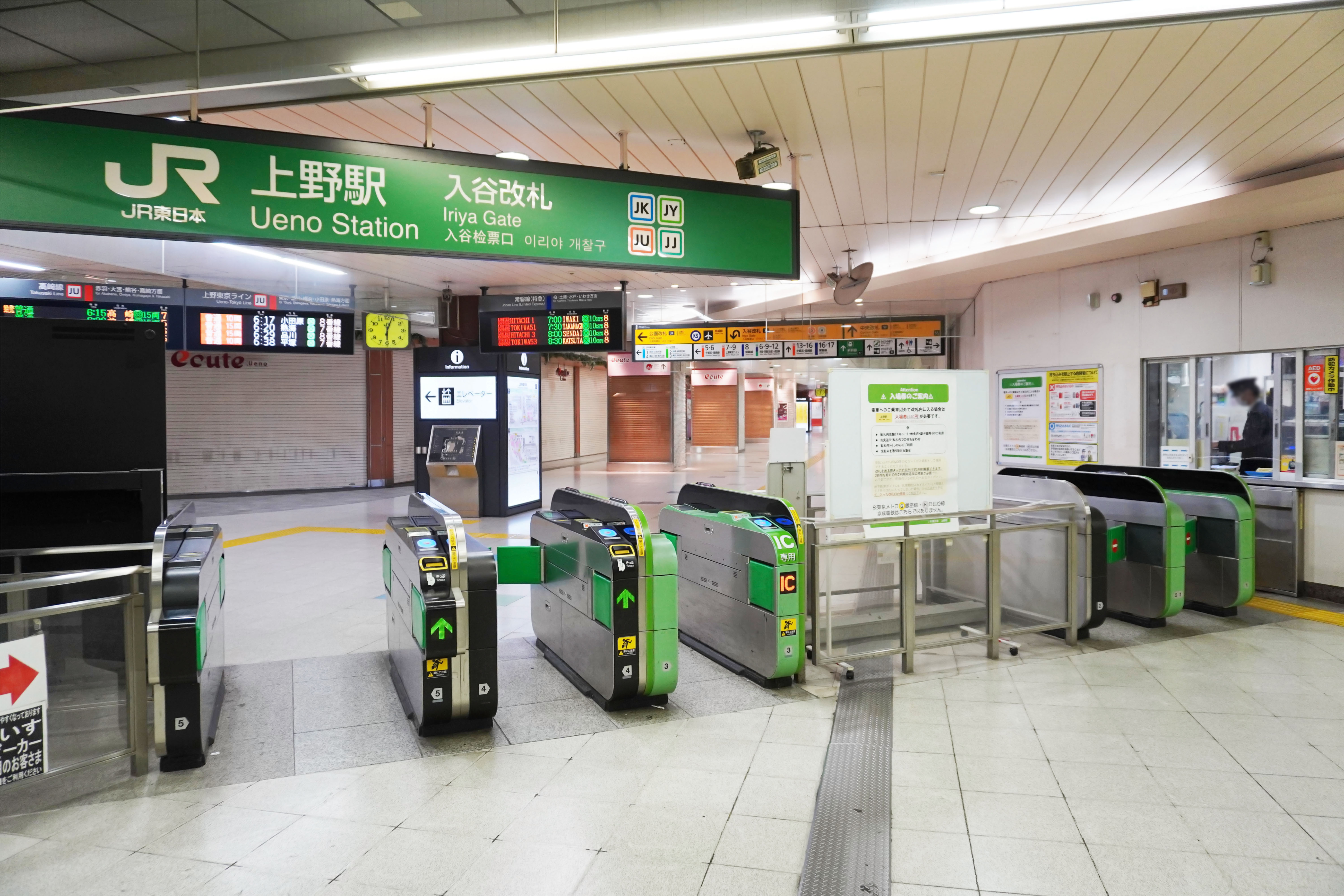
入谷閘口(2023年2月)
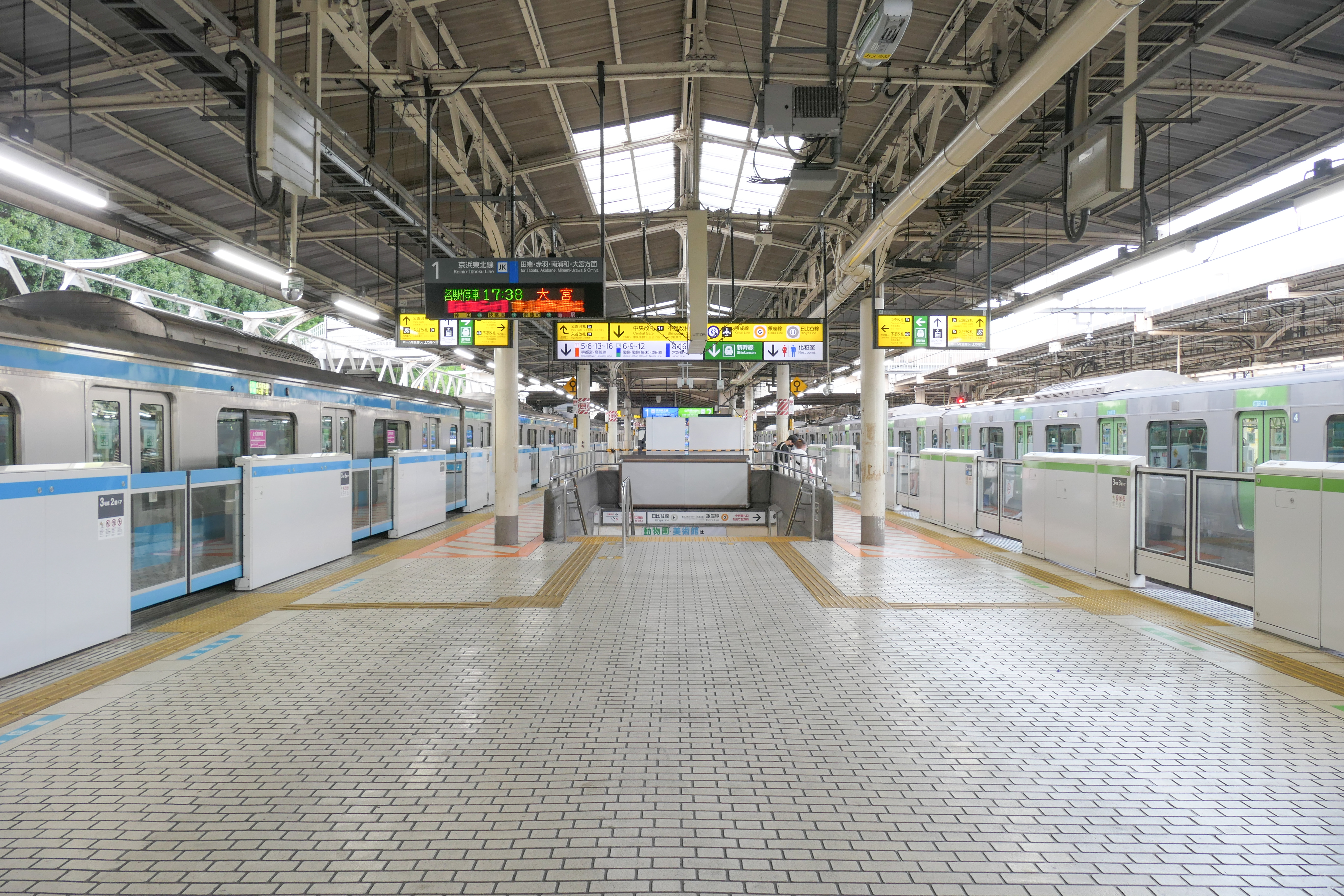
1號與2號月台(2022年4月)
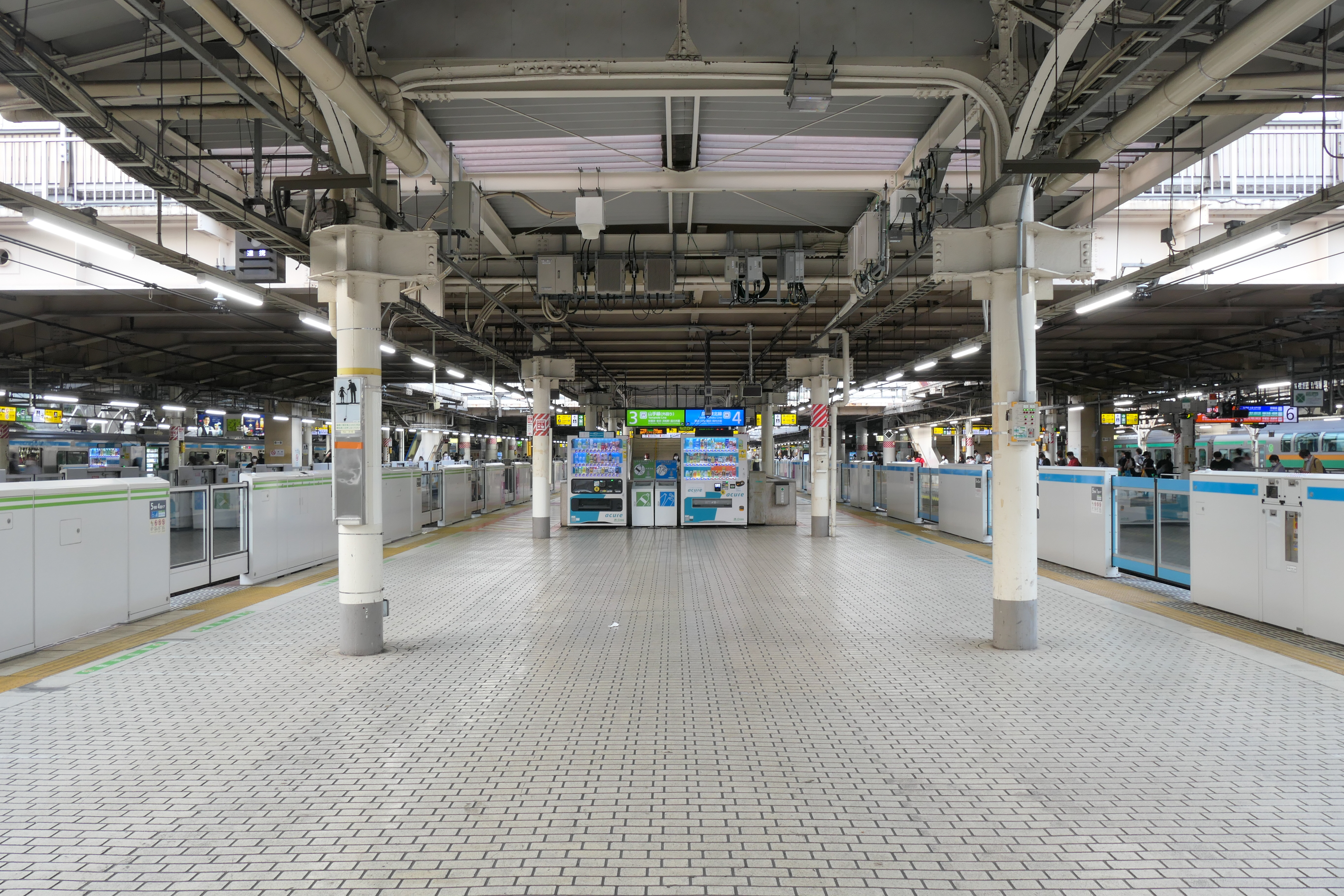
3號與4號月台(2022年4月)
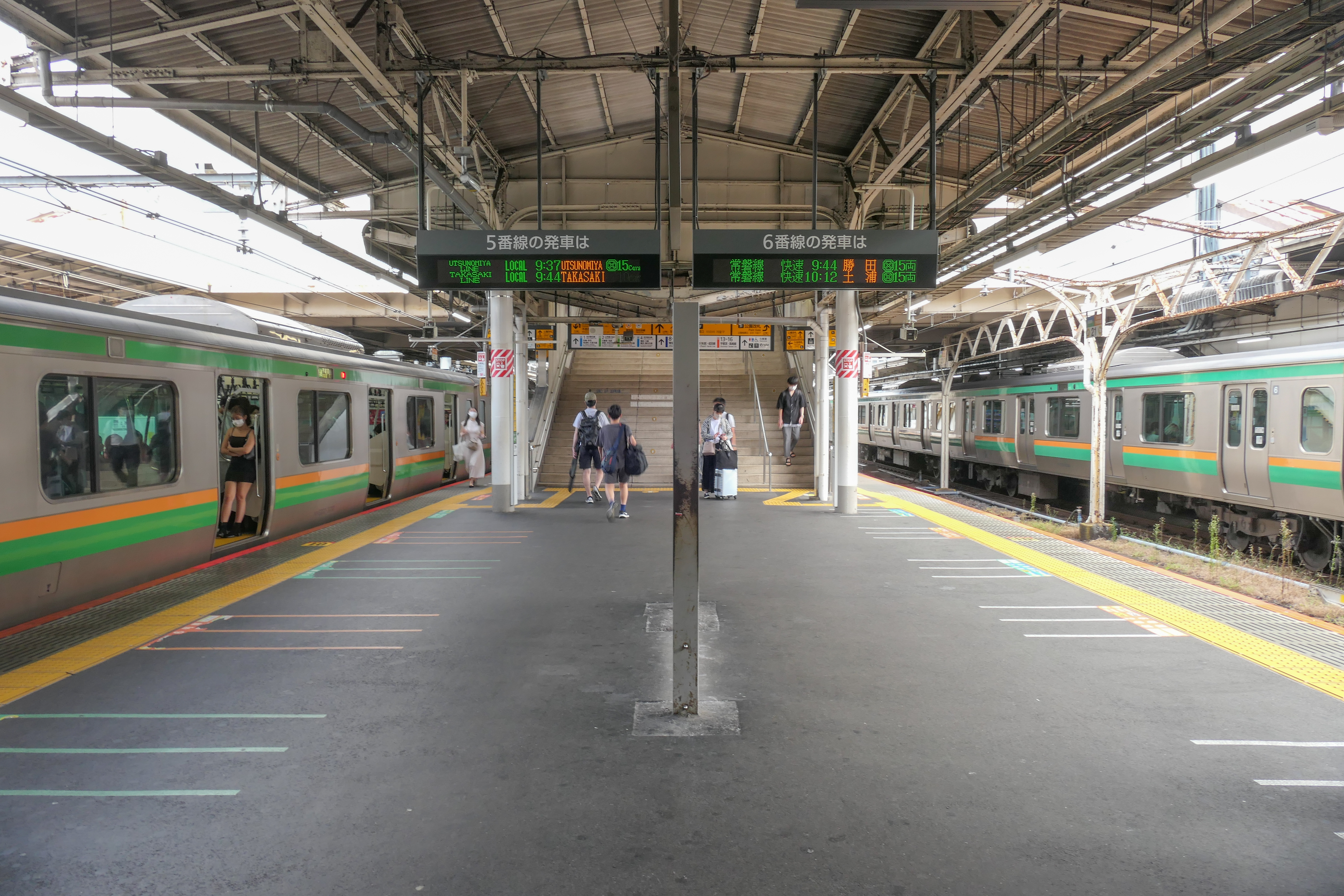
5號與6號月台(2022年9月)
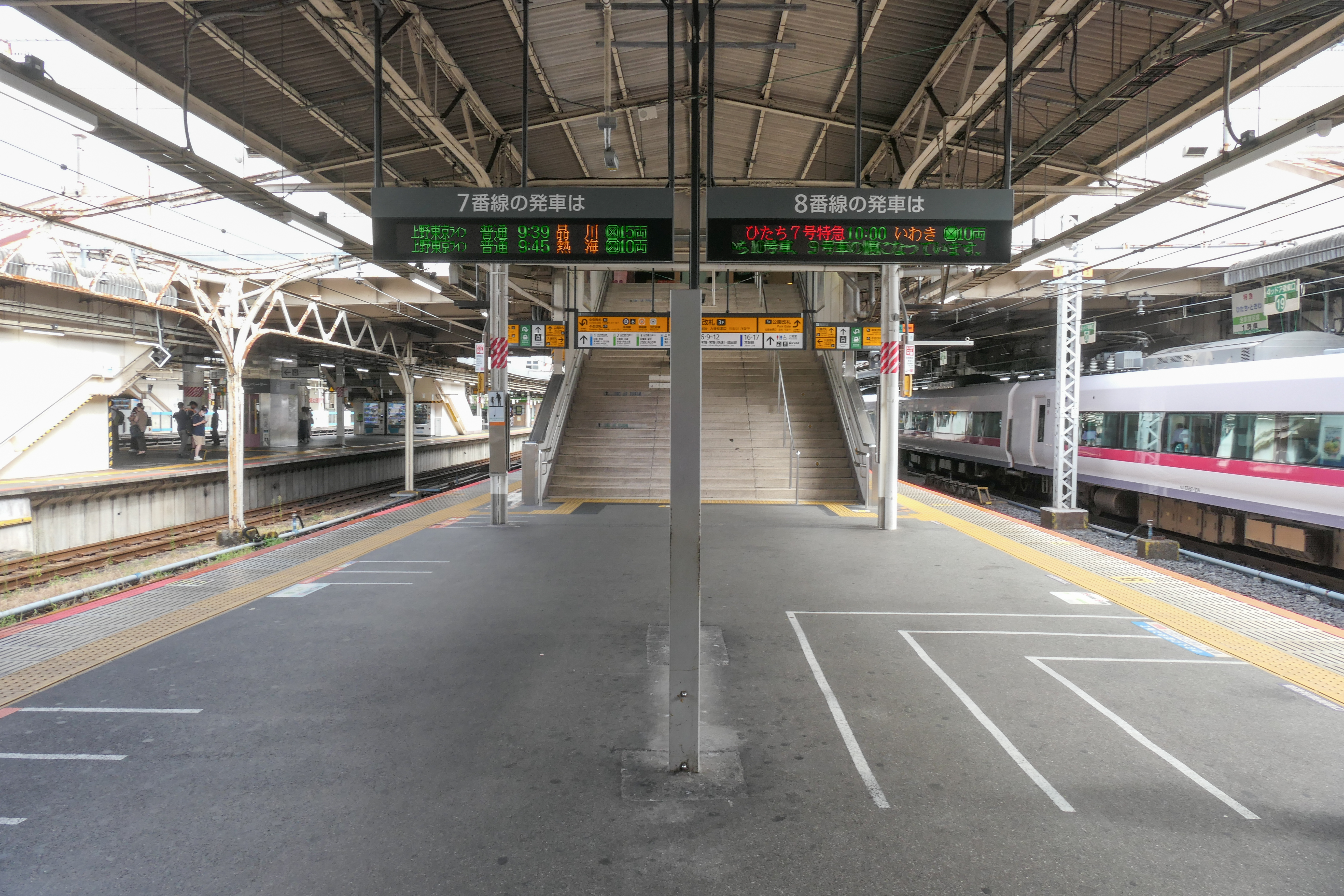
7號與8號月台(2022年9月)
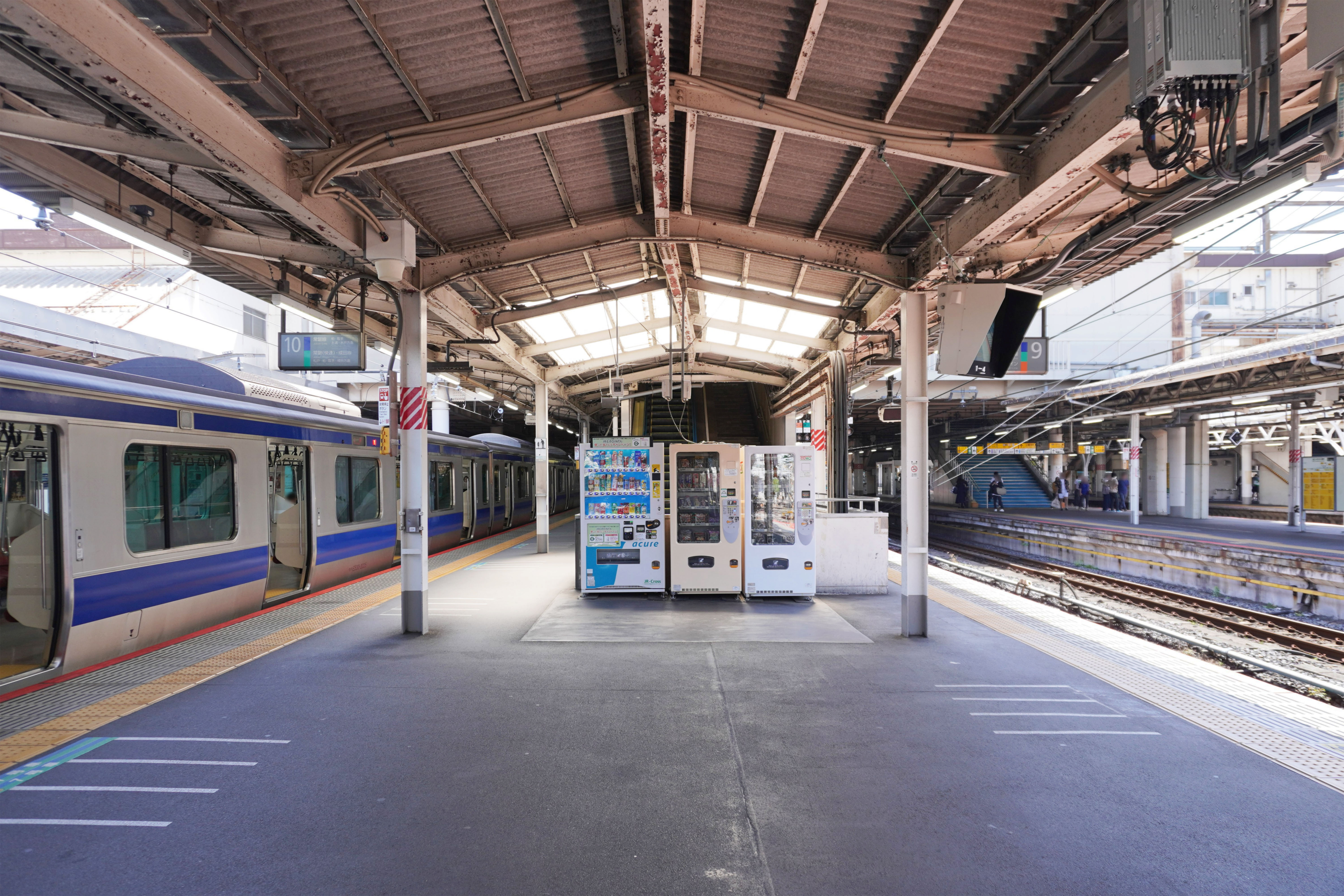
9號與10號月台(2024年5月)
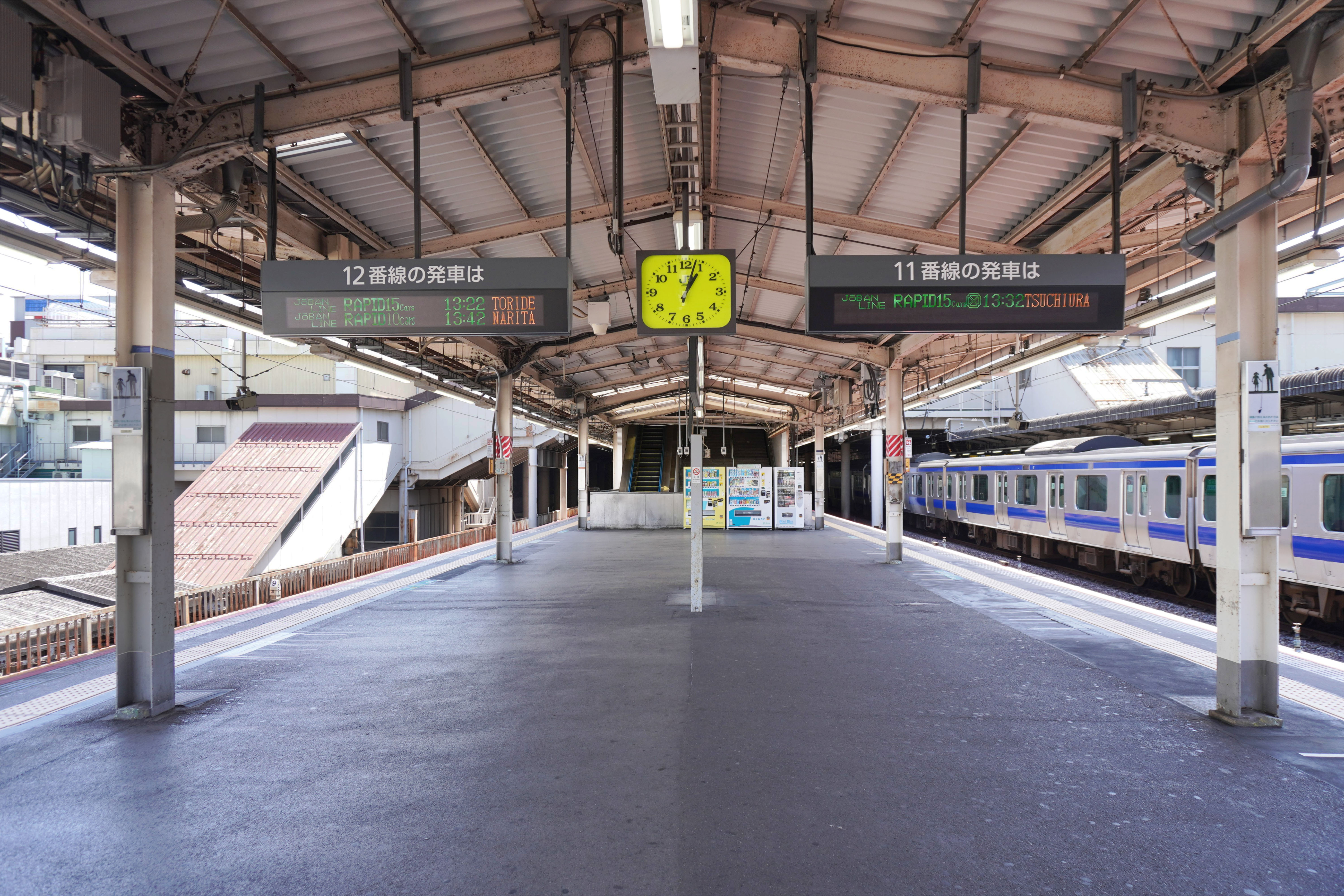
11號與12號月台(2024年5月)
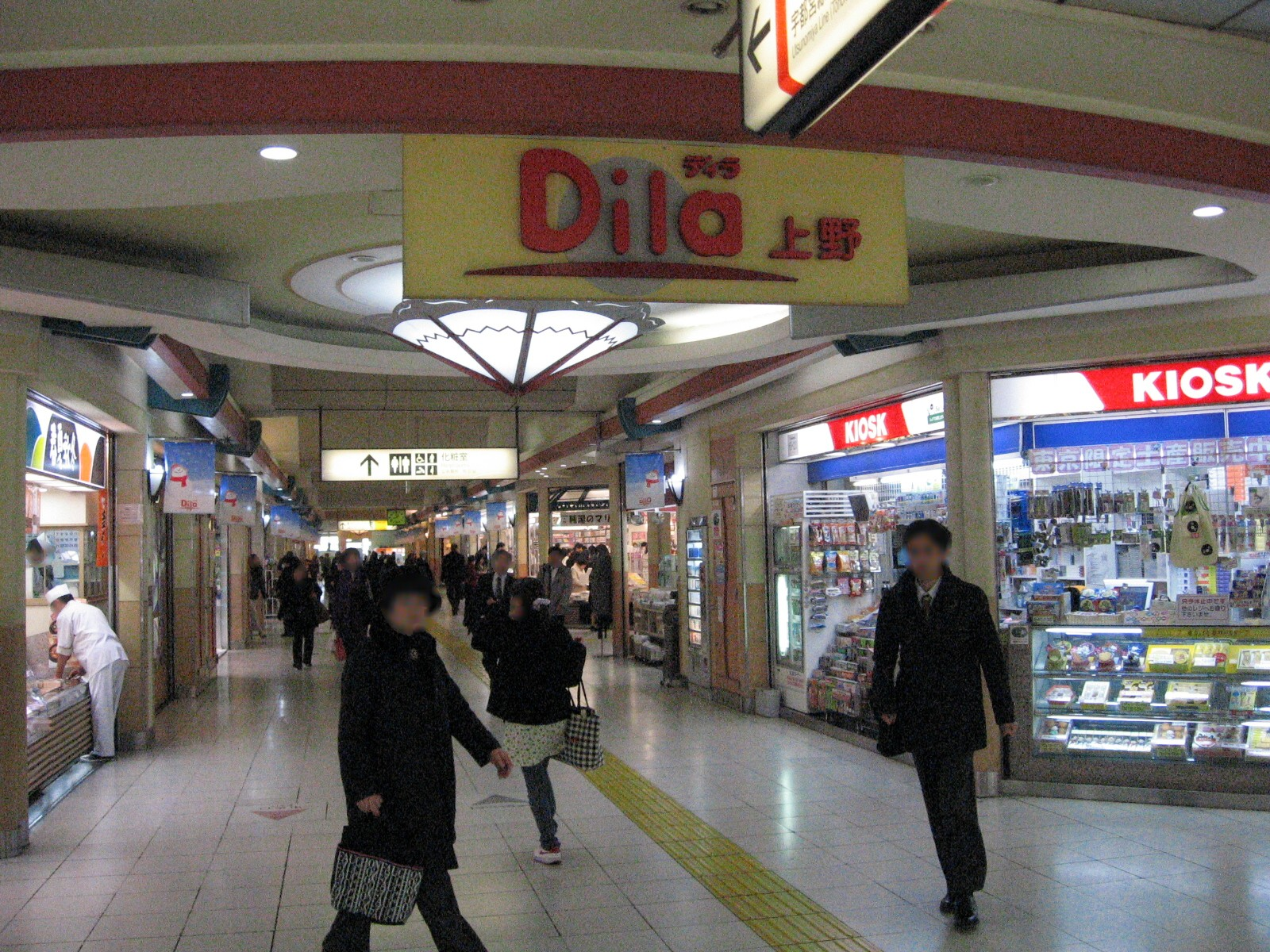
Dila上野

地面月台
13～17號月台（宇都宮線、高崎線、常磐線）
地面3面5線港灣式月台。通往尾久、日暮里方向。
到站時稱「低月台」或「地面月台」。16、17號月台為特急專用月台，以特急「常磐」（ときわ）為主。過去曾有人工中間剪票口進行乘車券、特急券、入場券驗票，2015年3月13日撤除。13～15號月台以宇都宮線、高崎線普通列車為主，13號月台過去是臥鋪特急「仙后座」、「北斗星」的發車月台，現在月台上『仙后座』的標示已被替換為『特急』。該月台有數班常磐線普通列車停靠，到站後不載客進行回送。
13號月台有過去等候臥鋪特急的休息處，稱為「五星廣場」。
過去地面月台有18～20號月台，在東北、上越新幹線通車以前多為本站起訖的優等列車。之後，隨著新幹線通車，削減廢除並行的在來線優等列車，東北、上越新幹線延伸上野（1985年3月14日通車），20號月台（1980年5月31日廢止）與19號月台（1983年7月1日廢止）陸續廢止，接著在東北、秋田、山形、上越、長野（今北陸）全新幹線通車（1997年）的2年後進一步廢止18號月台（1999年9月11日廢止）。2011年，還可見到舊18番線日暮里側的線路遺跡。
過去「北斗星」等客運列車因不能更換機車，因此以機車從後方推動回送至車輛基地尾久車輛中心（推進回送）。
13號月台上方是10號月台，14、15號月台上方是11、12號月台，13號月台及14、15號月台的電扶梯與樓梯貫穿9、10及11、12號月台直通3樓大廳。另外，高架月台與地面月台沒有直通的樓梯與電扶梯，僅14、15號月台有電梯連通。
本站折返的宇都宮線、高崎線、常磐線中距離電車到達本站後會進行車內清掃。2013年（平成25年）12月1日起，始發至下午三點的發車列車採用按鈕式半自動車門。
新幹線月台剪票口旁的舊18號月台原先有臥鋪特急「仙后座」使用的E26系模型，已於2012年12月24日撤除。
現在的月台編號是在1968年8月29日所訂定。在此之前，現在的13號月台為0號月台，14號為11號、15號為12號，過去的20號為17號。

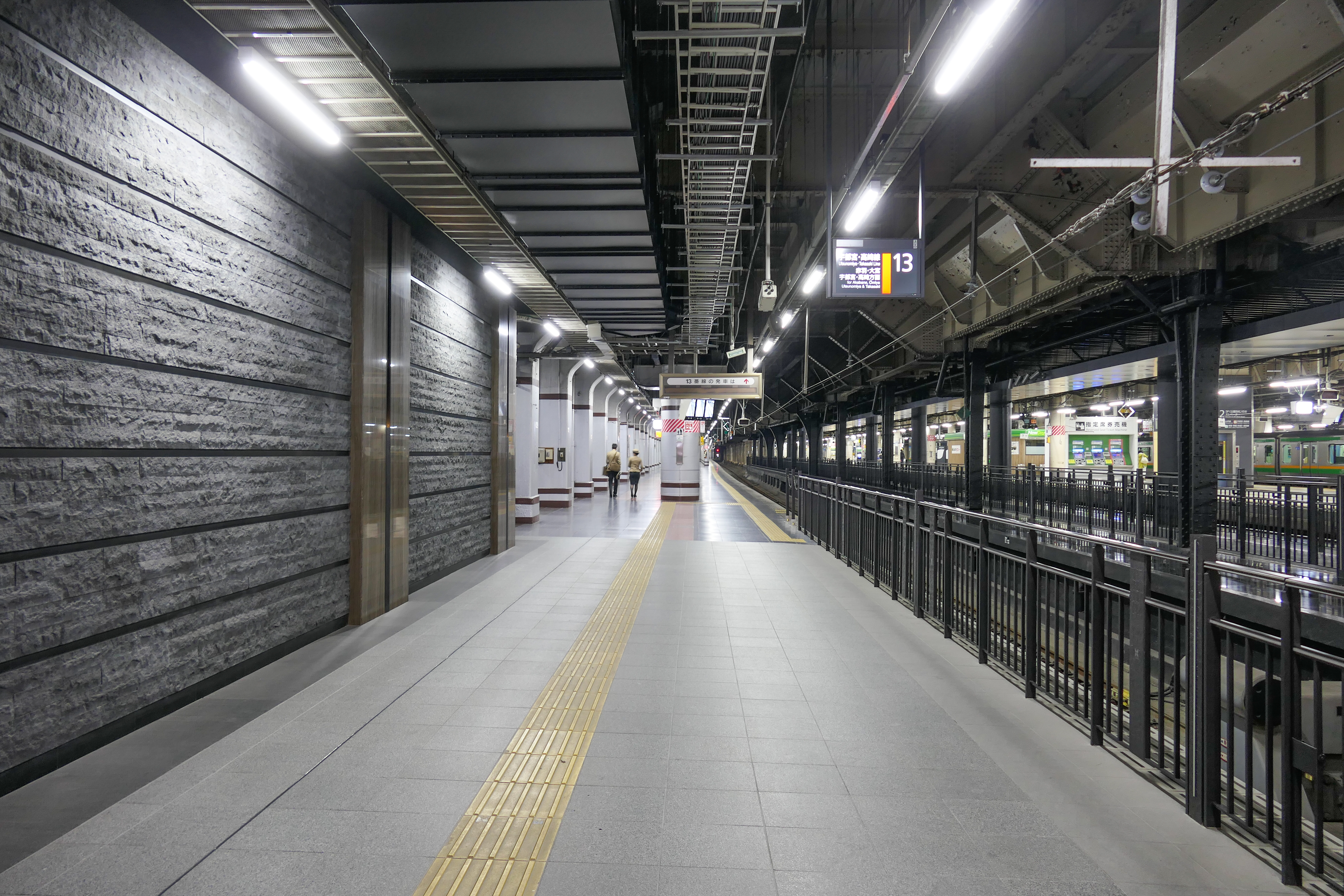
13號月台(2022年4月)
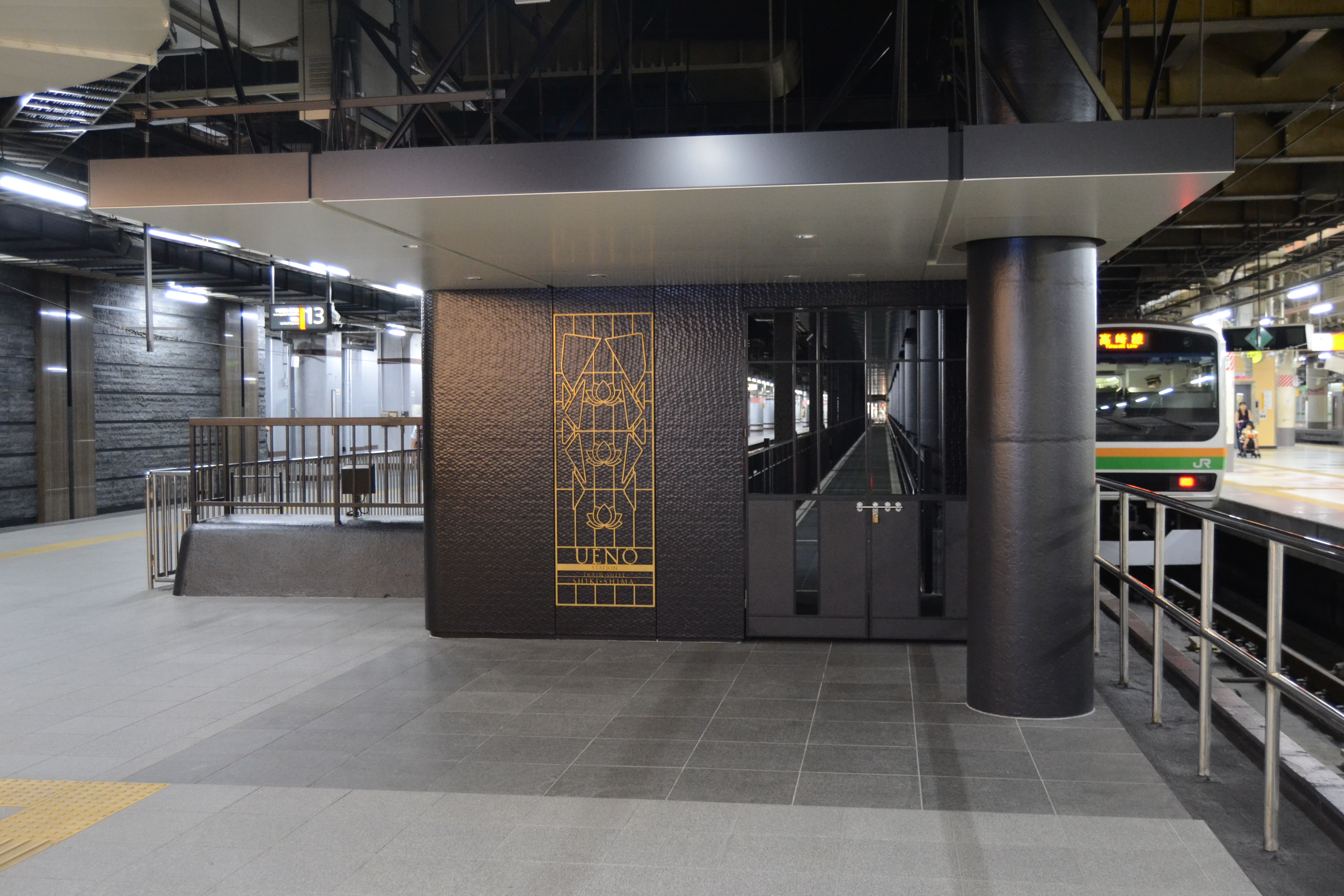
「TRAIN SUITE 四季島」專用月台（通稱「重新出發的13.5號月台」）的入口（2017年8月21日）
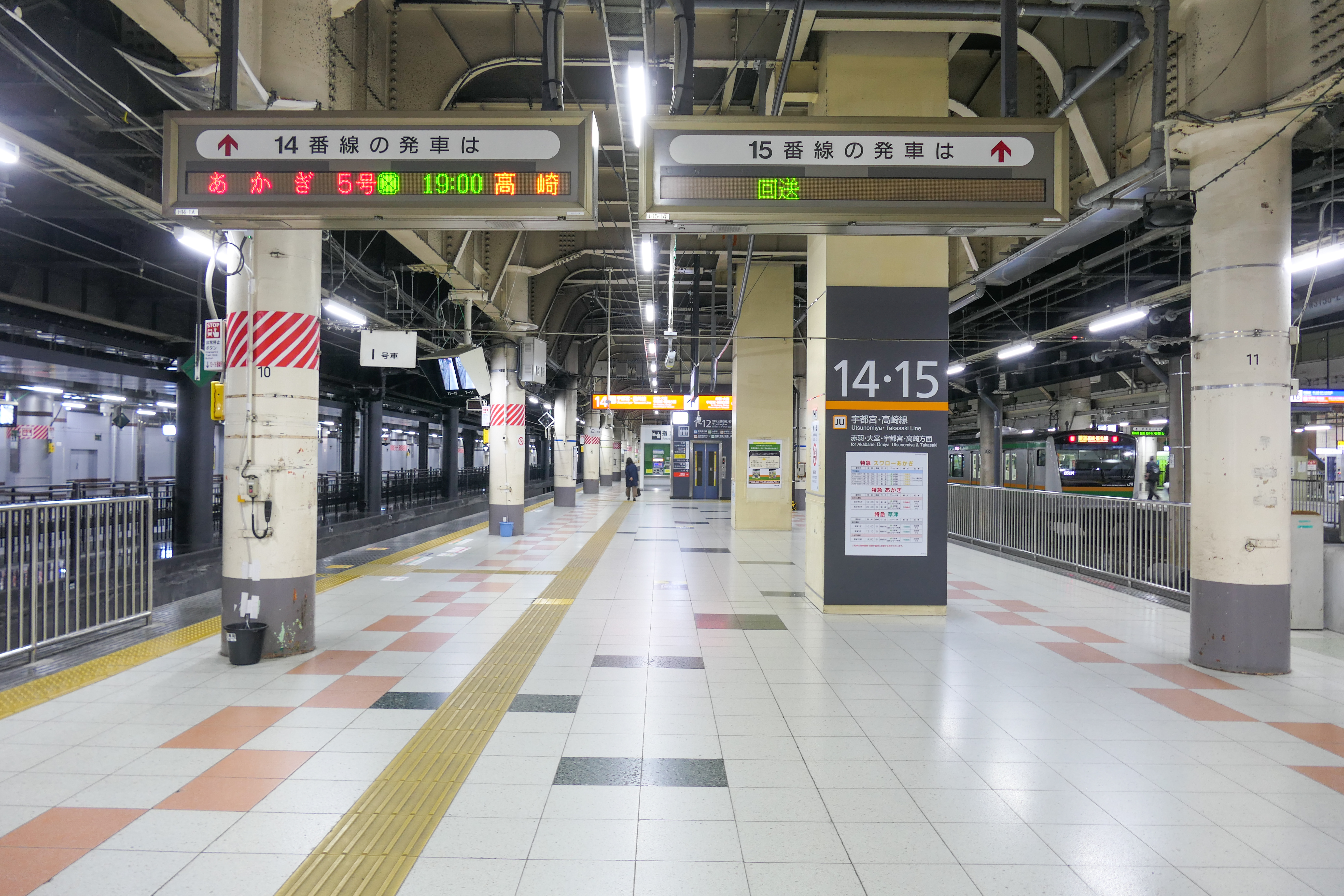
14號與15號月台(2022年4月)
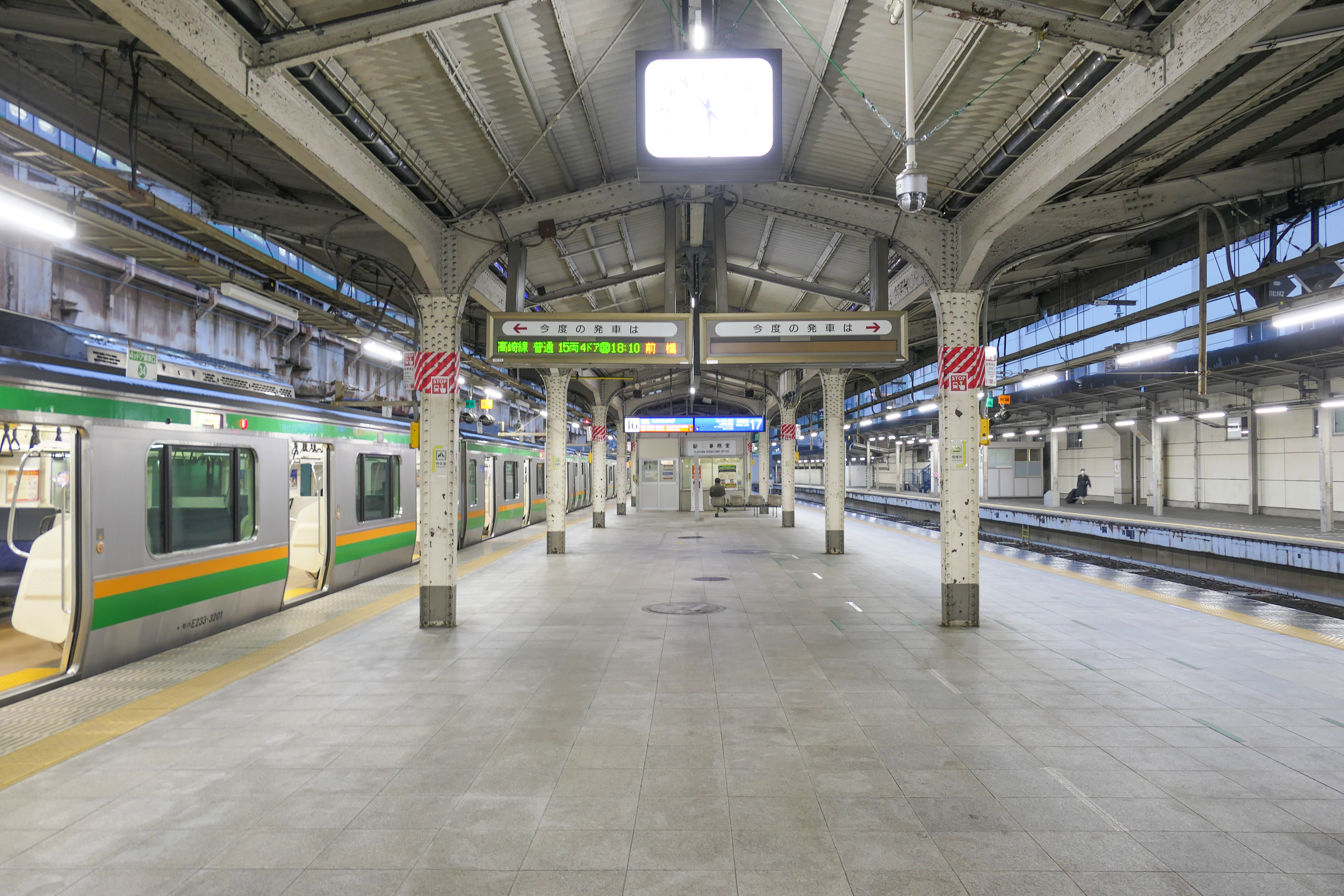
16號與17號月台(2022年4月)
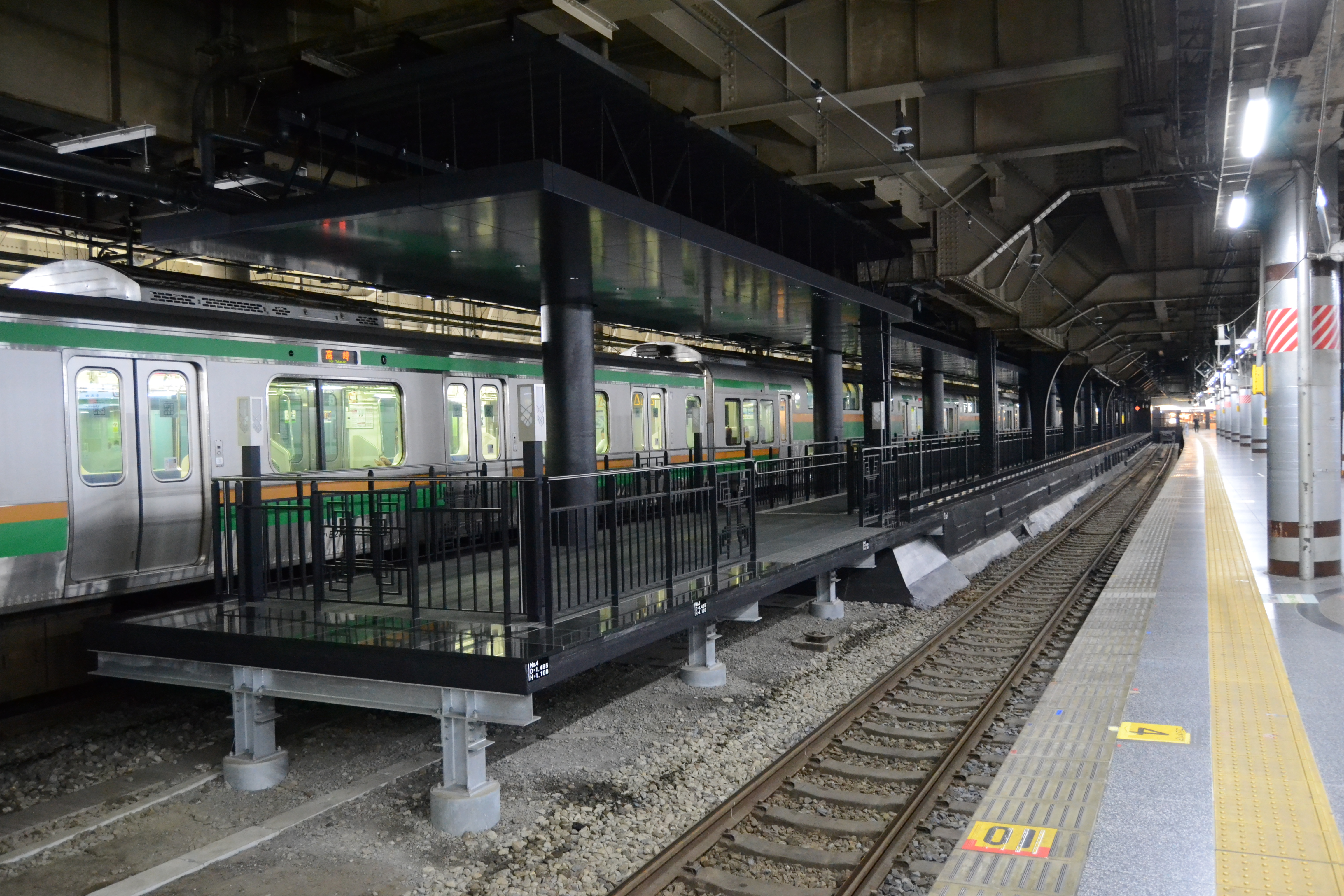
「TRAIN SUITE 四季島」專用月台全體的樣子（2017年8月21日）
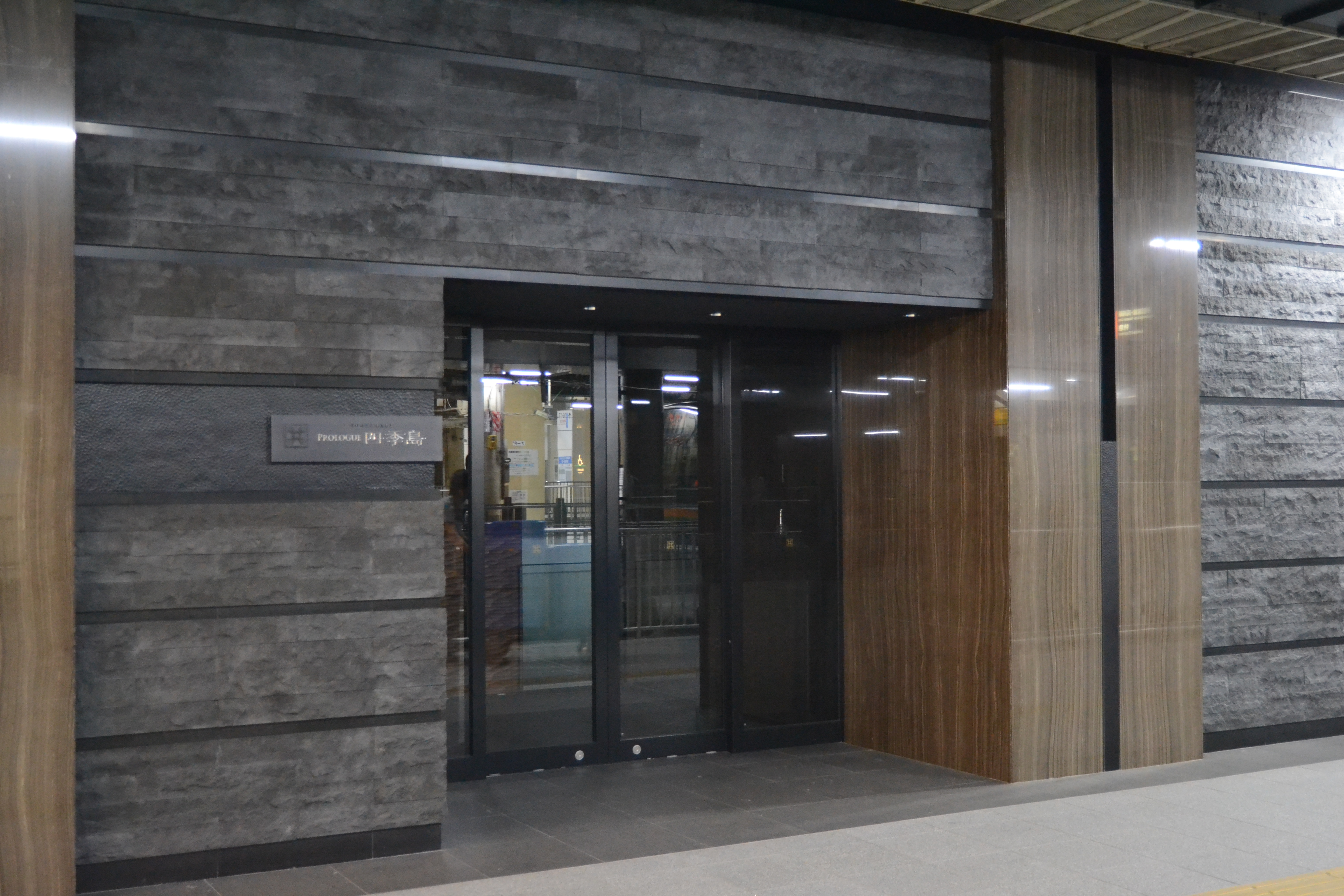
13號月台，「TRAIN SUITE 四季島」的專用休息室「prologue四季島」的入口（2017年8月21日）
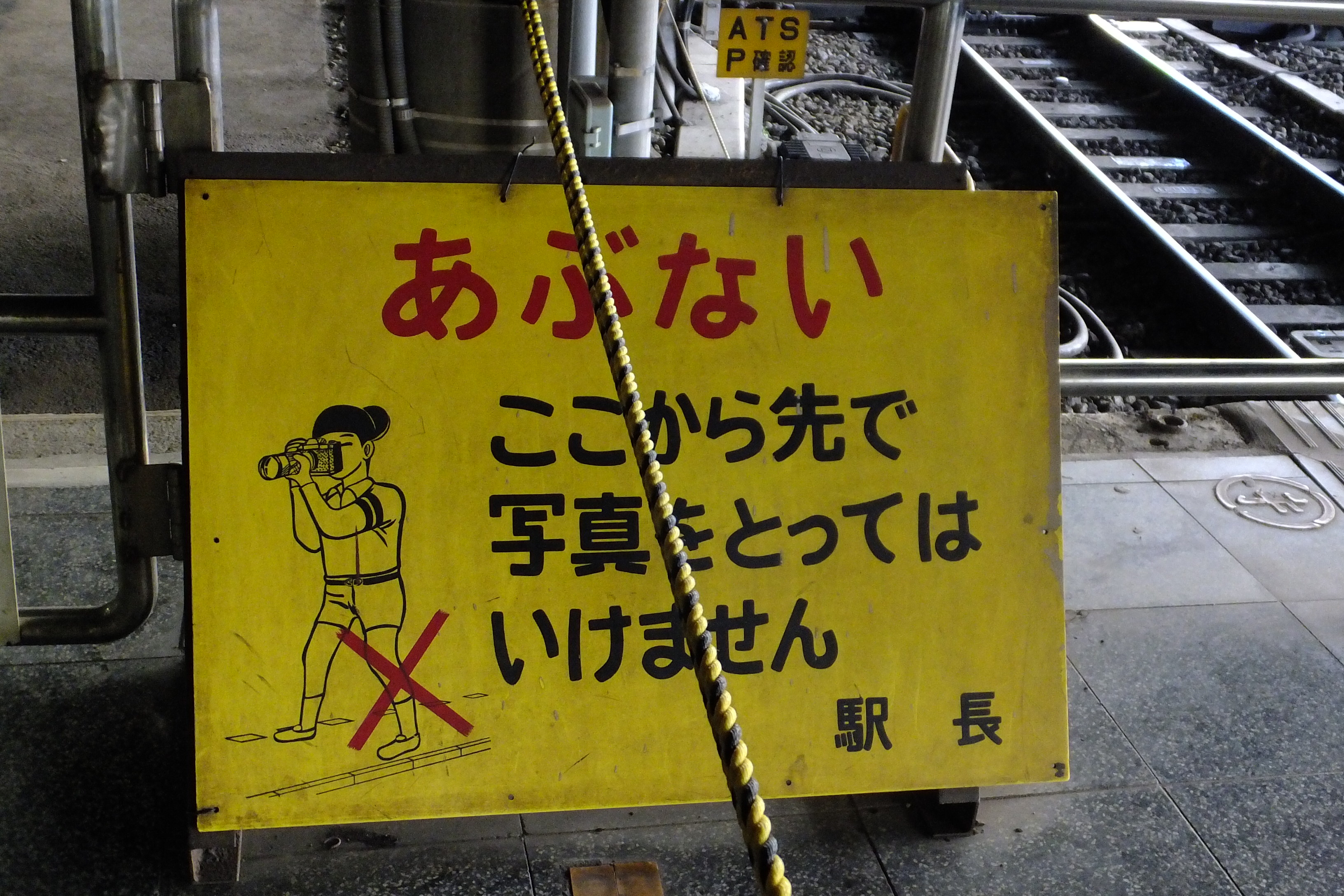
13號月台前方此起禁止拍攝的告示（2015年3月24日）

新幹線地下月台
19～22號月台（東北、山形、秋田、北海道、上越、北陸（經長野）新幹線）
地下5層的2面4線月台，無通過線，因設有可動式月台門，通過列車需減速。
上下線沒有明確定義月台，上野始發的下行新幹線臨時列車使用全月台。東京站發車的臨時列車在19、22號月台待避定期列車。1997年9月30日以前，部分定期列車與大部分臨時列車在本站發車、終停。另外，往北有新幹線的東京新幹線車輛中心。
新幹線月台上方的大廳南方設有吸菸區。

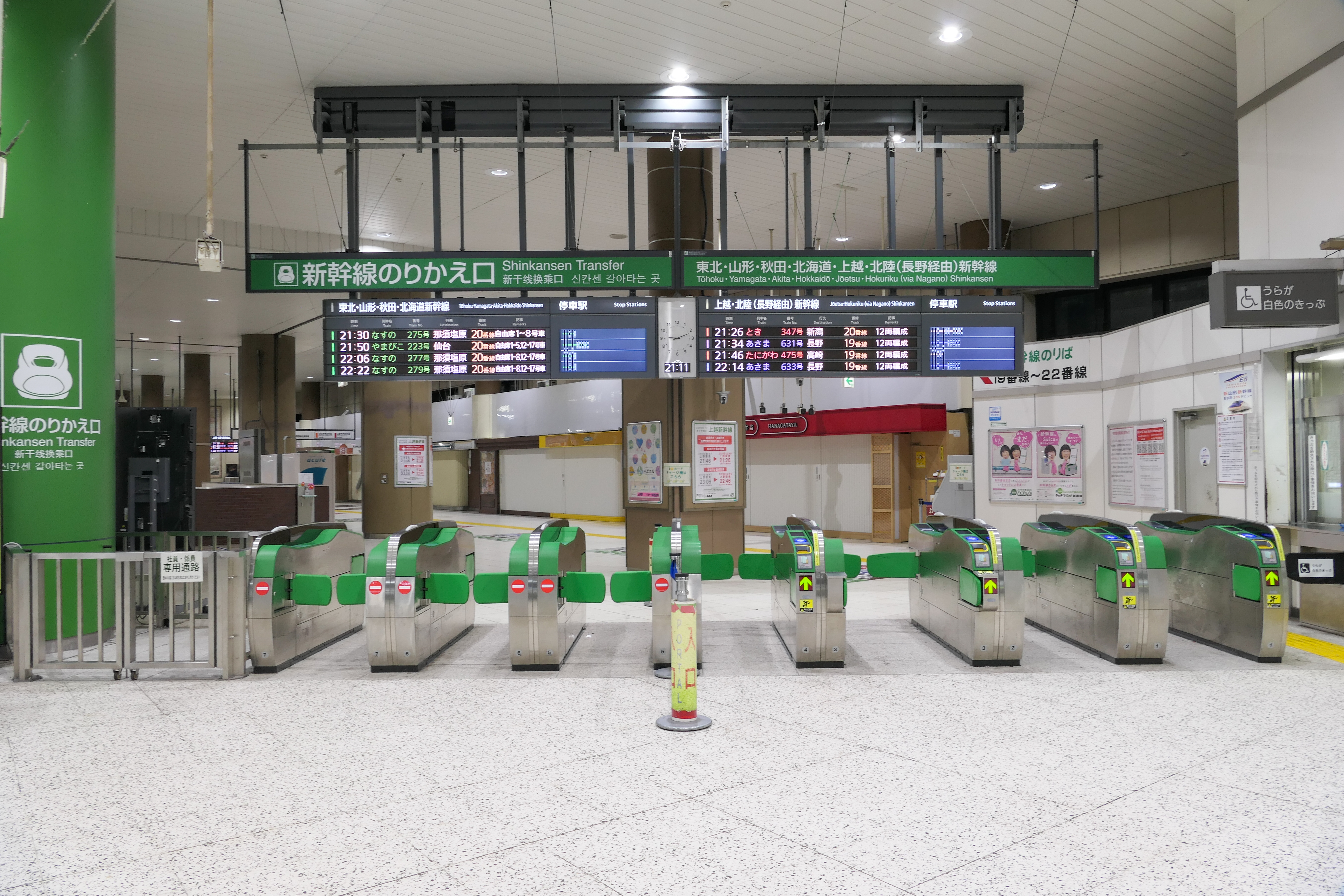
新幹線閘口(2024年4月)
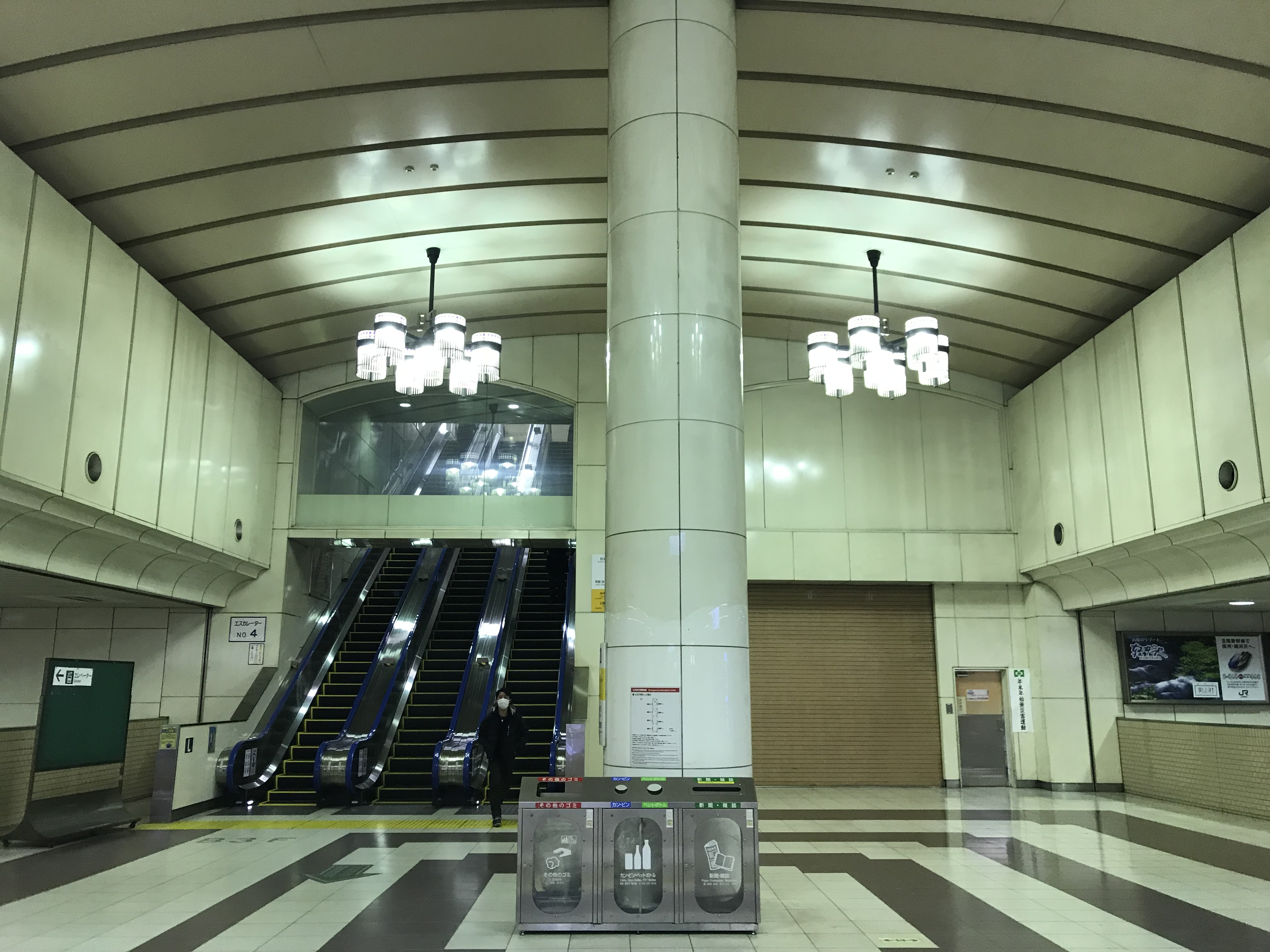
新幹線大堂扶手電梯
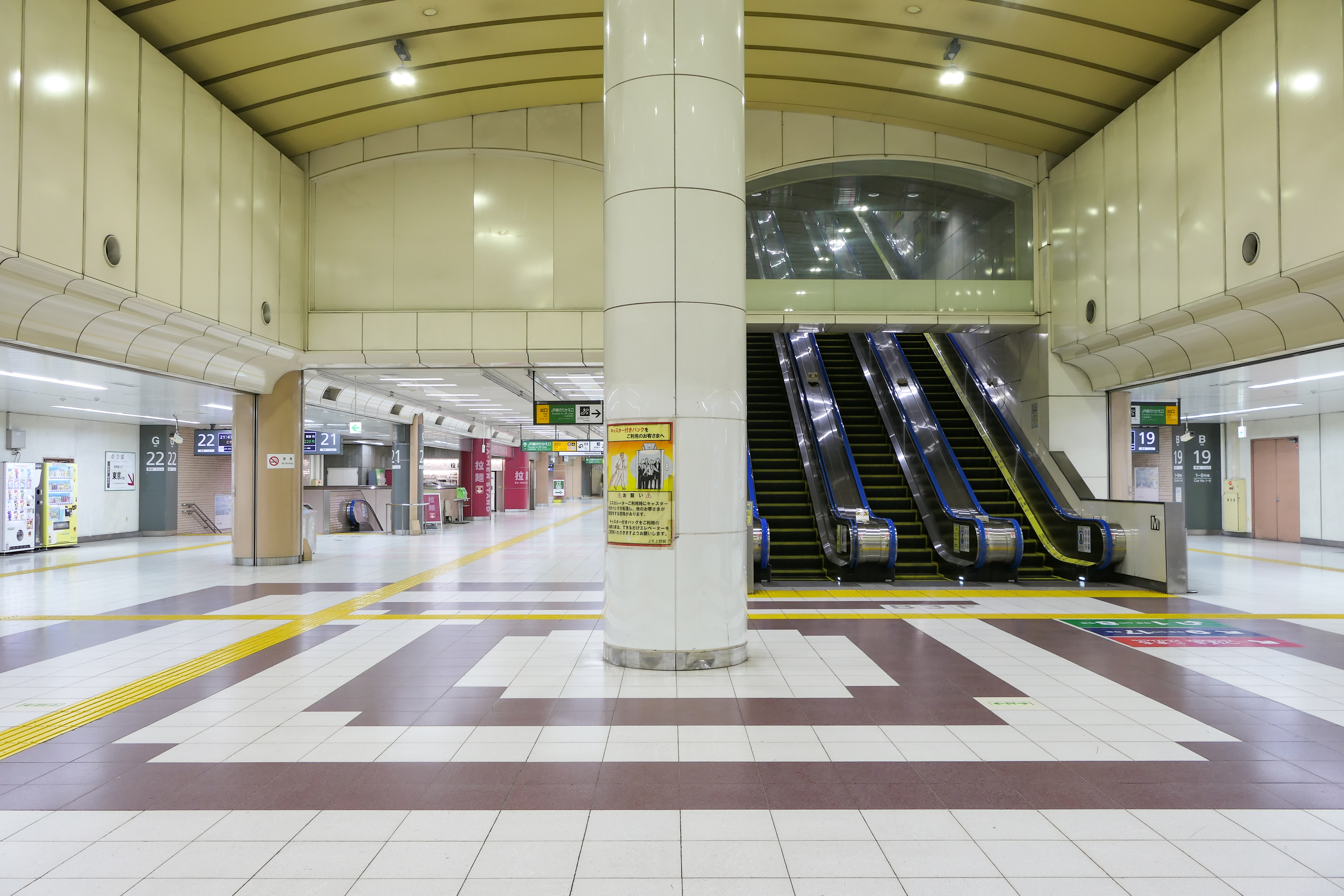
地下3樓的新幹線大廳（2024年4月）
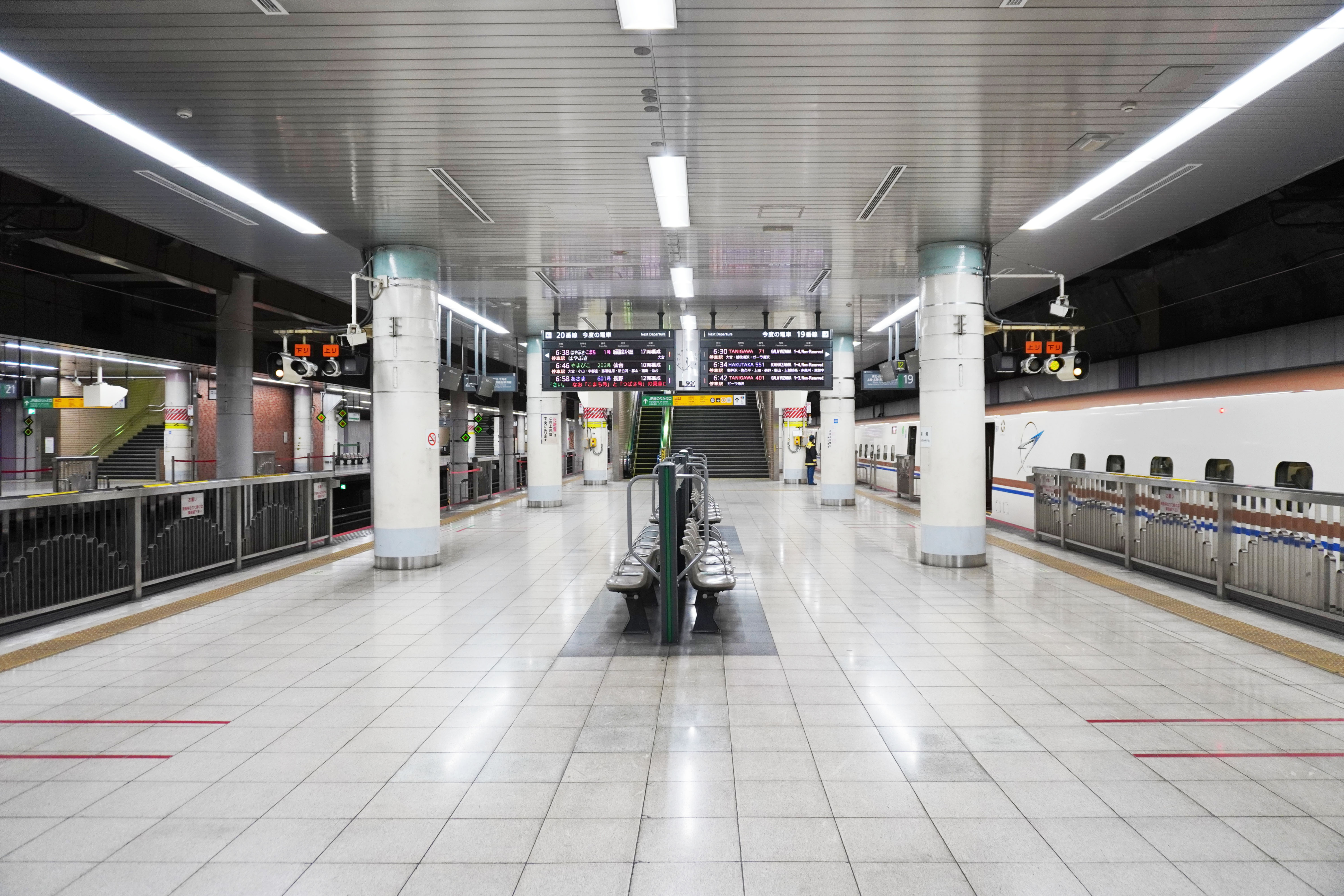
19號與20號月台(2023年2月)
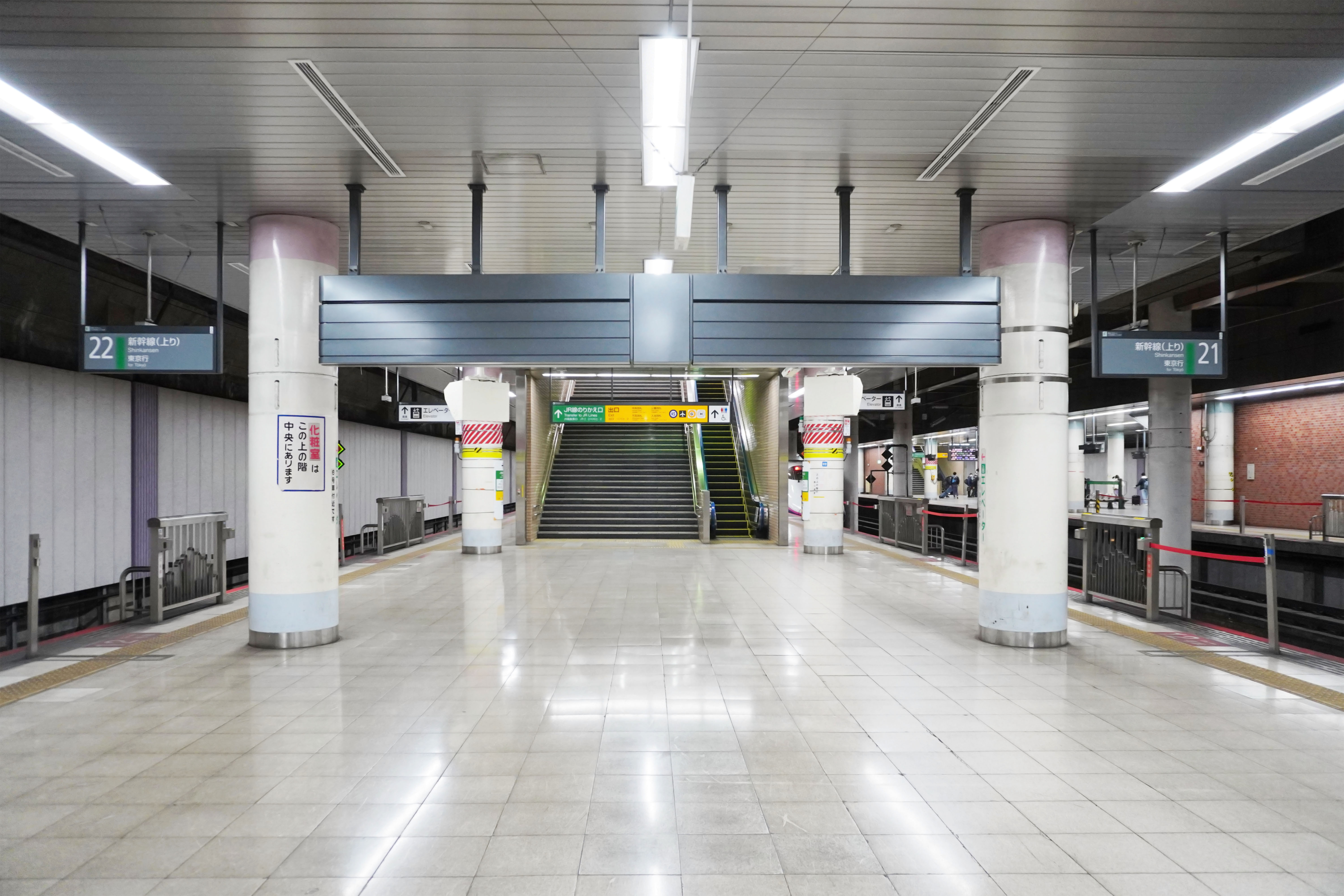
21號與22號月台(2023年2月)

#### 月台配置
| 月台            | 路線                                 | 方向         | 目的地                                                                                        | 備註                                                                     |
| --------------- | ------------------------------------ | ------------ | --------------------------------------------------------------------------------------------- | ------------------------------------------------------------------------ |
| 在來線 高架月台 |                                      |              |                                                                                               |                                                                          |
| 1               | 京濱東北線                           | 北行         | 赤羽、浦和、大宮方向                                                                          |                                                                          |
| 2               | 山手線                               | 內環         | 田端、池袋、新宿方向                                                                          |                                                                          |
| 3               | 山手線                               | 外環         | 東京、品川、目黑方向                                                                          |                                                                          |
| 4               | 京濱東北線                           | 南行         | 東京、品川、橫濱方向                                                                          |                                                                          |
| 5、6            | 宇都宮線（東北線）、高崎線           | 下行         | 赤羽、大宮、宇都宮、高崎方向                                                                  | 品川、東京方向開抵的列車。 清晨、深夜的始發列車（部分在7、8號月台）。    |
| 6               | ■常磐線                              | 下行         | 柏、取手、土浦、水戶方向                                                                      | 品川站始發的快速列車、中距離列車。                                       |
| 6               | 常磐線（快速）、成田線               | 下行         | 松戶、柏、取手、成田方向                                                                      | 品川站始發的快速列車、中距離列車。                                       |
| 7、8            | 上野東京線 （ 東海道線直通）         | 上行（南行） | 東京、品川、橫濱、小田原、熱海方向                                                            | 大宮方向開抵（部分此站開出）的東海道線直通列車。主要使用7號月台。        |
| 8               | ■常磐線特急「常陸」「常盤」          | 下行         | 柏、土浦、水戶、磐城、仙台方向                                                                | 品川站開出的特急列車。                                                   |
| 8、9            | 上野東京線 (■常磐線直通)             | 上行（南行） | 東京、品川方向                                                                                | 常磐線品川方向（包括特急）。主要使用9號月台。                            |
| 9 - 12          | ■常磐線                              | 下行         | 柏、取手、土浦、水戶方向                                                                      | 此站開出                                                                 |
| 9 - 12          | 常磐線（快速）、成田線               | 下行         | 松戶、柏、取手、成田方向                                                                      | 此站開出                                                                 |
| 在來線 平面月台 |                                      |              |                                                                                               |                                                                          |
| 13 - 16         | 宇都宮線（東北線）、高崎線           | 下行         | 赤羽、大宮、宇都宮、高崎方向                                                                  | 上野站始發主要為14、15號月台                                             |
| （專用月台）    | 「TRAIN SUITE 四季島」上下車專用月台 | 下行         | （東北本線・高崎線・常磐線方向）                                                              | 「新出發的13.5號月台」 （除出發和到達時其他時間始關閉） 與13月台共享軌道 |
| 16、17          | ■常磐線特急「常陸」「常盤」          | 下行         | 柏・土浦・水戸・磐城・仙台方面                                                                | 上野站始發，主要為17號月台                                               |
| 新幹線 地底月台 |                                      |              |                                                                                               |                                                                          |
| 19、20          | 東北、山形、秋田、北海道新幹線       | 下行         | 宇都宮、那須鹽原、郡山、福島、仙台、盛岡、新青森、新函館北斗、 角館、大曲、秋田、山形、新方向 | 所有定期列車20號月台                                                     |
| 19、20          | 上越、北陸新幹線                     | 下行         | 高崎、越後湯澤、新潟、輕井澤、長野、金澤方向                                                  | 主要為19號月台                                                           |
| 21、22          | 新幹線                               | 上行         | 往東京                                                                                        | 22號月台有一部分上越、北陸新幹線列車開車                                 |

（來源：JR東日本:車站構內圖（页面存档备份，存于））
- 本項的上野東京線使用■紫色表示，實際上月台以■橘色表示。
- 關於實際上月台的特急列車資訊，常磐線8、16、17號月台的路線名為“常磐線（特急）”，宇都宮、高崎線13～15號月台在路線名、方向以外的空白處顯示“特急”。
- 平常有上野東京線中止直通運轉或部分路線直通運轉的情形（例如，宇都宮、高崎線與東海道線中止直通運轉時，實施5～7號月台作為宇都宮、高崎線折返使用，品川始發的常磐線停靠8號月台等暫時性措施。月台分配依照情況有所不同）。
- 臨時特急「踊子」往南班次（往伊豆急下田）停靠8號月台（大宮發車）、9號月台（我孫子發車），北行往大宮班次停靠5號月台、往我孫子行班次停靠8號月台。

#### 月台變遷
| 時期             | 高架1號月台                  | 高架2號月台              | 高架3號月台              | 高架4號月台                  | 高架5號月台                | 高架6號月台                                                 | 高架7號月台                | 高架8號月台                                                                                               | 高架9號月台                                           | 高架10號月台                     | 高架11號月台                     | 高架12號月台                     | 地上13號月台                                                       | 地上14號月台                                                              | 地上15號月台                                                              | 地上16號月台                                                                                 | 地上17號月台                           | 地上18號月台 | 地上19號月台 | 地上20號月台 | 地下19號月台                                                  | 地下20號月台                                                  | 地下21號月台  | 地下22號月台  |
| ---------------- | ---------------------------- | ------------------------ | ------------------------ | ---------------------------- | -------------------------- | ----------------------------------------------------------- | -------------------------- | --- | ----------------------------------------------------- | -------------------------------- | -------------------------------- | -------------------------------- | ------------------------------------------------------------------ | ------------------------------------------------------------------------- | ------------------------------------------------------------------------- | -------------------------------------------------------------------------------------------- | -------------------------------------- | ------------ | ------------ | ------------ | ------------------------------------------------------------- | ------------------------------------------------------------- | ------------- | ------------- |
| 不明 -           | ■京濱東北線（北行） 大宮方向 | ■山手線（內回） 田端方向 | ■山手線（外回） 東京方向 | ■京濱東北線（南行） 東京方向 | ■宇都宮線、高崎線 大宮方向 | ■宇都宮線、高崎線 大宮方向                                  | ■宇都宮線、高崎線 大宮方向 | ■宇都宮線、高崎線 大宮方向 ■宇都宮線「Home Liner古河」 ■高崎線「Home Liner鴻巢」 ■常磐線 土浦方向（部分） | ■常磐線 土浦方向 ■宇都宮線、高崎線 大宮方向（部分）   | ■常磐線 土浦方向                 | ■常磐線（快速） 松戶方向         | ■常磐線（快速） 松戶方向         | ■臥鋪特急「仙后座」、「北斗星」、「曙」 ■宇都宮線、高崎線 大宮方向 | ■宇都宮線、高崎線 大宮方面                                                | ■宇都宮線、高崎線 大宮方面                                                | ■高崎線特急「赤城」、「周末赤城」、「草津」、「水上」 ■常磐線特急「超級常陸」、「Fresh常陸」 | ■常磐線特急「超級常陸」、「Fresh常陸」 | 新幹線付費區 | 新幹線付費區 | 新幹線付費區 | 東北、山形、秋田、上越、長野新幹線 大宮方向                   | 東北、山形、秋田、上越、長野新幹線 大宮方向                   | 新幹線 往東京 | 新幹線 往東京 |
| 2014年 3月15日 - | ■京濱東北線（北行） 大宮方向 | ■山手線（內回） 田端方向 | ■山手線（外回） 東京方向 | ■京濱東北線（南行） 東京方向 | ■宇都宮線、高崎線 大宮方向 | ■宇都宮線、高崎線 大宮方向                                  | ■宇都宮線、高崎線 大宮方向 | ■宇都宮線、高崎線 大宮方向                                                                                | ■常磐線 土浦方向                                      | ■常磐線 土浦方向                 | ■常磐線（快速） 松戶方向         | ■常磐線（快速） 松戶方向         | ■臥鋪特急「仙后座」、「北斗星」、「曙」 ■宇都宮線、高崎線 大宮方向 | ■宇都宮線、高崎線 大宮方向 ■高崎線特急「赤城」、「Swallow赤城」、「草津」 | ■宇都宮線、高崎線 大宮方向 ■高崎線特急「赤城」、「Swallow赤城」、「草津」 | ■常磐線特急「超級常陸」、「Fresh常陸」                                                       | ■常磐線特急「超級常陸」、「Fresh常陸」 | 新幹線付費區 | 新幹線付費區 | 新幹線付費區 | 東北、山形、秋田、上越、長野新幹線 大宮方向                   | 東北、山形、秋田、上越、長野新幹線 大宮方向                   | 新幹線 往東京 | 新幹線 往東京 |
| 2015年 3月14日 - | ■京濱東北線（北行） 大宮方向 | ■山手線（內回） 田端方向 | ■山手線（外回） 東京方向 | ■京濱東北線（南行） 東京方向 | ■宇都宮線、高崎線 大宮方向 | ■宇都宮線、高崎線 大宮方向 ■常磐線、常磐線（快速） 松戶方向 | ■上野東京線 東京方向       | ■常磐線特急「常陸」、「常磐」 水戶方向 ■上野東京線 東京方向                                               | ■上野東京線 東京方向 ■常磐線、常磐線（快速） 松戶方向 | ■常磐線・常磐線（快速） 松戸方向 | ■常磐線・常磐線（快速） 松戸方向 | ■常磐線・常磐線（快速） 松戸方向 | ■臨時臥鋪特急「仙后座」 ■宇都宮線、高崎線 大宮方向                 | ■宇都宮線、高崎線 大宮方向 ■高崎線特急「赤城」、「Swallow赤城」、「草津」 | ■宇都宮線、高崎線 大宮方向 ■高崎線特急「赤城」、「Swallow赤城」、「草津」 | ■常磐線特急「常陸」、「常磐」                                                                | ■常磐線特急「常陸」、「常磐」          | 新幹線付費區 | 新幹線付費區 | 新幹線付費區 | 東北、山形、秋田、上越、北陸（經長野）新幹線 大宮方向         | 東北、山形、秋田、上越、北陸（經長野）新幹線 大宮方向         | 新幹線 往東京 | 新幹線 往東京 |
| 2016年 3月26日-  | ■京濱東北線（北行） 大宮方向 | ■山手線（內回） 田端方向 | ■山手線（外回） 東京方向 | ■京濱東北線（南行） 東京方向 | ■宇都宮線、高崎線 大宮方向 | ■宇都宮線、高崎線 大宮方向 ■常磐線、常磐線（快速） 松戶方向 | ■上野東京線 東京方向       | ■常磐線特急「常陸」、「常磐」 水戶方向 ■上野東京線 東京方向                                               | ■上野東京線 東京方向 ■常磐線、常磐線（快速） 松戶方向 | ■常磐線・常磐線（快速） 松戸方向 | ■常磐線・常磐線（快速） 松戸方向 | ■常磐線・常磐線（快速） 松戸方向 | ■宇都宮線、高崎線 大宮方向                                         | ■宇都宮線、高崎線 大宮方向 ■高崎線特急「赤城」、「Swallow赤城」、「草津」 | ■宇都宮線、高崎線 大宮方向 ■高崎線特急「赤城」、「Swallow赤城」、「草津」 | ■常磐線特急「常陸」、「常磐」                                                                | ■常磐線特急「常陸」、「常磐」          | 新幹線付費區 | 新幹線付費區 | 新幹線付費區 | 東北、山形、秋田、北海道、上越、北陸（經長野）新幹線 大宮方向 | 東北、山形、秋田、北海道、上越、北陸（經長野）新幹線 大宮方向 | 新幹線 往東京 | 新幹線 往東京 |

#### 配線
在來線往北線路由西起為京濱東北線與山手線複複線（山手線在內側）、東北本線列車線（宇都宮線、高崎線）複複線（尾久站前尾久車輛中心出入庫線路外側連結高架月台，內側連結地面月台）、常磐線複線，共計10條線路並行。其中，東北本線列車線與常磐線能從高架月台或地面月台發車，是使用單式交叉轉轍器與雙式交叉轉轍器的複雜配線。常磐線高架線與地平線的匯合點在鶯谷站附近，是1968年完成的立體交叉。
往南線路為京濱東北線、山手線複複線與其東側延伸至秋葉原站的留置線群。留置線群是以前通往東京站的回送線遺跡，2015年因上野東京線再次連通東京站。另外，該線路僅連通5～9號線，10～12號線與地面月台各線無法駛入。10號線與11號線前端（最後端）部有連結兩月台的通道，可平面移動。
東北新幹線上野站開業時（1985年）的在來線配線圖如下。1999年18號線已廢止，其他大致與下圖配線相同。
| ← 東京方向 | 東北新幹線開業時的上野站在來線配線略圖 | → 大宮、取手方向 |
| 图例 参考文献：祖田(2006) 52頁 水藍色：京濱東北線 黃綠色：山手線 橙色：東北本線列車線（含高崎線、上信越方向） 藍色：常磐線 |                                        |                  |

#### 發車鈴聲、音樂
5～10、13、16、17號月台已導入發車音樂，其他月台則使用發車鈴聲（電子音）。2013年7月28日，13號月台導入發車音樂《啊！上野車站》。2015年7月21日，5～10號月台採用櫻井音樂工房製作的發車音樂。2019年4月20日-7月20日，山手線採用限定發車音樂「トゥーランドット」。
現在的發車鈴聲、音樂
| 1        | ■ | 鈴聲A（高音ver）            |
| 2、3     | ■ | 鈴聲B（低音ver）            |
| 4        | ■ | 鈴聲A（高音ver）            |
| 5        | ■ | 線路的彼方（線路の彼方）    |
| 6        | ■ | 切分音（シンコペーション）  |
| 7        | ■ | 玩核桃（くるみあそび）      |
| 8        | ■ | 閃耀的街道（瞬く街並み）    |
| 9        | ■ | see you again               |
| 10       | ■ | 遙遠的青空（遠い青空）(V1)  |
| 11、12   | ■ | 鈴聲A（高音ver）            |
| 13       | ■ | Cielo Estrellado（低音ver） |
| 14、15   | ■ | 鈴聲A（高音ver）            |
| 16、・17 | ■ | 啊！上野車站（あゝ上野駅）  |

#### 五星廣場
臥鋪特急列車停靠的13號月台有讓乘客等待的休息處，稱為「五星廣場」（五ツ星広場）。開設當時在該處擺設圓桌，打造宛如咖啡廳的氣氛。2011年，空間大幅縮小，僅剩椅子，並分為南北2個區塊。北側區塊牆壁以13號月台停靠的「仙后座」車型E26系為靈感，使用與該系列車體相同的5色線裝飾。
五星廣場為了避免騷擾事件，2012年8月25日起限制開放時段，僅在臥舖列車發車前約1小時開放至發車為止，分別為15:00~16:20（仙后座，限行駛日）、17:50~19:03分（北斗星）、20:00~21:15分（曙）。另外，配合上述措施，15號月台與16號月台之間石川啄木歌碑旁增設兩張長椅。
- 公園口通路的購物中心
- 上野站的下行北斗星号列车，由仙后座號列車的EF81牽引（2003年攝影）
- 車站大廳

### 東京地下鐵
- 東京地下鐵的車站編號為銀座線G-16、日比谷線H-18。銀座線的澀谷側檢票口有地下連絡通路通往京成本線的京成上野站。
- 日比谷線為相對式月台，2面2線的地下車站。出口位於月台的前後方、有扶手電梯往中目黑方向與北千住方向出口。

銀座線為相對式月台，2面2線的地下車站。月台與檢票口間僅有電梯，而淺草側有剪票口至JR連絡層的電梯。銀座線因鄰近上野檢車區，尖峰時刻有以本站始發、終停的電車。1987年月台進行拓寬工程，澀谷方向月台有日本最早的地下鐵通車海報複製品。
日比谷線為相對式月台，2面2線的地下車站。月台前後方有樓梯通往剪票口，電梯在月台中央與御徒町側。另外，月台中央的電梯外是獨立的剪票口（樓梯僅在平日早晨通勤時段開放）。
電扶梯分別在中目黑方向月台的北千住側與北千住方向月台的中目黑側。
銀座線澀谷側剪票口經由地下連絡通道可至京成電鐵京成上野站、上野中央通地下停車場與中央通地下連絡通道。
銀座線與日比古線的剪票口各自獨立，無法在付費區內轉乘，因此使用普通乘車券與回數券時，須使用轉乘專用的橘色驗票機。
站內商業設施「Metro pia」（メトロピア）改建的「Echika fit上野」於2009年2月20日開幕。車站在2018年3月完成翻新。
本站為站務管區所在站，管理上野站務管區上野地域、秋葉原地域、茅場町地域。

#### 月台配置
銀座線與日比谷線月台編號未統一，皆為1、2號。
兩線月台皆在彎道上。
| 月台         | 路線       | 目的地                     |
| 銀座線月台   | 銀座線月台 | 銀座線月台                 |
| ------------ | ---------- | -------------------------- |
| 1            | 銀座線     | 日本橋、銀座、澀谷方向     |
| 2            | 銀座線     | 田原町、淺草方向           |
| 日比谷線月台 |            |                            |
| 1            | 日比谷線   | 秋葉原、六本木、中目黑方向 |
| 2            | 日比谷線   | 北千住、西新井、南栗橋方向 |

（來源：東京地下鐵:構內圖（页面存档备份，存于））

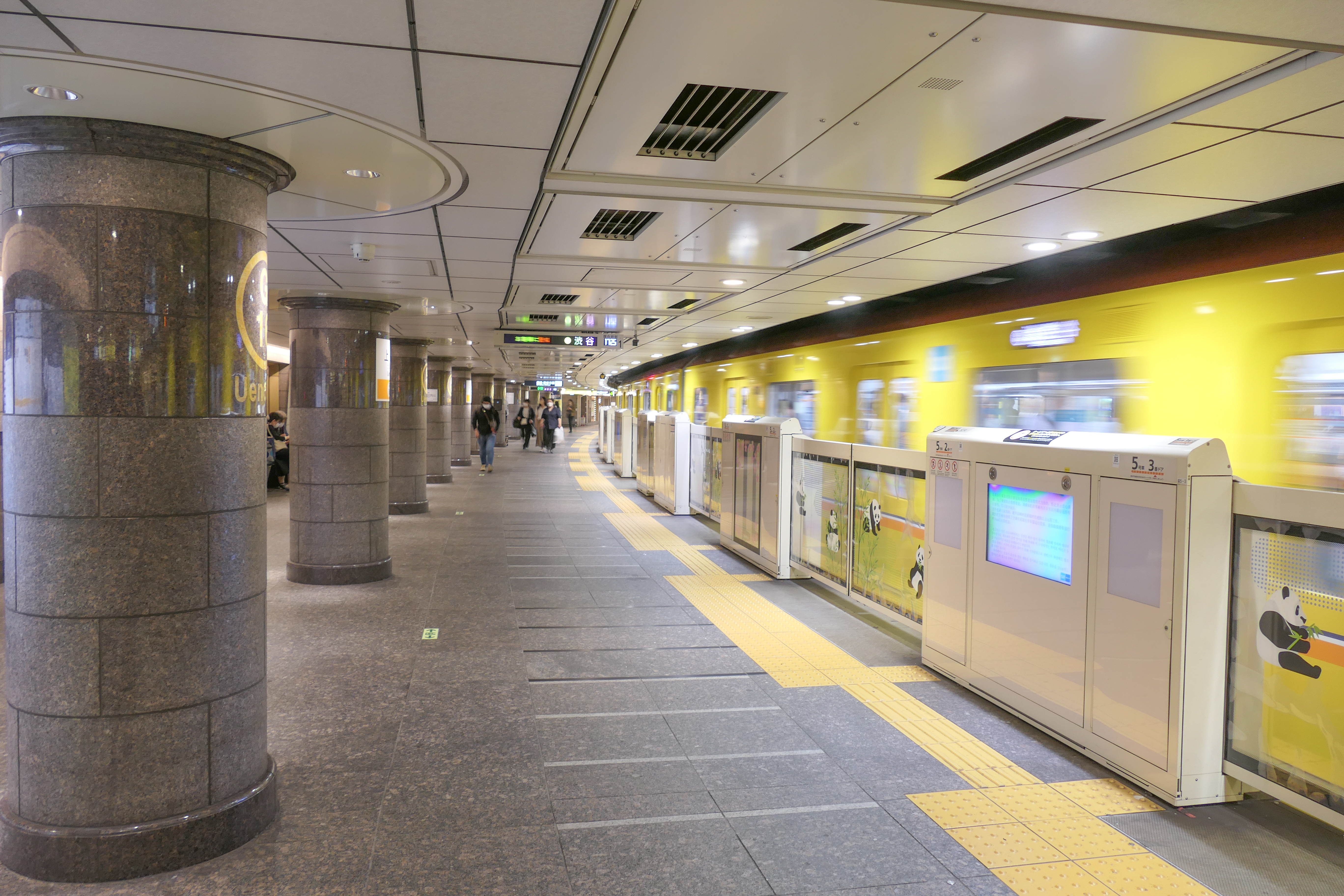
銀座線1號月台（2022年4月）
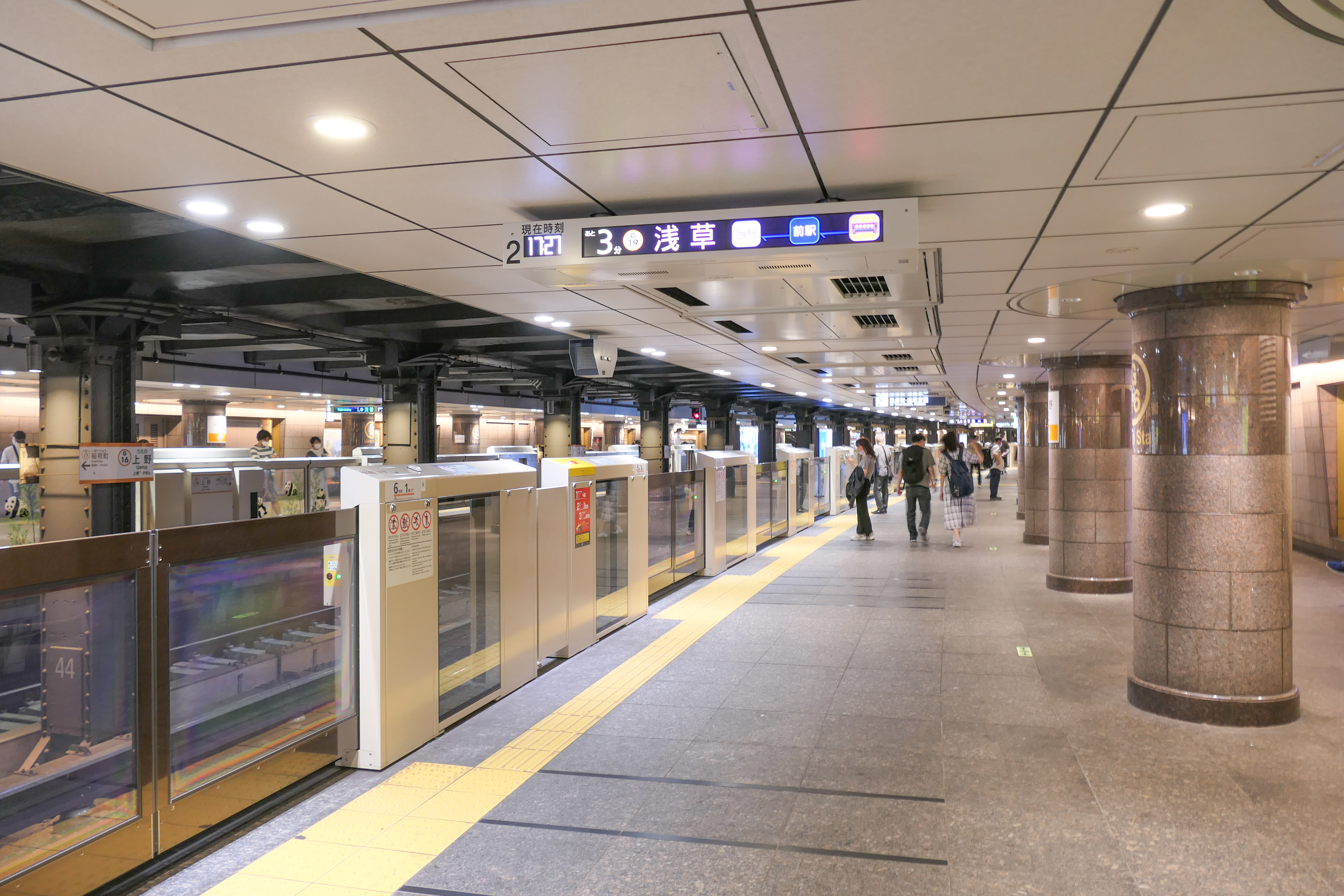
銀座線2號月台（2022年4月）
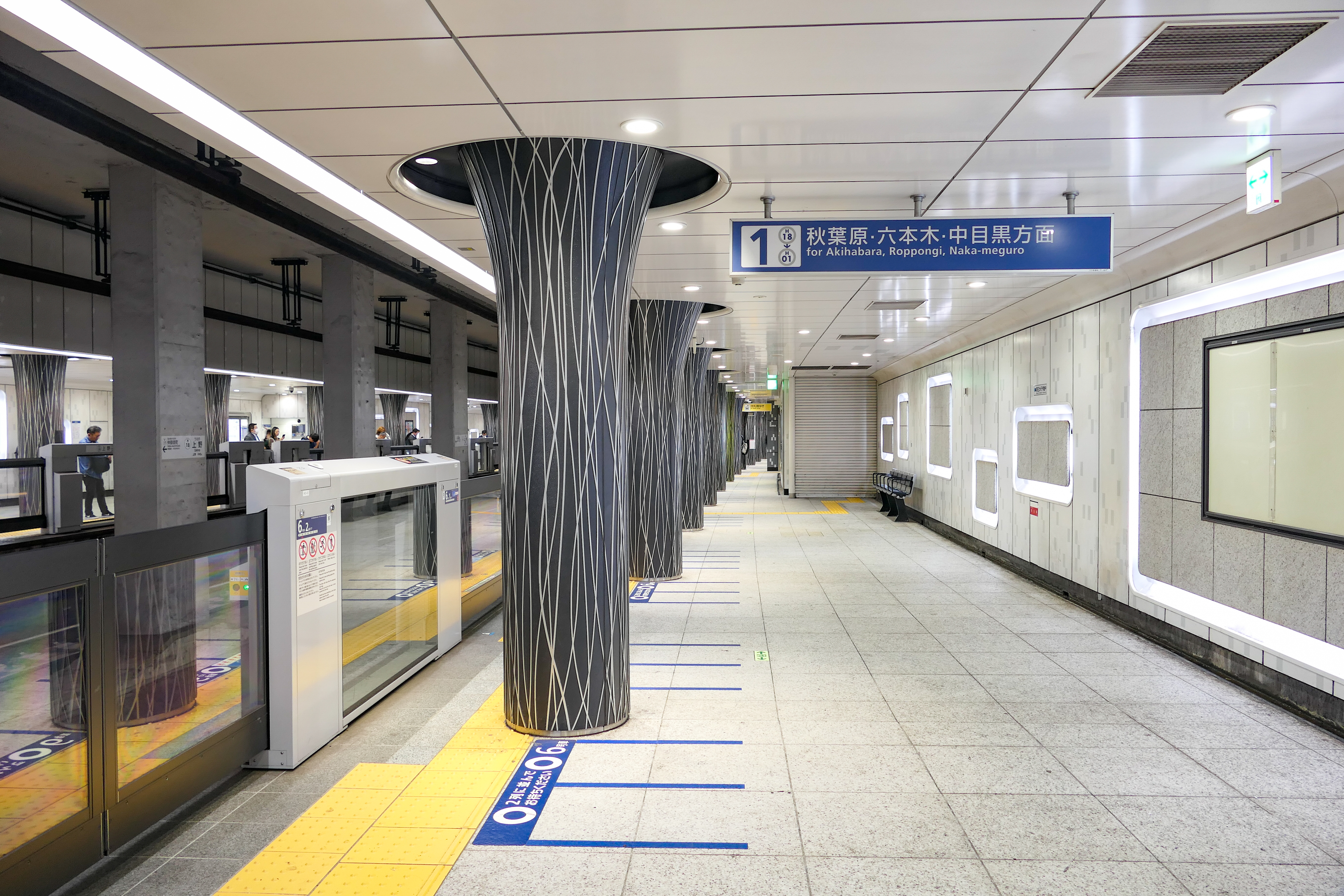
日比谷線1號月台（2023年11月）
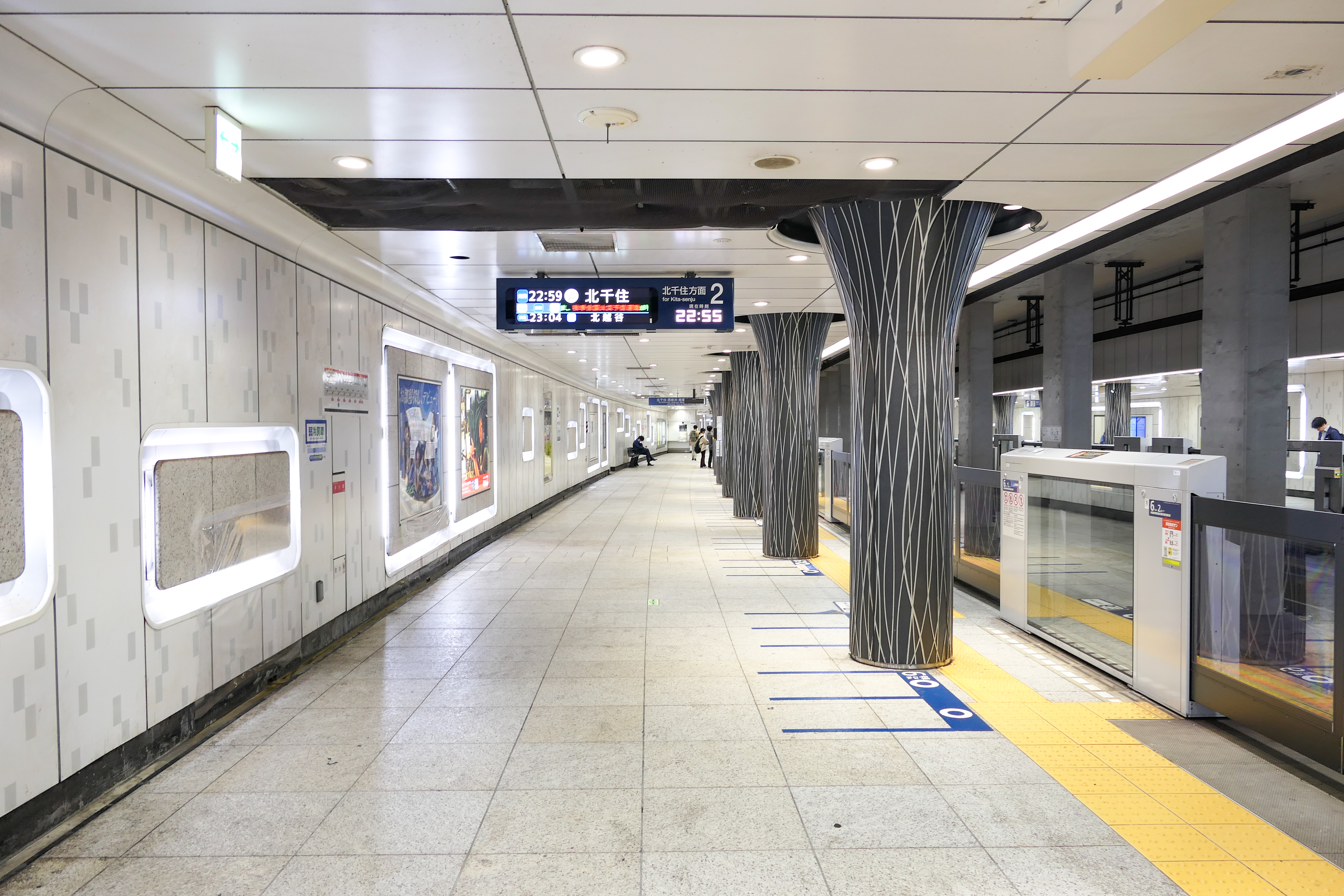
日比谷線2號月台(2023年11月)
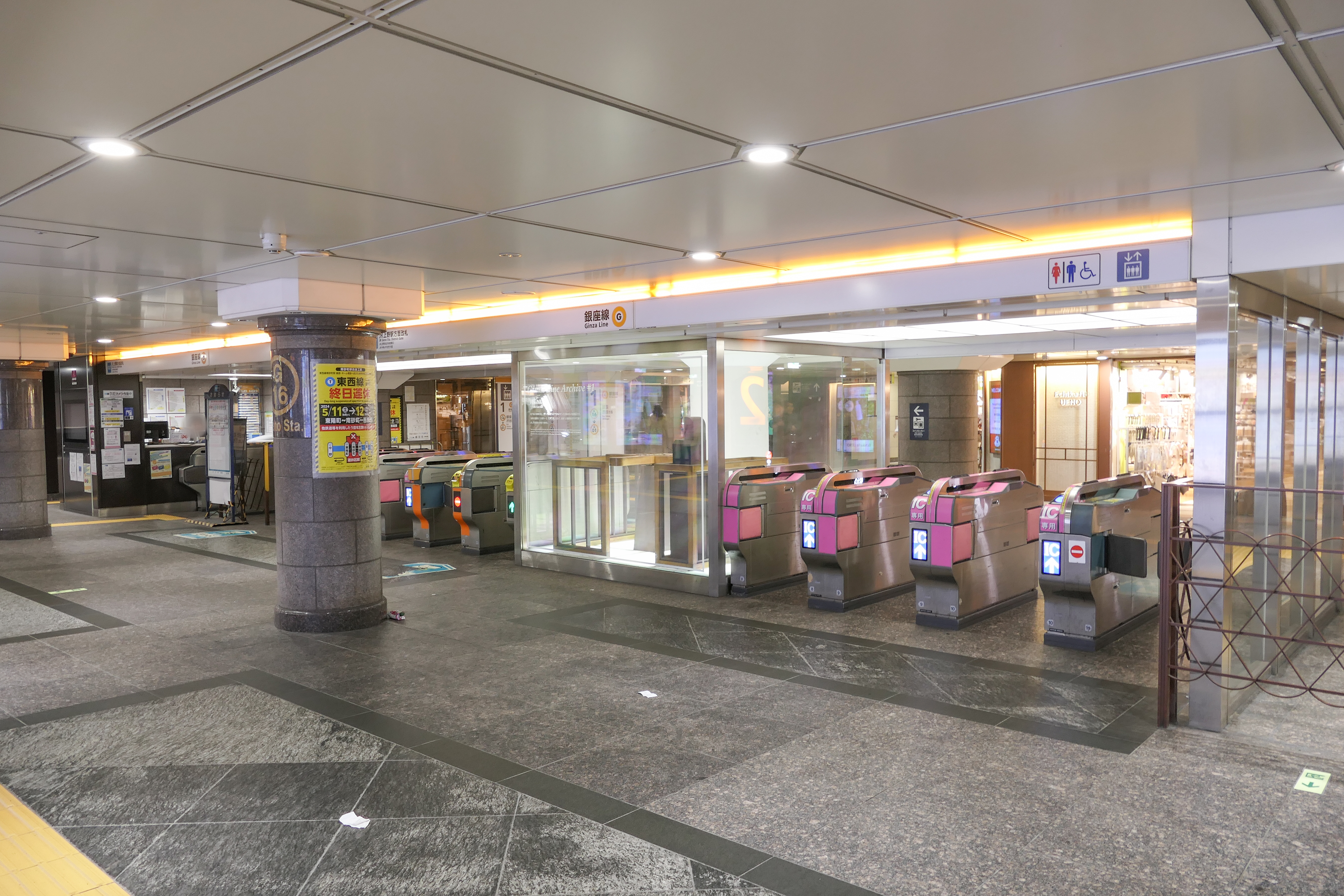
JR上野站方向閘口（2024年4月）
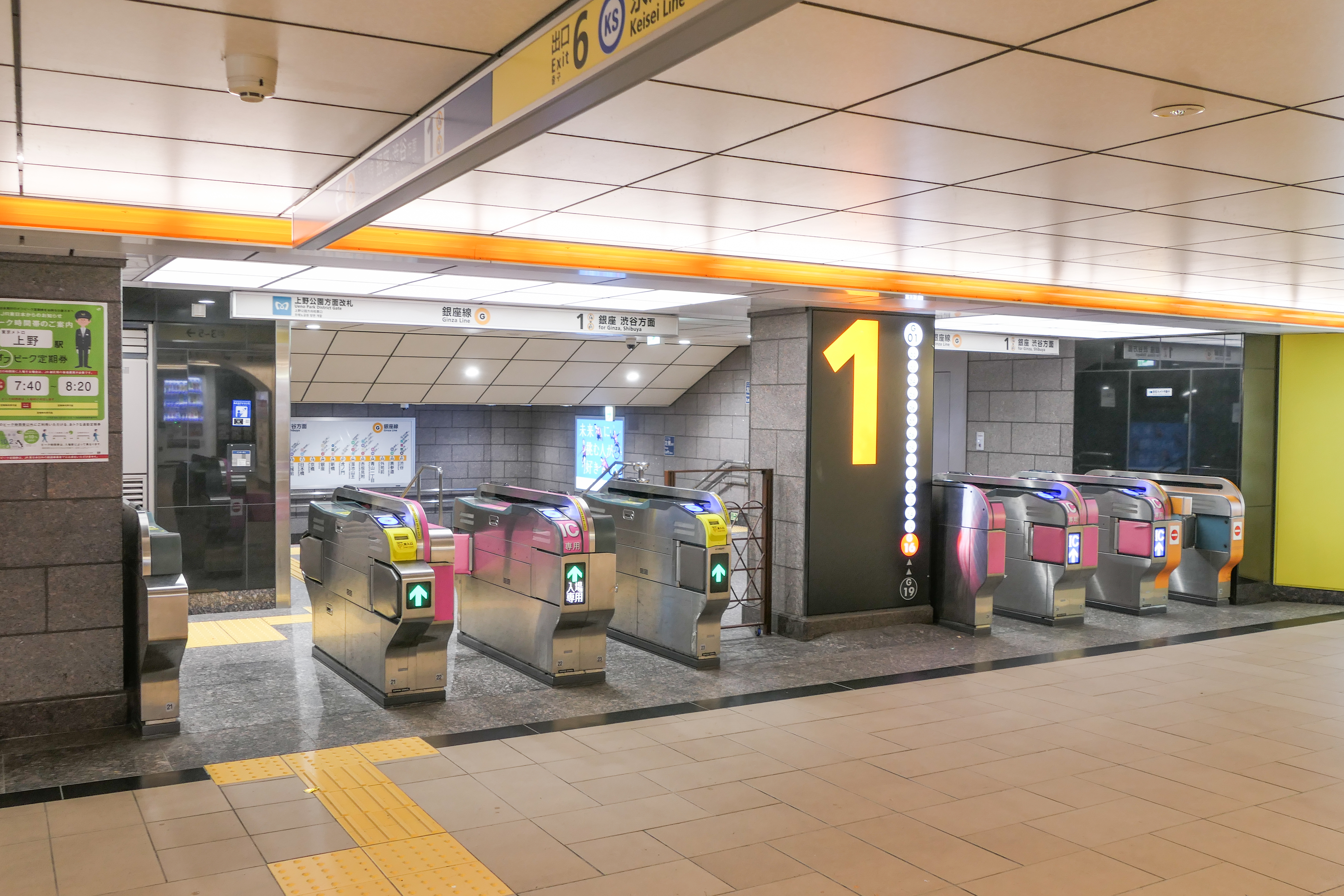
1號線側上野公園方向閘口（2024年4月）
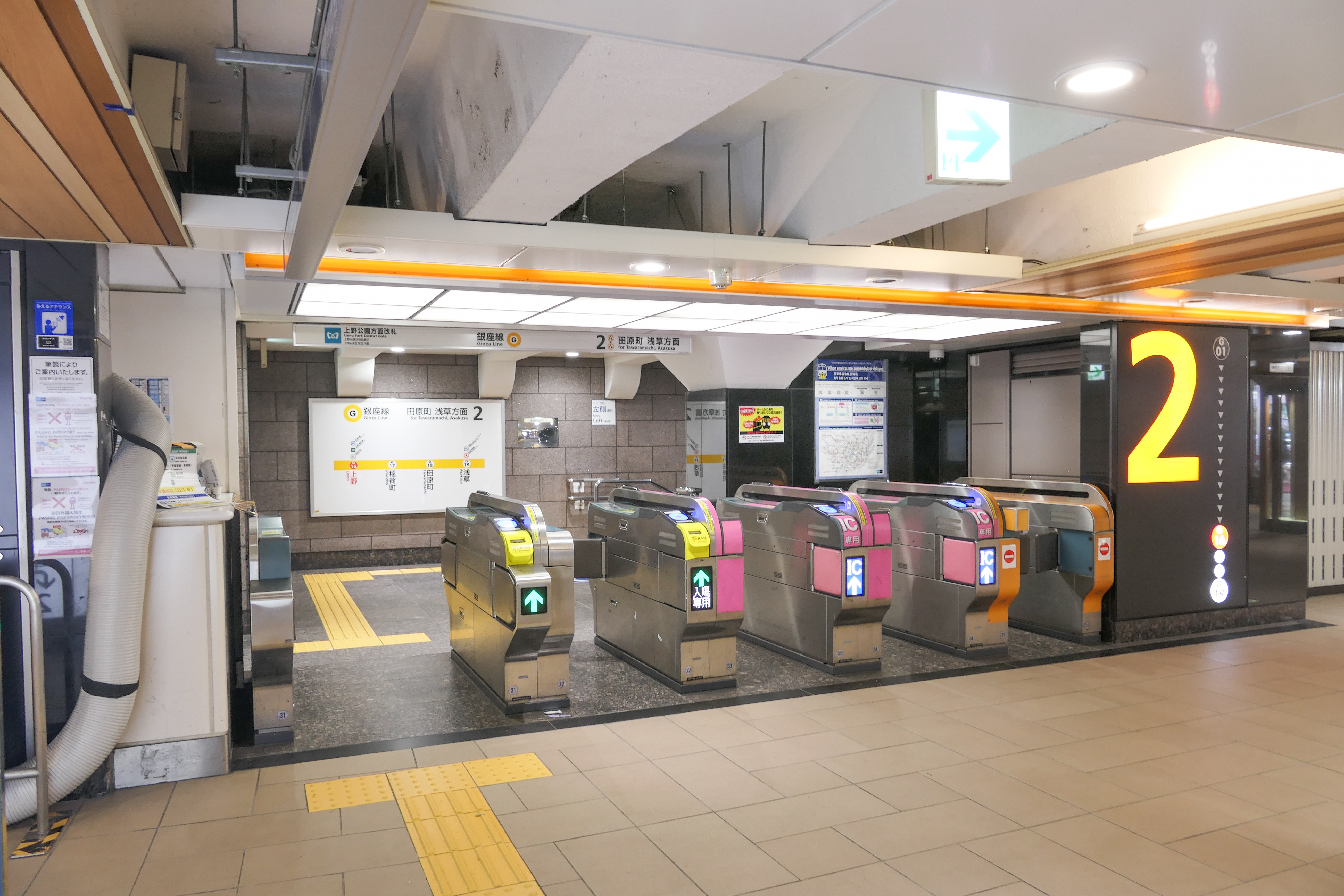
2號線側上野公園方向閘口（2024年4月）
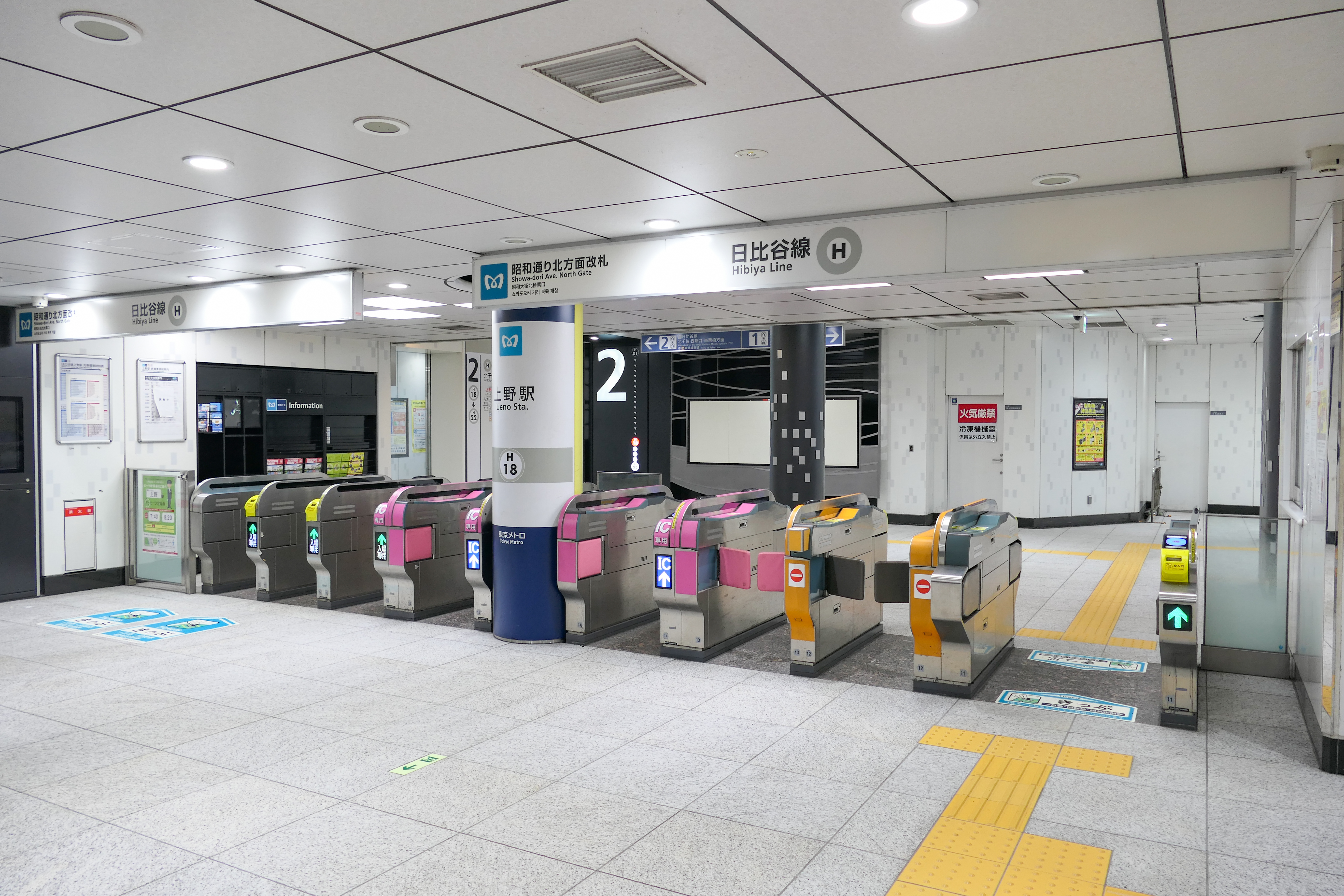
昭和通北方向閘口（2023年11月）
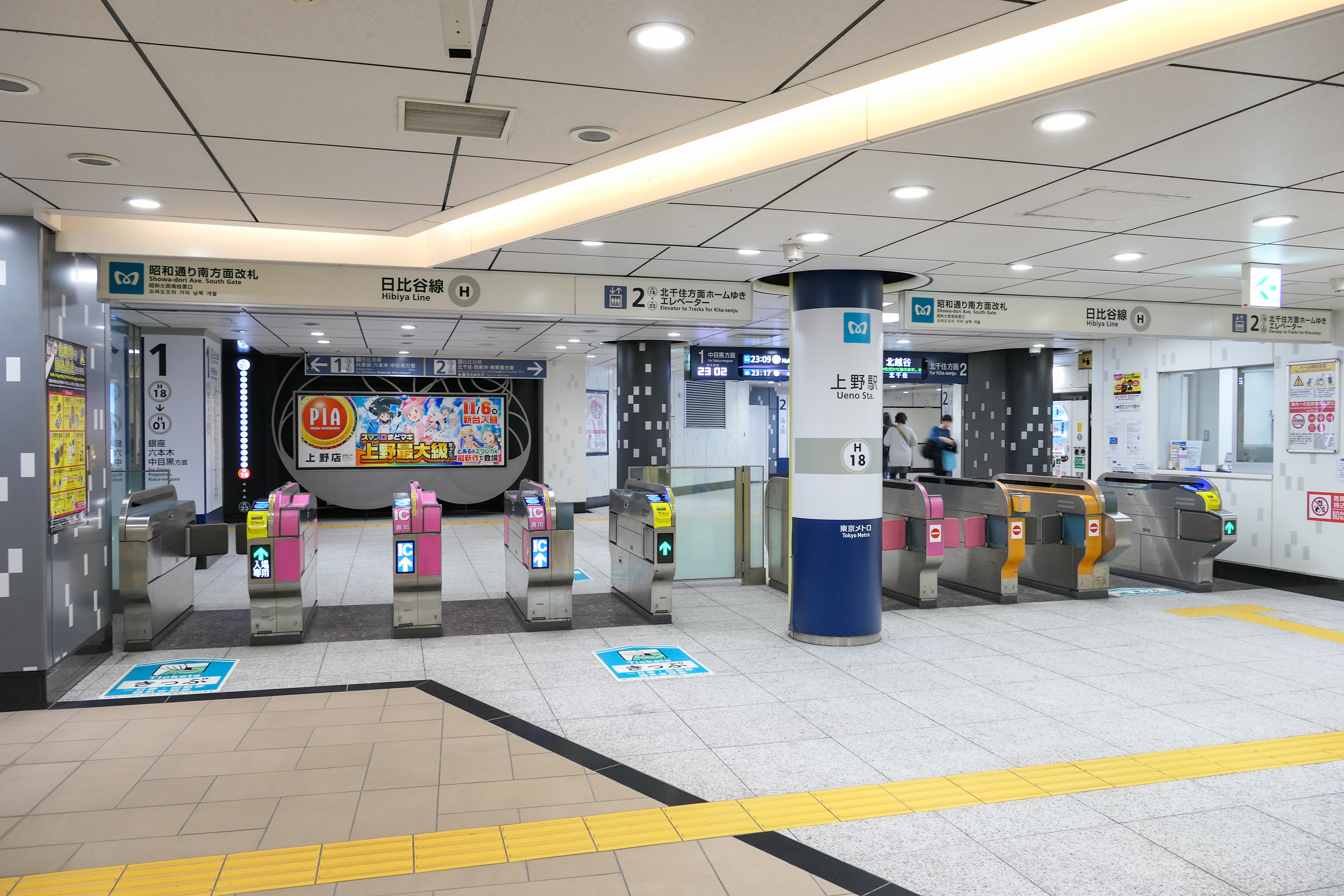
昭和通南方向閘口（2023年11月）
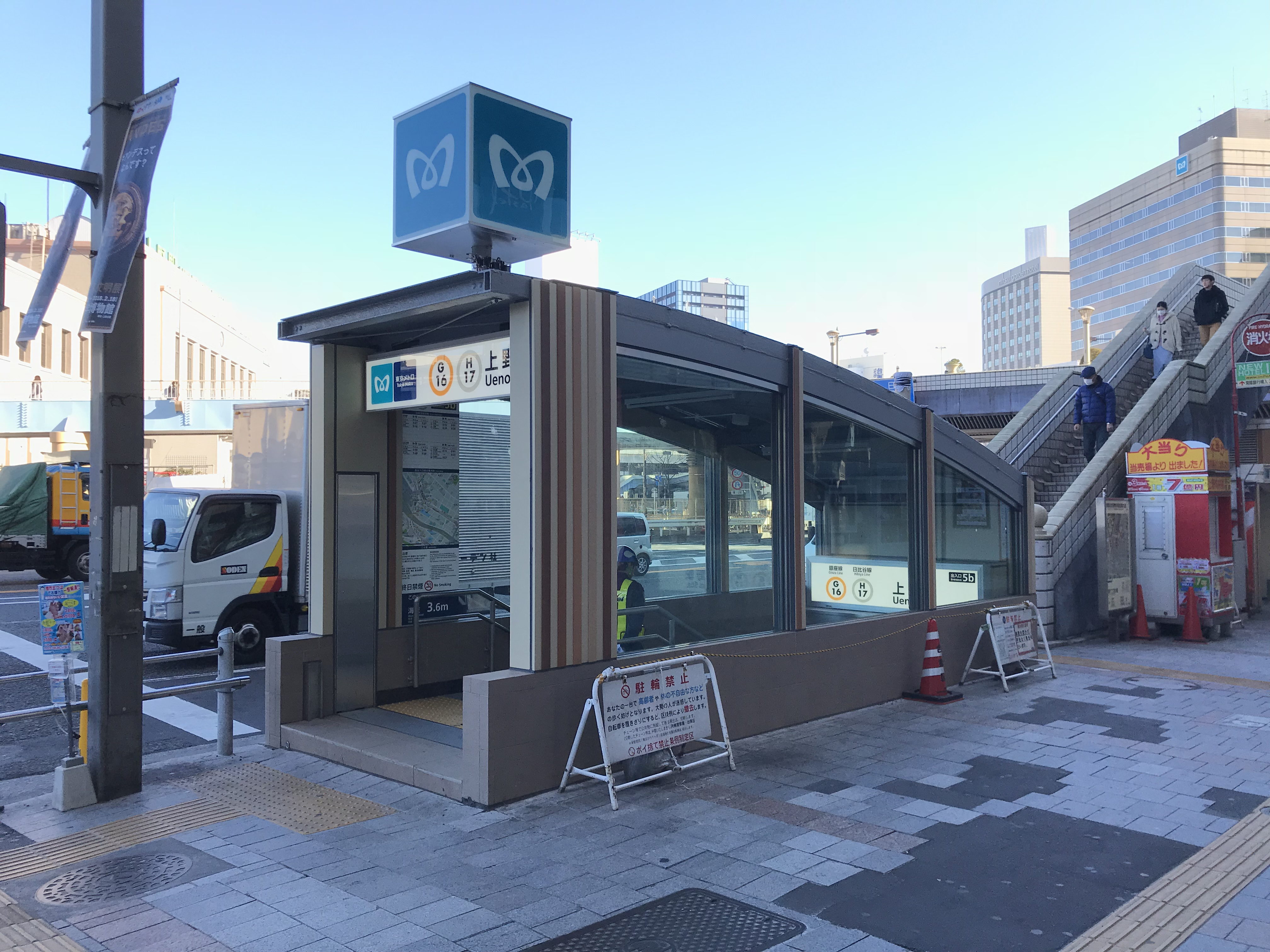
5b出入口（2018年1月）
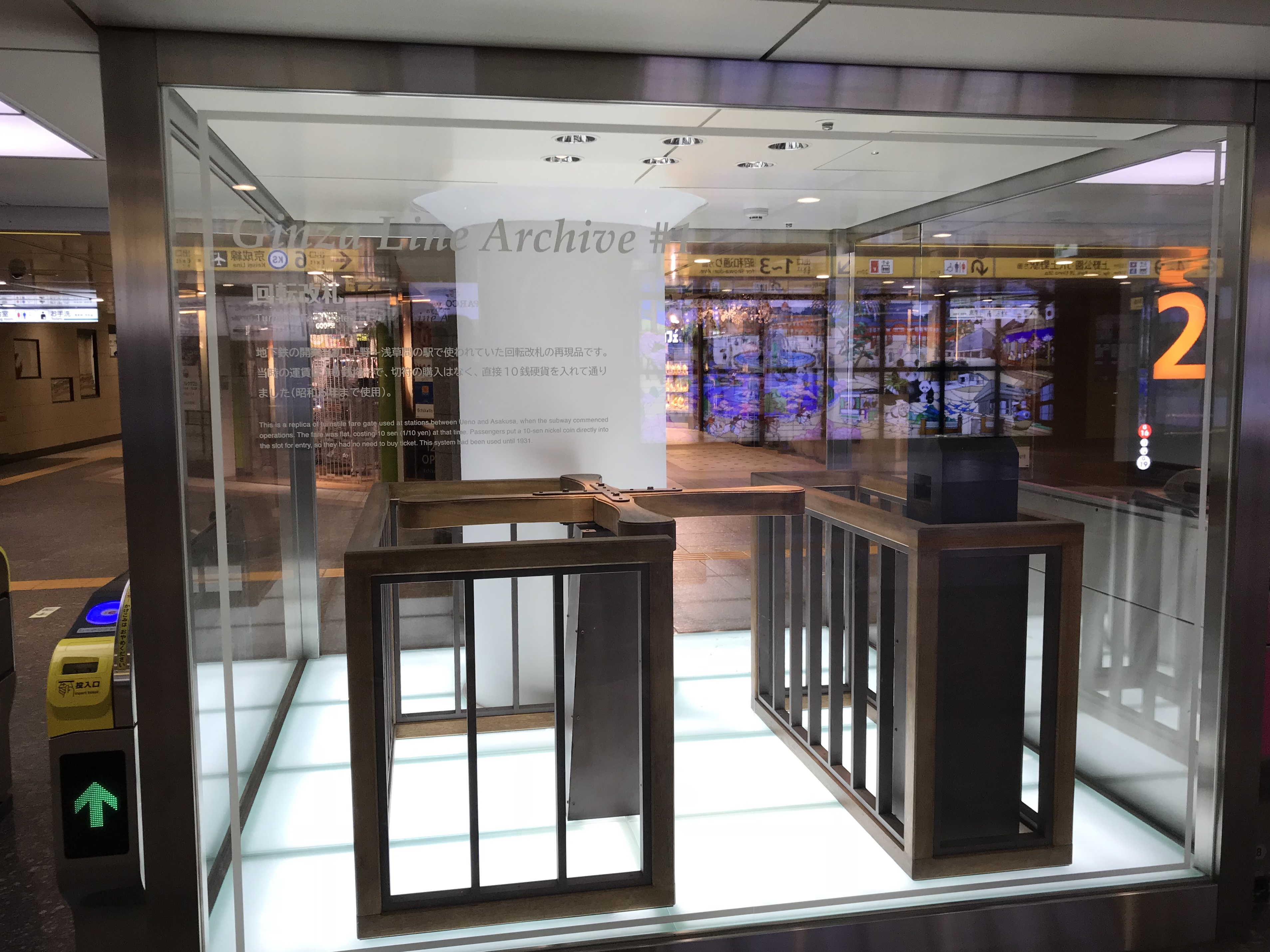
JR上野站方向閘口設有舊轉棍閘機原品（2018年1月5日）

## 利用狀況
雖是直通埼玉縣、千葉縣西北部、北關東方向的主要鐵路總站，但上車人次並不如其規模。不過，由於人次統計不包含轉乘人數，實際上站內有十分大量的轉乘人潮。
平日早晨的宇都宮線、高崎線、常磐線可見眾多乘客下車後在3、4號月台等待山手線、京濱東北線電車進站。山手線與京濱東北線的上野－御徒町間的尖峰時刻平均乘車率超過216%（2006年度），是當時日本最擁擠的混雜區間。2009年度起被總武線錦糸町－兩國間超越。上野東京線通車後，本站往東京站方向不必轉乘，上野至御徒町間乘車率也下降至170%左右。
2017年度1日平均上下車人次約61萬人，一年上下車人次約2億2300萬人（包含京成上野站在內的1日平均上下車人次約66萬人，年約2億4100萬人）。
- JR東日本
  - 2019年度1日平均上車人次為182,704人[使用人數 1]。
在該公司內次於高田馬場站名列第13位。1988年度達到高點後維持在20萬人左右，1993年度至2001年度逐漸下降，2000年度跌破19萬人。1991年度被大宮站超越後，失去宇都宮線、高崎線第一寶座。2006年度再被北千住站取得常磐線第一寶座。

- - 乘車人次中的非定期票乘客比例將近六成。1日平均非定期票乘客超過10萬人，可與大宮站與新橋站匹敵，然而1日平均定期票乘客僅不到9萬人，甚至少於蒲田站及船橋站。
  - 2019年度新幹線1日平均上車人次為11,902人[使用人數 2]。

- - 次於宇都宮站位居第6位。
- 東京地下鐵
  - 2017年度1日平均上下車人次為213,020人[使用人數 3]。
全部130個車站當中次於豐洲站，位居第9位，該數值不包括日比谷線、銀座線之間的轉乘人數。2001年度以後維持在21萬人左右。
  - 計入銀座線、日比谷線之間的轉乘人數，2017年度1日平均上下車人次如下[乗降データ 1]。
    - 銀座線：165,261人 - 該線內次於新橋站、日本橋站、澀谷站、表參道站、赤坂見附站、銀座站名列第7位。
    - 日比谷線：129,983人 - 該線內次於北千住站、中目黑站、茅場町站、銀座站、霞關站、六本木站、日比谷站名列第8位。

### 各年度1日平均上下車人次
各年度1日平均上下車人次如下表（僅東京地下鐵）。
- 不包含線內轉乘人次。

| 年度               | 營團 / 東京地下鐵  | 營團 / 東京地下鐵 |
| 年度               | 1日平均 上下車人次 | 增長率            |
| ------------------ | ------------------ | ----------------- |
| 1999年（平成11年） | 226,342            |                   |
| 2000年（平成12年） | 219,557            | -3.0%             |
| 2001年（平成13年） | 209,567            | -4.5%             |
| 2002年（平成14年） | 205,404            | -2.0%             |
| 2003年（平成15年） | 202,981            | -1.2%             |
| 2004年（平成16年） | 210,121            | 3.5%              |
| 2005年（平成17年） | 207,129            | -1.4%             |
| 2006年（平成18年） | 206,859            | -0.1%             |
| 2007年（平成19年） | 211,749            | 2.4%              |
| 2008年（平成20年） | 213,522            | 0.8%              |
| 2009年（平成21年） | 207,635            | -2.3%             |
| 2010年（平成22年） | 204,449            | -1.5%             |
| 2011年（平成23年） | 201,602            | -1.4%             |
| 2012年（平成24年） | 212,509            | 5.4%              |
| 2013年（平成25年） | 211,539            | -0.5%             |
| 2014年（平成26年） | 210,379            | -0.5%             |
| 2015年（平成27年） | 207,240            | -1.5%             |
| 2016年（平成28年） | 209,130            | 0.9%              |
| 2017年（平成29年） | 213,020            | 1.9%              |
| 2018年（平成30年） | 215,821            | 1.3%              |

### 各年度1日平均上車人次（1880年代－1930年代）
各年度1日平均上車人次如下表。
| 年度               | 日本鐵道/ 國鐵 | 東京地下鐵道 | 來源              |
| ------------------ | -------------- | ------------ | ----------------- |
| 1883年（明治16年） | 528            | 未開業       | [ 東京府統計 1 ]  |
| 1884年（明治17年） | 635            | 未開業       | [ 東京府統計 2 ]  |
| 1885年（明治18年） | 566            | 未開業       | [ 東京府統計 2 ]  |
| 1886年（明治19年） | 579            | 未開業       | [ 東京府統計 3 ]  |
| 1888年（明治21年） | 1,655          | 未開業       | [ 東京府統計 4 ]  |
| 1890年（明治23年） | 1,990          | 未開業       | [ 東京府統計 5 ]  |
| 1891年（明治24年） | 1,985          | 未開業       | [ 東京府統計 6 ]  |
| 1893年（明治26年） | 2,002          | 未開業       | [ 東京府統計 7 ]  |
| 1895年（明治28年） | 2,481          | 未開業       | [ 東京府統計 8 ]  |
| 1896年（明治29年） | 2,863          | 未開業       | [ 東京府統計 9 ]  |
| 1897年（明治30年） | 3,502          | 未開業       | [ 東京府統計 10 ] |
| 1898年（明治31年） | 3,958          | 未開業       | [ 東京府統計 11 ] |
| 1899年（明治32年） | 3,989          | 未開業       | [ 東京府統計 12 ] |
| 1900年（明治33年） | 4,347          | 未開業       | [ 東京府統計 13 ] |
| 1901年（明治34年） | 4,373          | 未開業       | [ 東京府統計 14 ] |
| 1902年（明治35年） | 4,229          | 未開業       | [ 東京府統計 15 ] |
| 1903年（明治36年） | 4,052          | 未開業       | [ 東京府統計 16 ] |
| 1904年（明治37年） | 4,179          | 未開業       | [ 東京府統計 17 ] |
| 1905年（明治38年） | 5,076          | 未開業       | [ 東京府統計 18 ] |
| 1907年（明治40年） | 7,337          | 未開業       | [ 東京府統計 19 ] |
| 1908年（明治41年） | 7,310          | 未開業       | [ 東京府統計 20 ] |
| 1909年（明治42年） | 7,325          | 未開業       | [ 東京府統計 21 ] |
| 1911年（明治44年） | 9,987          | 未開業       | [ 東京府統計 22 ] |
| 1912年（大正元年） | 10,250         | 未開業       | [ 東京府統計 23 ] |
| 1913年（大正02年） | 10,078         | 未開業       | [ 東京府統計 24 ] |
| 1914年（大正03年） | 10,748         | 未開業       | [ 東京府統計 25 ] |
| 1915年（大正04年） | 9,650          | 未開業       | [ 東京府統計 26 ] |
| 1916年（大正05年） | 11,357         | 未開業       | [ 東京府統計 27 ] |
| 1919年（大正08年） | 18,608         | 未開業       | [ 東京府統計 28 ] |
| 1920年（大正09年） | 21,790         | 未開業       | [ 東京府統計 29 ] |
| 1922年（大正11年） | 29,213         | 未開業       | [ 東京府統計 30 ] |
| 1923年（大正12年） | 33,212         | 未開業       | [ 東京府統計 31 ] |
| 1924年（大正13年） | 35,035         | 未開業       | [ 東京府統計 32 ] |
| 1925年（大正14年） | 34,299         | 未開業       | [ 東京府統計 33 ] |
| 1926年（昭和元年） | 35,155         | 未開業       | [ 東京府統計 34 ] |
| 1927年（昭和02年） | 37,920         | [ 備註 3 ]   | [ 東京府統計 35 ] |
| 1928年（昭和03年） | 43,519         | 13,584       | [ 東京府統計 36 ] |
| 1929年（昭和04年） | 39,398         | 11,956       | [ 東京府統計 37 ] |
| 1930年（昭和05年） | 33,580         | 8,561        | [ 東京府統計 38 ] |
| 1931年（昭和06年） | 30,976         | 8,347        | [ 東京府統計 39 ] |
| 1932年（昭和07年） | 30,326         | 8,327        | [ 東京府統計 40 ] |
| 1933年（昭和08年） | 31,884         | 7,644        | [ 東京府統計 41 ] |
| 1934年（昭和09年） | 32,662         | 11,166       | [ 東京府統計 42 ] |
| 1935年（昭和10年） | 33,039         | 12,620       | [ 東京府統計 43 ] |

### 各年度1日平均上車人次（1953年－2000年）
| 年度               | 圖鐵 / JR東日本 | 營團   | 營團     | 來源              |
| 年度               | 圖鐵 / JR東日本 | 銀座線 | 日比谷線 | 來源              |
| ------------------ | --------------- | ------ | -------- | ----------------- |
| 1953年（昭和28年） | 88,169          |        | 未開業   | [ 東京都統計 1 ]  |
| 1954年（昭和29年） | 93,880          |        | 未開業   | [ 東京都統計 2 ]  |
| 1955年（昭和30年） | 99,196          |        | 未開業   | [ 東京都統計 3 ]  |
| 1956年（昭和31年） | 104,409         | 23,509 | 未開業   | [ 東京都統計 4 ]  |
| 1957年（昭和32年） | 105,830         | 24,527 | 未開業   | [ 東京都統計 5 ]  |
| 1958年（昭和33年） | 108,753         | 25,174 | 未開業   | [ 東京都統計 6 ]  |
| 1959年（昭和34年） | 115,233         | 29,505 | 未開業   | [ 東京都統計 7 ]  |
| 1960年（昭和35年） | 126,742         | 30,617 | 6,656    | [ 東京都統計 8 ]  |
| 1961年（昭和36年） | 127,495         | 36,099 | 4,333    | [ 東京都統計 9 ]  |
| 1962年（昭和37年） | 137,716         | 45,952 | 18,692   | [ 東京都統計 10 ] |
| 1963年（昭和38年） | 149,958         | 37,557 | 16,826   | [ 東京都統計 11 ] |
| 1964年（昭和39年） | 160,820         | 44,833 | 23,784   | [ 東京都統計 12 ] |
| 1965年（昭和40年） | 160,204         | 43,637 | 27,556   | [ 東京都統計 13 ] |
| 1966年（昭和41年） | 163,538         | 40,536 | 26,251   | [ 東京都統計 14 ] |
| 1967年（昭和42年） | 167,358         | 42,894 | 29,549   | [ 東京都統計 15 ] |
| 1968年（昭和43年） | 175,062         | 65,373 | 47,633   | [ 東京都統計 16 ] |
| 1969年（昭和44年） | 173,364         | 74,023 | 51,163   | [ 東京都統計 17 ] |
| 1970年（昭和45年） | 169,951         | 77,964 | 53,493   | [ 東京都統計 18 ] |
| 1971年（昭和46年） | 181,489         | 76,732 | 54,555   | [ 東京都統計 19 ] |
| 1972年（昭和47年） | 176,186         | 75,066 | 57,419   | [ 東京都統計 20 ] |
| 1973年（昭和48年） | 185,496         | 74,255 | 54,838   | [ 東京都統計 21 ] |
| 1974年（昭和49年） | 186,732         | 93,329 |          | [ 東京都統計 22 ] |
| 1975年（昭和50年） | 174,495         | 93,697 |          | [ 東京都統計 23 ] |
| 1976年（昭和51年） | 172,244         | 53,553 | 38,942   | [ 東京都統計 24 ] |
| 1977年（昭和52年） | 165,279         | 54,197 | 39,063   | [ 東京都統計 25 ] |
| 1978年（昭和53年） | 163,608         | 53,737 | 38,477   | [ 東京都統計 26 ] |
| 1979年（昭和54年） | 162,409         | 55,607 | 38,822   | [ 東京都統計 27 ] |
| 1980年（昭和55年） | 161,178         | 57,945 | 39,137   | [ 東京都統計 28 ] |
| 1981年（昭和56年） | 158,986         | 59,595 | 39,885   | [ 東京都統計 29 ] |
| 1982年（昭和57年） | 154,460         | 59,868 | 39,753   | [ 東京都統計 30 ] |
| 1983年（昭和58年） | 154,743         | 59,781 | 41,213   | [ 東京都統計 31 ] |
| 1984年（昭和59年） | 157,912         | 62,860 | 42,792   | [ 東京都統計 32 ] |
| 1985年（昭和60年） | 171,044         | 64,540 | 42,438   | [ 東京都統計 33 ] |
| 1986年（昭和61年） | 169,534         | 66,693 | 44,540   | [ 東京都統計 34 ] |
| 1987年（昭和62年） | 170,792         | 70,120 | 45,940   | [ 東京都統計 35 ] |
| 1988年（昭和63年） | 224,962         | 73,532 | 49,666   | [ 東京都統計 36 ] |
| 1989年（平成元年） | 205,066         | 75,677 | 52,559   | [ 東京都統計 37 ] |
| 1990年（平成02年） | 216,899         | 79,200 | 54,940   | [ 東京都統計 38 ] |
| 1991年（平成03年） | 216,593         | 77,566 | 55,626   | [ 東京都統計 39 ] |
| 1992年（平成04年） | 216,244         | 78,200 | 54,332   | [ 東京都統計 40 ] |
| 1993年（平成05年） | 217,734         | 77,619 | 53,252   | [ 東京都統計 41 ] |
| 1994年（平成06年） | 210,636         | 75,452 | 52,405   | [ 東京都統計 42 ] |
| 1995年（平成07年） | 207,735         | 75,019 | 52,019   | [ 東京都統計 43 ] |
| 1996年（平成08年） | 207,636         | 74,063 | 51,058   | [ 東京都統計 44 ] |
| 1997年（平成09年） | 201,602         | 73,589 | 48,159   | [ 東京都統計 45 ] |
| 1998年（平成10年） | 195,482         | 71,699 | 45,918   | [ 東京都統計 46 ] |
| 1999年（平成11年） | 195,654         | 68,926 | 44,413   | [ 東京都統計 47 ] |
| 2000年（平成12年） | 189,388         | 67,085 | 43,827   | [ 東京都統計 48 ] |

### 各年度1日平均上車人次（2001年以後）
| 年度               | JR東日本 | JR東日本 | 營團 / 東京地下鐵 | 營團 / 東京地下鐵 | 來源              |
| 年度               | 合計     | 新幹線   | 銀座線            | 日比谷線          | 來源              |
| ------------------ | -------- | -------- | ----------------- | ----------------- | ----------------- |
| 2001年（平成13年） | 185,661  |          | 64,595            | 43,419            | [ 東京都統計 49 ] |
| 2002年（平成14年） | 186,147  |          | 62,647            | 43,340            | [ 東京都統計 50 ] |
| 2003年（平成15年） | 186,401  |          | 62,462            | 42,484            | [ 東京都統計 51 ] |
| 2004年（平成16年） | 182,196  |          | 61,438            | 42,074            | [ 東京都統計 52 ] |
| 2005年（平成17年） | 179,978  |          | 60,510            | 41,449            | [ 東京都統計 53 ] |
| 2006年（平成18年） | 178,007  |          | 59,997            | 41,575            | [ 東京都統計 54 ] |
| 2007年（平成19年） | 181,099  |          | 61,464            | 42,519            | [ 東京都統計 55 ] |
| 2008年（平成20年） | 181,244  |          | 61,907            | 42,153            | [ 東京都統計 56 ] |
| 2009年（平成21年） | 178,413  |          | 60,452            | 41,008            | [ 東京都統計 57 ] |
| 2010年（平成22年） | 172,306  |          | 59,655            | 40,586            | [ 東京都統計 58 ] |
| 2011年（平成23年） | 174,832  |          | 58,620            | 40,008            | [ 東京都統計 59 ] |
| 2012年（平成24年） | 183,611  | 10,696   | 63,079            | 41,148            | [ 東京都統計 60 ] |
| 2013年（平成25年） | 181,880  | 10,917   | 62,419            | 41,421            | [ 東京都統計 61 ] |
| 2014年（平成26年） | 182,469  | 10,943   | 61,808            | 41,273            | [ 東京都統計 62 ] |
| 2015年（平成27年） | 181,588  | 11,633   | 59,689            | 41,667            | [ 東京都統計 63 ] |
| 2016年（平成28年） | 182,693  | 11,779   | 59,879            | 42,545            | [ 東京都統計 64 ] |
| 2017年（平成29年） | 187,536  | 11,941   | 60,351            | 43,825            | [ 東京都統計 65 ] |
| 2018年（平成30年） | 188,170  | 12,337   | 60,693            | 45,121            | [ 東京都統計 66 ] |
| 2019年（令和元年） | 182,704  | 11,902   |                   |                   |                   |

備註
1. ↑  一部分補充券等所見的事務管理編號使用▲451003
2. ↑  1883年7月28日開業。開業日起至1884年3月31日為止合計248日間集計資料。
3. ↑  1927年12月30日開業。
4. ↑  1961年3月28日開業。開業日至同年3月31日為止的4日統計資料。

## 車站周邊

### 廣小路口（JR）、4～6號出口（東京地下鐵）
- 上野丸井
  - 上野站前郵便局
- 往阿美橫丁（アメヤ横丁）

### 淺草口、東上野口（JR）、1～3號出口（東京地下鐵）
- 台東區役所
- 台東區役所東上野地區中心
- 東京地下鐵本社－1、2號出口與地下直通。
- 昭和通
- 淺草通

### 入谷口 (JR)
- 學校法人明昭學園
  - 岩倉高等學校（日语：岩倉高等学校）
- 上野郵便局（日语：上野郵便局 (東京都)）
- 上野七郵便局
- 摩托車街
- 日本交通技術（日语：日本交通技術）本社

### 公園口（JR）
- 上野公園，又稱上野之森
  - 上野恩賜公園
  - 恩賜上野動物園
  - 國立科學博物館
  - 國立西洋美術館
  - 東京都美術館
  - 東京國立博物館
  - 東京文化會館
  - 東京藝術大學
  - 上野之森美術館

### 不忍口（JR）、京成線連絡通路（東京地下鐵）
- 友都八喜多媒體上野
- 京成上野站 - 京成本線
- 西鄉隆盛銅像

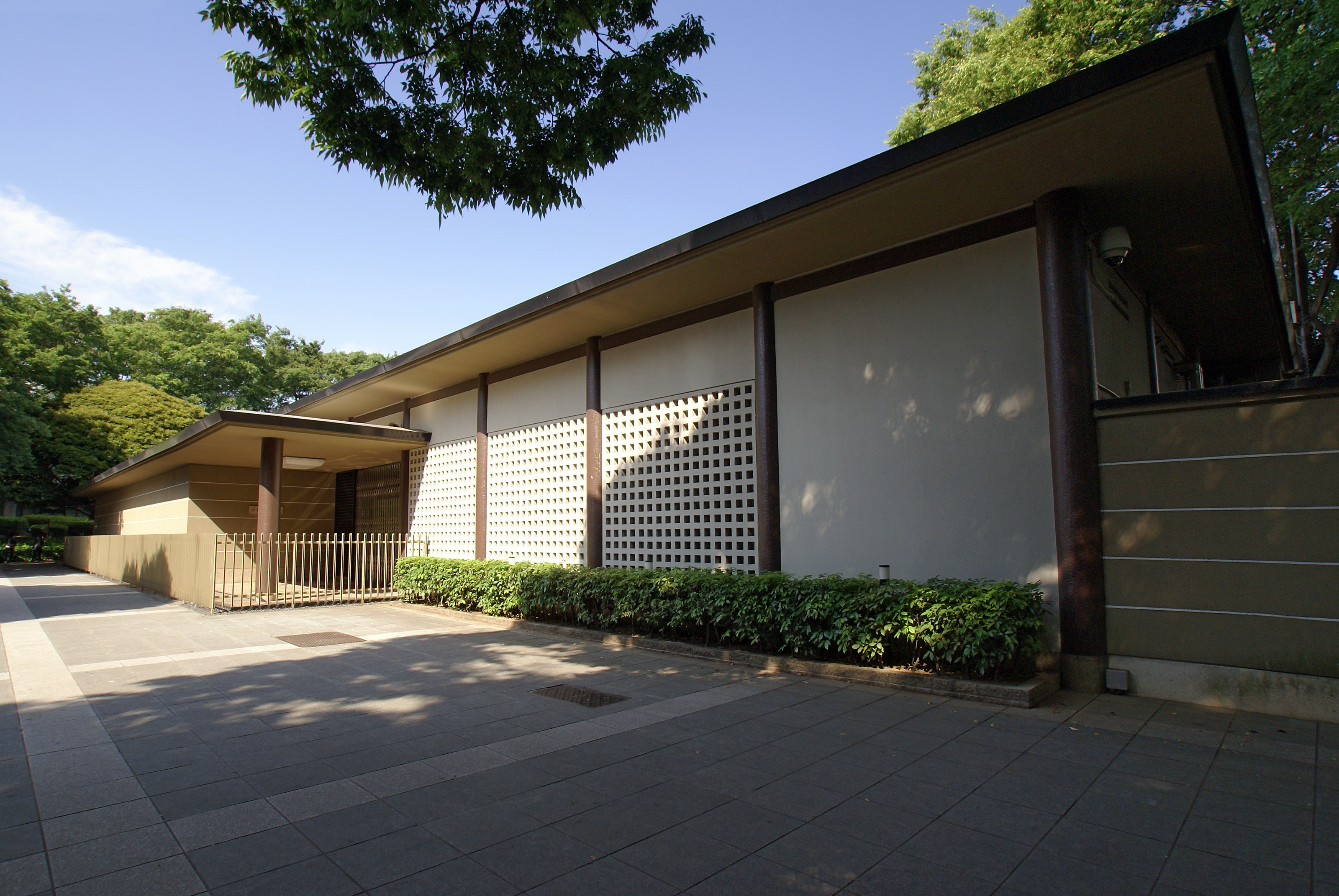
日本藝術院
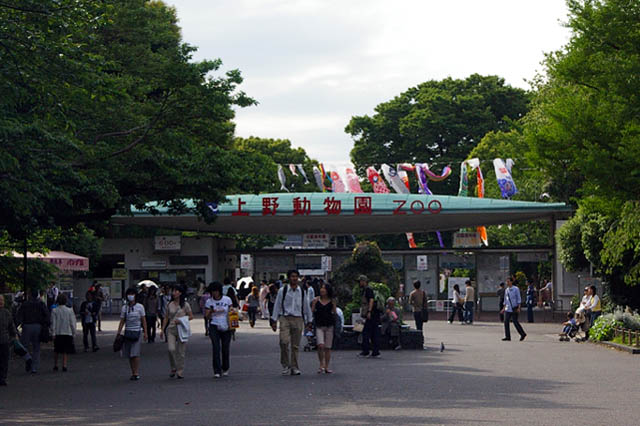
上野動物園
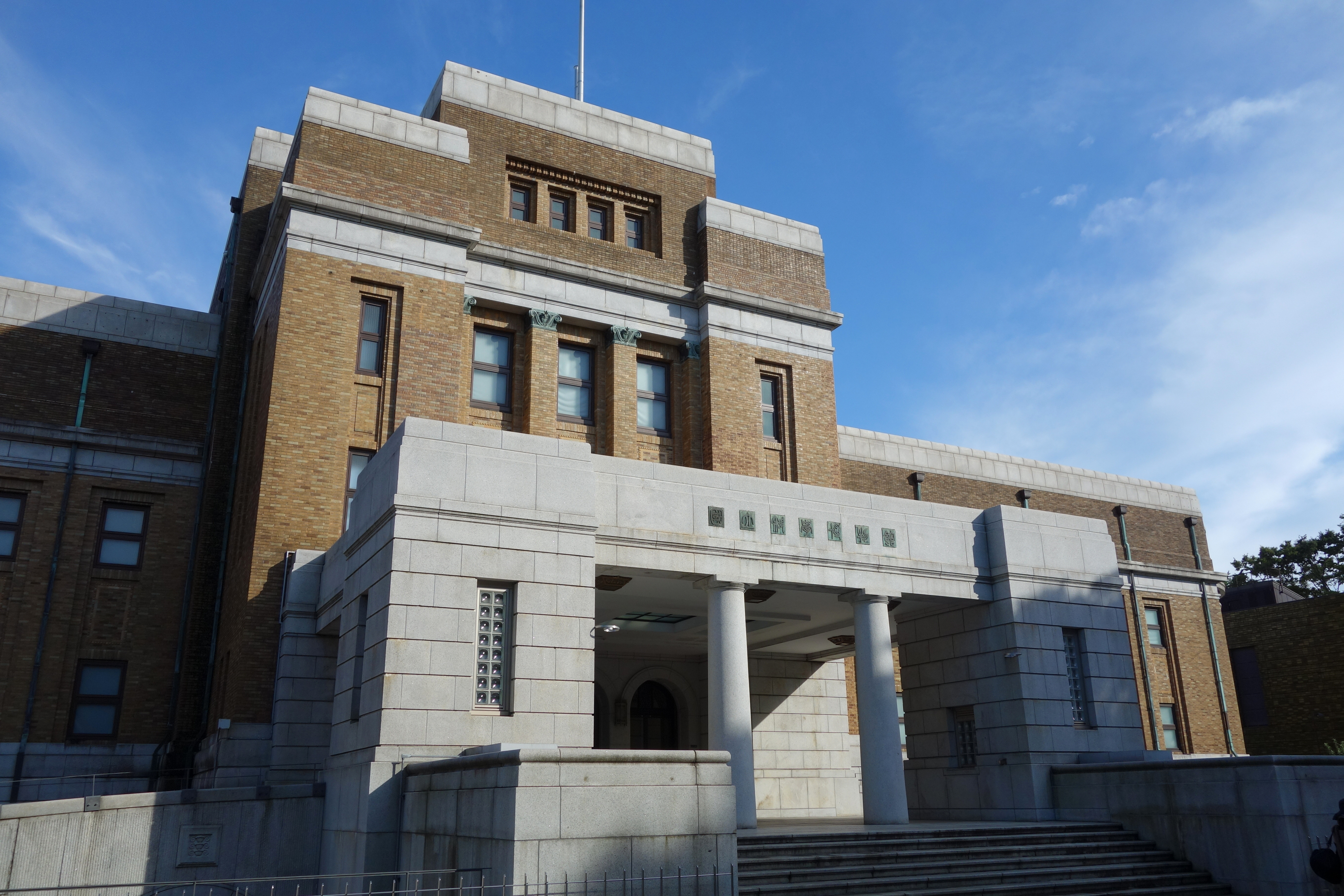
科學博物館本館正門
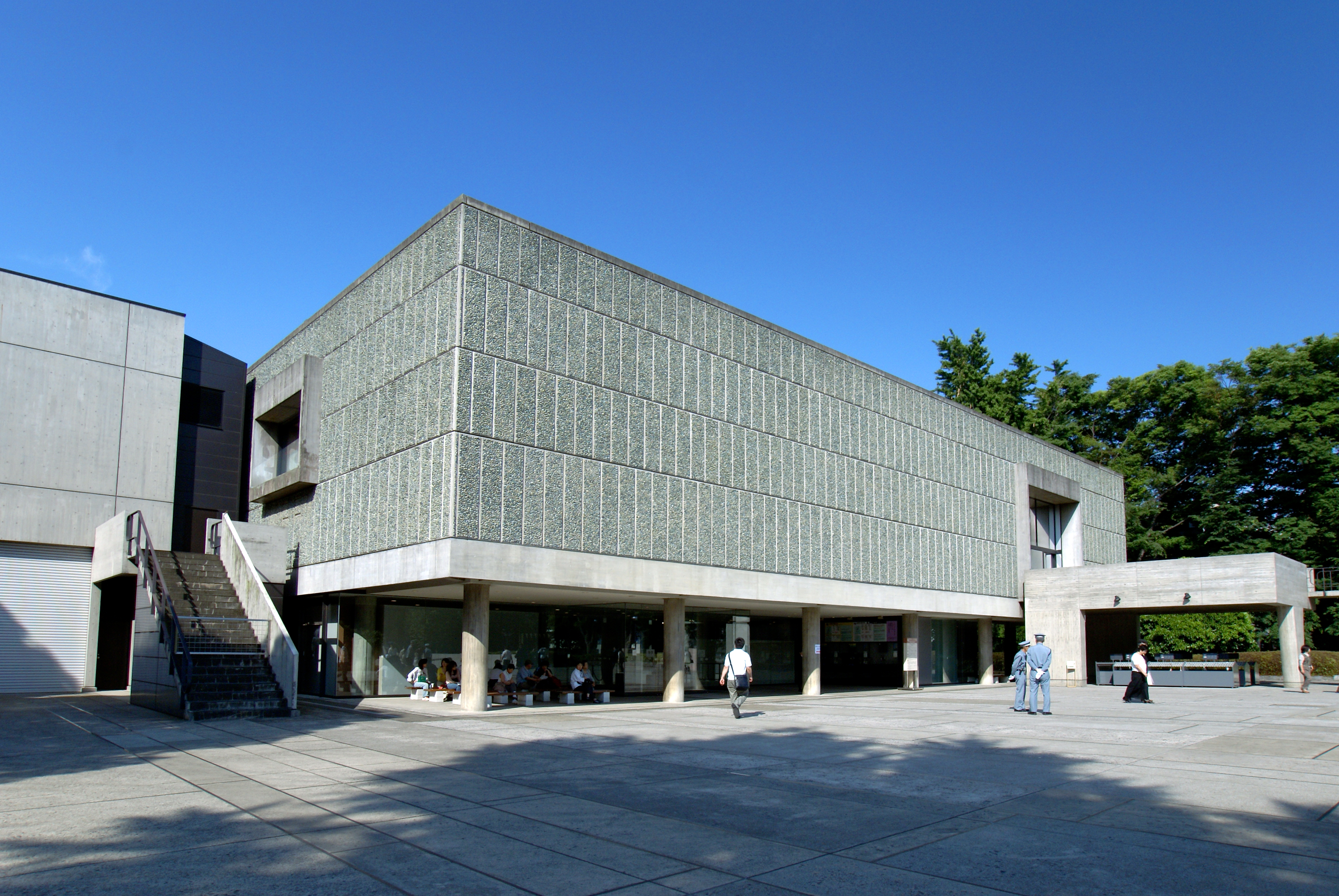
西洋美術館
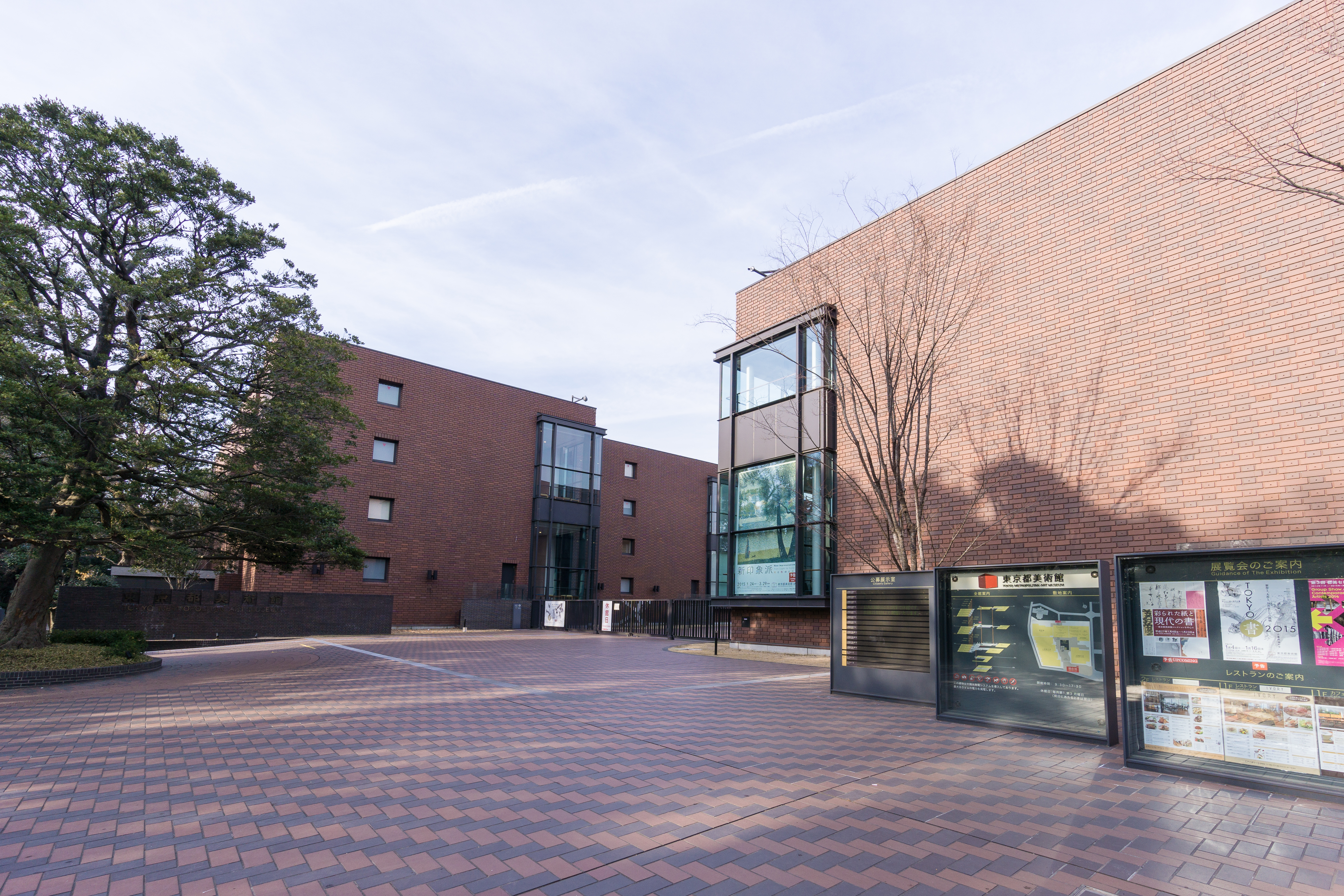
都美術館
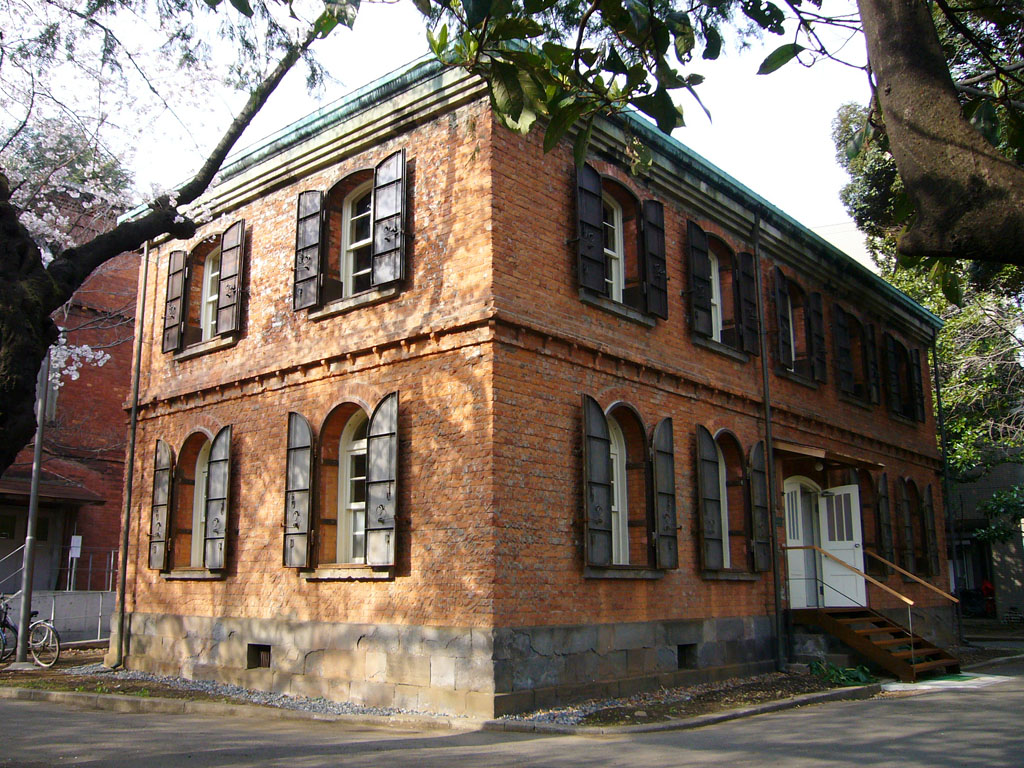
東京藝術大學紅磚1號館
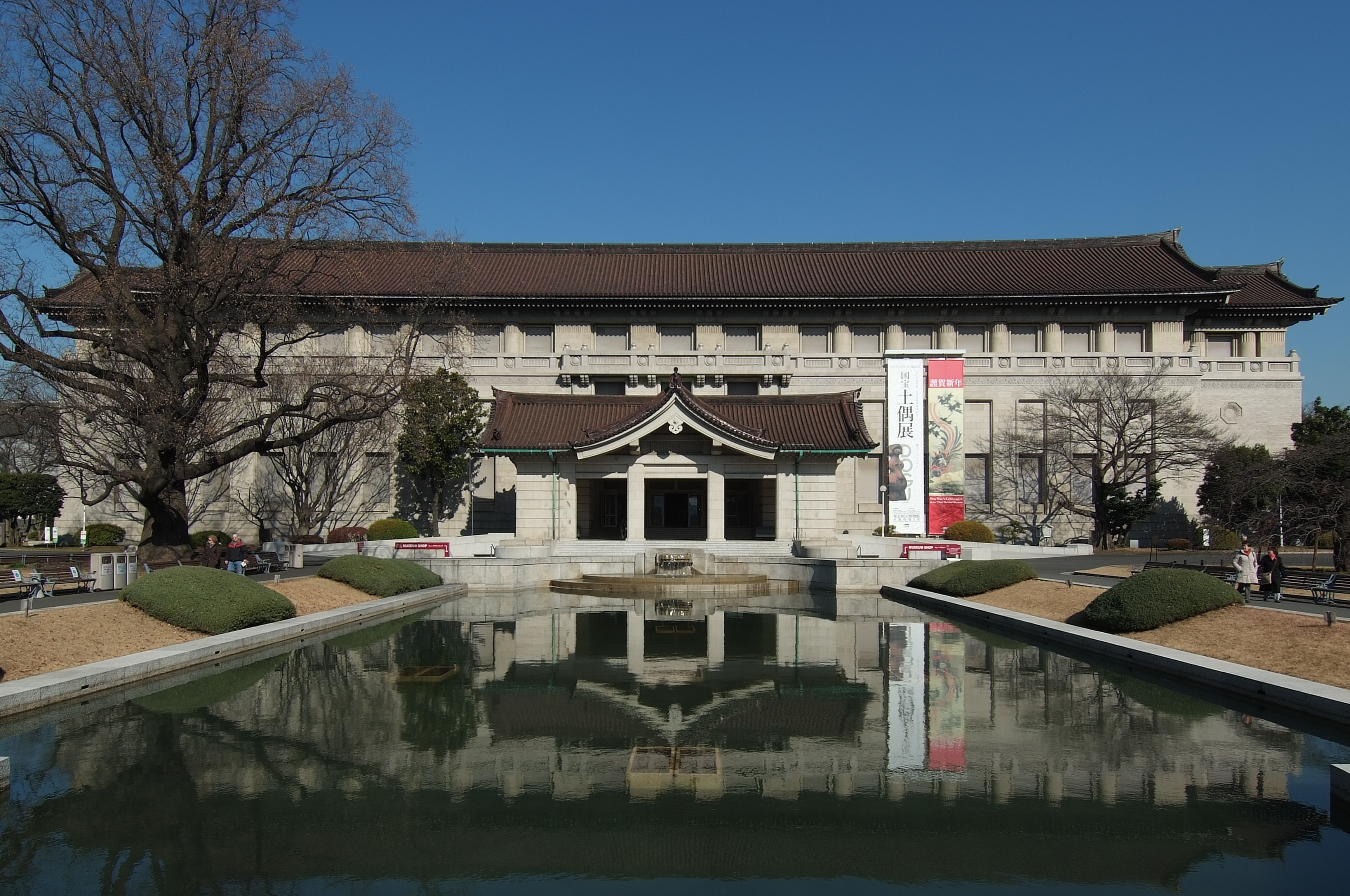
東京國立博物館
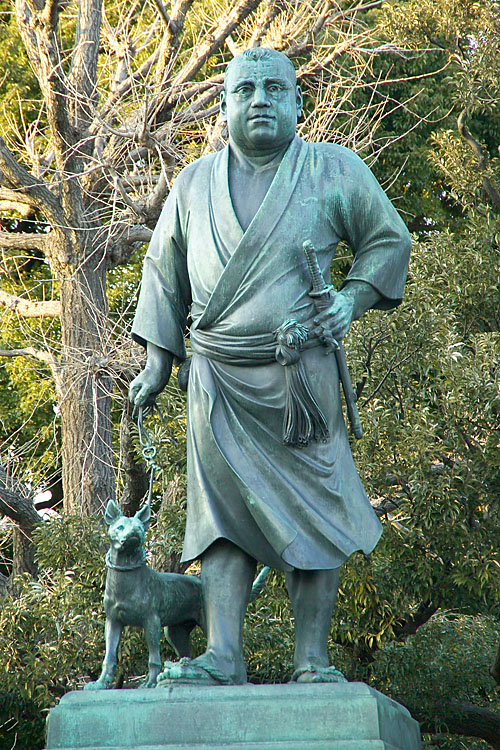
西鄉隆盛
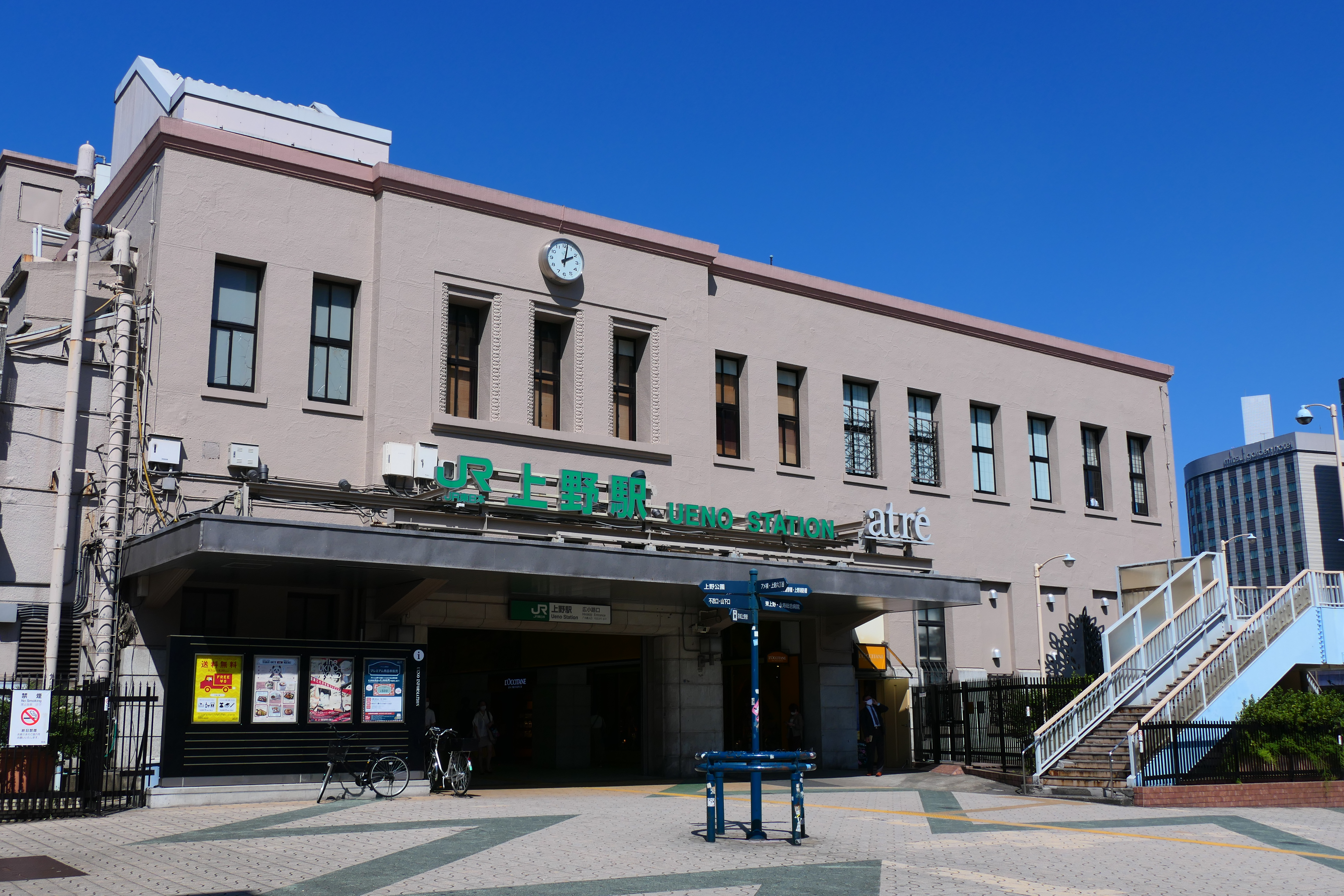
JR廣小路口（2021年8月）
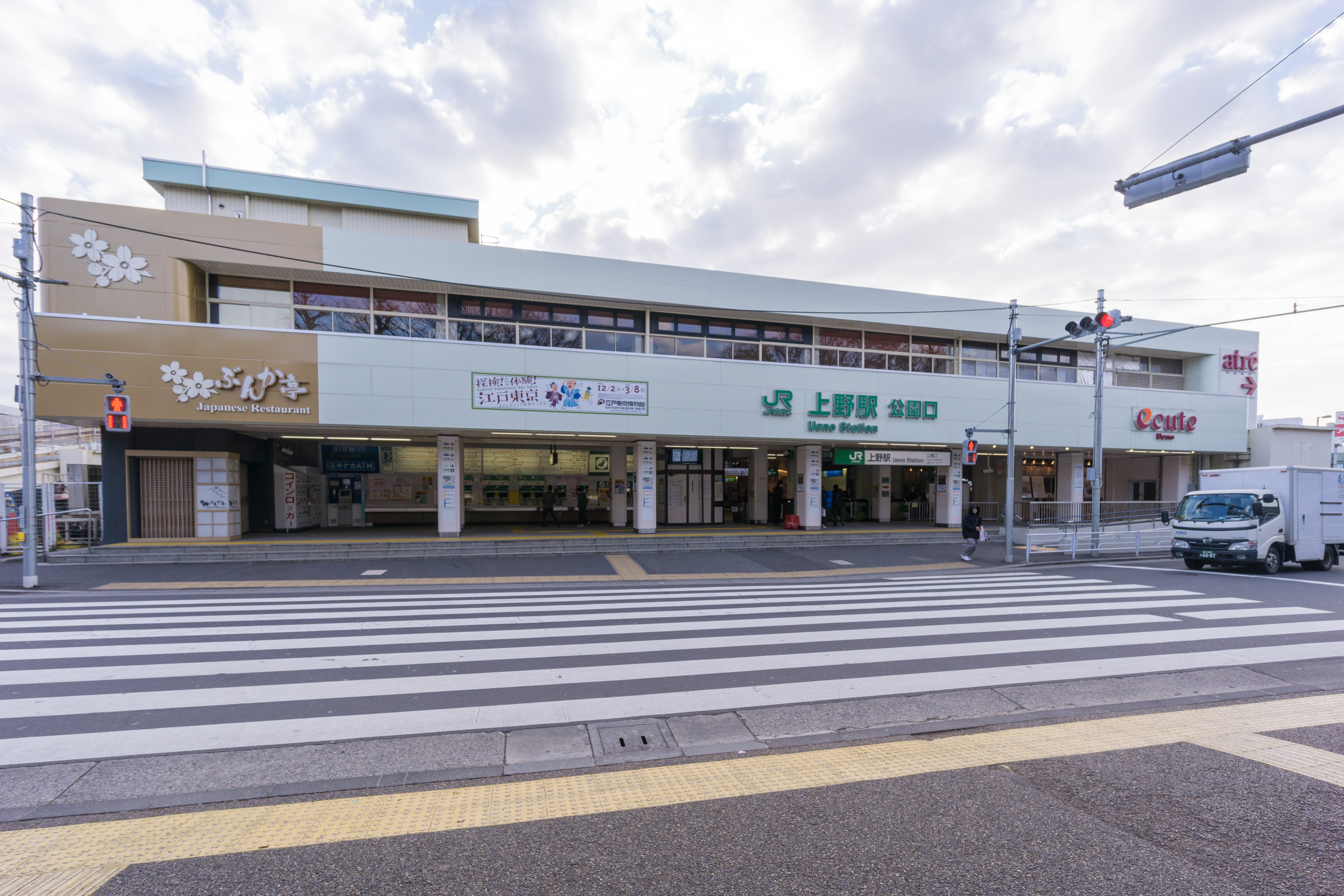
JR公園口（2014年12月）
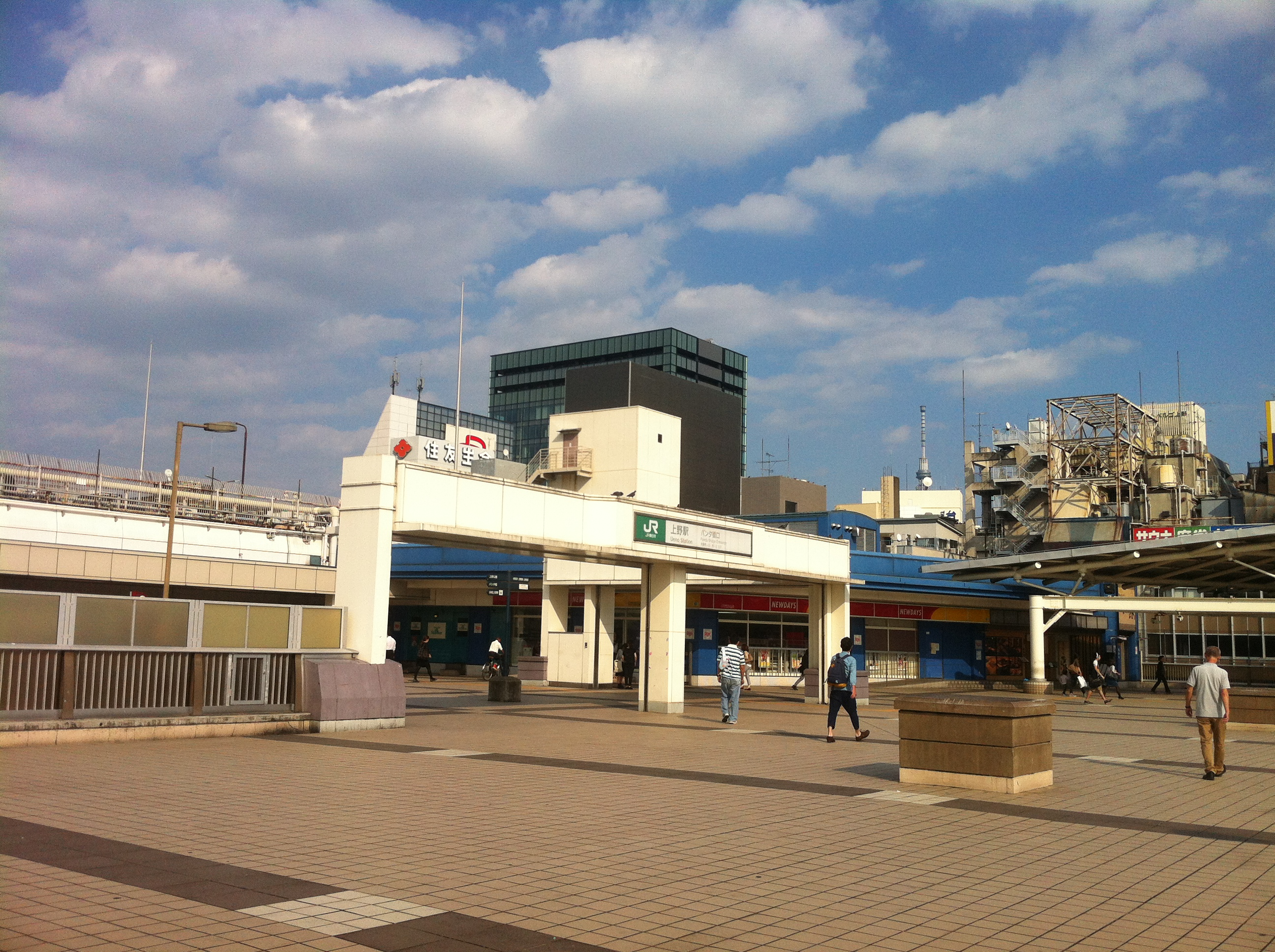
JR熊貓橋口（2014年9月）

## 巴士路線

### 入谷口
上野站
- JR巴士關東、西日本JR巴士
  - 夜行高速：富山站、金澤站（日语：金沢駅バスターミナル）（永旺杜之里前）方向 「DREAM金澤號」「青春DREAM金澤號」

上野站入谷口
- 台東區循環巴士「ぐるーりめぐりん」（京成巴士）
  - 循環巴士：三之輪站、吉原大門、清川一丁目、淺草站、田原町站、大江戶線藏前站、鳥越神社（日语：鳥越神社）、新御徒町站、台東區役所方向

### 淺草口
上野站前（都營）、上野站（高速巴士）
- 都營巴士、國際興業巴士（日语：国際興業バス）、日之丸自動車興業（日语：日の丸自動車興業）等
  - 1號乘車處
    - 草39：往金町站（經淺草壽町、青戶車庫）（都營） ※僅平日日間
    - SKY HOP BUS（スカイホップバス）「淺草、東京晴空塔路線」（日之丸）

  - 2號乘車處
    - 上23：往平井站行（經淺草壽町、東京晴空塔站入口、東墨田三丁目）（都營）

  - 3號乘車處
    - 上46：往南千住站東口、南千住車庫（浅草寿町、奥浅草、吉原大門、南千住駅入口経由）（都營）
    - 夜行高速：往酒田（經鶴岡）「夕陽號」（國際興業、庄內交通）
    - 夜行高速：往釜石、大槌、山田（經新花卷、遠野）「遠野·釜石號」（國際興業、岩手縣交通（日语：岩手県交通））

  - 4號乘車處
    - 學01：往東大內（經東大醫院）（都營）

  - 5號乘車處
    - 上23、上46、草39：往上野松坂屋（上野廣小路）（都營） ※草39僅平日日間運行

上野站淺草口
- 哈多巴士
  - 定期觀光巴士

### 淺草口淺草通
上野站
- 台東區循環巴士「めぐりん（日语：めぐりん）」（日立自動車交通）
  - 南めぐりん：新御徒町站、淺草橋站北、大江戶線藏前站方向

### 東上野口昭和通
上野站前
- 弘南巴士（日语：弘南バス）
  - 高速：往青森（經弘前（日语：弘前バスターミナル））「SKY號」（日行班次）「PANDA號」（夜行班次）
- 東北急行巴士（日语：東北急行バス）、山交巴士（日语：山交バス (山形県)）
  - 夜行高速：往新庄 （經山形、寒河江、村山）「TOKYO SUNRISE號」（TOKYOサンライズ号）
- 東北急行巴士
  - 夜行高速：往山形（經郡山、米澤、上山）「RAINBOW號」
- 東北急行巴士、近鐵巴士（日语：近鉄バス）
  - 夜行高速：往京都、大阪、藤井寺 「FLYING LINER號」（フライングライナー号）
- 東北急行巴士、兩備巴士
  - 夜行高速：往岡山、倉敷 「MAMAKARI LINER」（ままかりライナー）
- 東北急行巴士、北日本觀光自動車（日语：北日本観光自動車）
  - 夜行高速：往金澤 「KIMASSI號」（きまっし号）

上野站（下車專用）
- JR巴士關東、關東鐵道、關鐵紫巴士（日语：関鉄パープルバス）、茨城交通、日立電鐵交通服務（日语：日立電鉄交通サービス）運行的常磐高速巴士（日语：常磐高速バス）筑波中心（日语：つくばセンター）、筑波大學、水海道站、岩井、水戶、常陸太田、常陸大宮、大子、日立、高萩往東京站日本橋口與新宿站東口的班次。

### 不忍口、京成上野站前
上野公園山下（都營）、上野站（東武）、京成上野站（日立自動車交通、京成等）
- 都營巴士、台東區循環巴士「めぐりん」、東武巴士東、東武巴士中央、京成巴士等
  - 6號乘車處
    - 草39：往金町站（淺草壽町、青戶車庫）（都營） ※僅平日日間
    - 上23：往平井站（淺草壽町、東京晴空塔站入口、東墨田三丁目）（都營）
    - 東西めぐりん：筑波快線淺草站、淺草站、新御徒町站方向
    - 深夜急行：往我孫子站（經三鄉站北口、流山站前、柏站西口）（東武巴士東） ※週六日停駛
    - 深夜急行：往春日部站西口（經草加站、新越谷站、越谷站、千間台站西口）（東武巴士中央） ※週六日停駛
    - 深夜急行：往東鷲宮站西口[參 28]（經北春日部站、姬宮站入口、東武動物公園站、和戶站入口、久喜站東口）（東武巴士中央） ※週六日停駛
    - 深夜急行：往成田機場（經金町站、松戶站、北松戶站入口、新松戶站、常盤平站、五香站、六實站、新鎌谷站、西白井站、白井站、千葉新市鎮中央站、京成成田站）（成田空港交通） ※每日運行
    - 夜行高速：往長野站（經中央道茅野、松本巴士總站（日语：松本バスターミナル））（成田空港交通、ALPICO交通（川中島巴士）（日语：川中島バス））
    - 夜行高速：往五位堂站（經天理站、近鐵奈良站、JR奈良站、王寺站）「大和號」（京成巴士、奈良交通（日语：奈良交通））
    - 夜行高速：往京都站（經大津站、山科站、三條京阪（日语：三条京阪））（千葉中央巴士（日语：千葉中央バス））

  - 7號乘車處
    - S-1：往錦糸町站（經菊屋橋、淺草一丁目、淺草雷門、River Pier吾妻橋（リバーピア吾妻橋）、東京晴空塔站入口、押上）（都營）
    - 上46：往南千住站東口、南千住車庫（經淺草壽町、奧淺草、吉原大門、南千住站入口）（都營）

  - 8號乘車處
    - 上23、草39：往上野松坂屋（上野廣小路）（都營） ※草39僅平日日間運行

  - 9號乘車處
    - S-1：往上野松坂屋（上野廣小路）、東京站丸之內北口 （都營）（往東京站停靠上野松坂屋（上野廣小路）、須田町、神田站、日本橋三越。僅周六日運行）
    - 上46：往上野松坂屋（上野廣小路）（都營）

上野公園（都營）
- 上26：往龜戶站（經根津站、上野櫻木、入谷鬼子母神（日语：入谷鬼子母神）、奧淺草、東京晴空塔站、押上、龜戶天神）
- 上60：往大塚站、池袋站東口（經根津站、東大農學部、春日站、白山二丁目、大塚站、向原、池袋保健所前）
- 上58：往早稻田（日语：都営バス早稲田営業所）（經根津站、團子坂下、動坂下、千石一丁目、護國寺正門、江戶川橋）
- 上69：往小瀧橋車庫（經本鄉三丁目站、春日站、傳通院、江戶川橋、早稻田、西早稻田、高田馬場站）

### 公園口
上野站、上野公園
- 台東區循環巴士 「めぐりん」 （日立自動車交通）
  - 東西めぐりん：上野櫻木、谷中、千駄木站方向
  - 東西めぐりん：筑波快線淺草站、淺草站、新御徒町站方向
- 晴空塔穿梭巴士（東武巴士中央）
  - 筑波快線淺草站、淺草豪景酒店、淺草寺北、東京晴空塔城方向

## 相鄰車站
東日本旅客鐵道
 東北、山形、秋田、北海道、上越、北陸新幹線（途經長野）
東京－上野－大宮
 宇都宮線、高崎線
- 特急「草津」「赤城」「Swallow赤城」到發站

■通勤快速
上野（JU 02）－尾久（JU 03）
■快速「Rabbit」「Urban」
東京（上野東京線）（JU 01）－上野（JU 02）－赤羽（JU 04）
■普通
東京（上野東京線）（JU 01）－上野（JU 02）－尾久（JU 03）
 常磐線（快速）
- 特急「常陸」「常盤」、臨時特急「舞孃」 停車站

■特別快速、■快速
東京（上野東京線）（JT 01）－上野（JJ 01）－日暮里（JJ 02）
 京濱東北線
■快速（平日）
秋葉原（JK 28）－上野（JK 30）－田端（JK 34）
■快速（周末、假期）
御徒町（JK 29）－上野（JK 30）－田端（JK 34）
■各站停車
御徒町（JK 29）－上野（JK 30）－鶯谷（JK 31）
 山手線
御徒町（JY 04）－上野（JY 05）－鶯谷（JY 06）
東京地下鐵
 銀座線
上野廣小路（G 15）－上野（G 16）－稻荷町（G 17）
 日比谷線
仲御徒町（H 17）－上野（H 18）－入谷（H 19）

### 記事本文

#### 來源
1. ↑  日本国有鉄道旅客局(1984)『鉄道・航路旅客運賃・料金算出表 昭和59年4月20日現行』。
2. ↑   (新闻稿). 東日本旅客鉄道. 1997-10-06  [2017-06-12]. （原始内容存档于2020-11-06）.
3. ↑   (PDF). JR東日本プレスリリース. 2016-04-07  [2016-07-18]. （原始内容存档 (PDF)于2019-05-10）.

### 利用狀況
JR、地下鐵1日平均使用人數
1. ↑  各駅の乗車人員 （页面存档备份，存于） - JR東日本
2. ↑  新幹線駅別乗車人員 （页面存档备份，存于） - JR東日本
3. ↑  各駅の乗降人員ランキング （页面存档备份，存于） - 東京メトロ

JR東日本1999年度以後上車人次（在來線）
1. ↑  各駅の乗車人員（1999年度） （页面存档备份，存于） - JR東日本
2. ↑  各駅の乗車人員（2000年度） （页面存档备份，存于） - JR東日本
3. ↑  各駅の乗車人員（2001年度） （页面存档备份，存于） - JR東日本
4. ↑  各駅の乗車人員（2002年度） （页面存档备份，存于） - JR東日本
5. ↑  各駅の乗車人員（2003年度） （页面存档备份，存于） - JR東日本
6. ↑  各駅の乗車人員（2004年度） （页面存档备份，存于） - JR東日本
7. ↑  各駅の乗車人員（2005年度） （页面存档备份，存于） - JR東日本
8. ↑  各駅の乗車人員（2006年度） （页面存档备份，存于） - JR東日本
9. ↑  各駅の乗車人員（2007年度） （页面存档备份，存于） - JR東日本
10. ↑  各駅の乗車人員（2008年度） （页面存档备份，存于） - JR東日本
11. ↑  各駅の乗車人員（2009年度） （页面存档备份，存于） - JR東日本
12. ↑  各駅の乗車人員（2010年度） （页面存档备份，存于） - JR東日本
13. ↑  各駅の乗車人員（2011年度） （页面存档备份，存于） - JR東日本
14. ↑  各駅の乗車人員（2012年度） （页面存档备份，存于） - JR東日本
15. ↑  各駅の乗車人員（2013年度） （页面存档备份，存于） - JR東日本
16. ↑  各駅の乗車人員（2014年度） （页面存档备份，存于） - JR東日本
17. ↑  各駅の乗車人員（2015年度） （页面存档备份，存于） - JR東日本
18. ↑  各駅の乗車人員（2016年度） （页面存档备份，存于） - JR東日本
19. ↑  各駅の乗車人員（2017年度） （页面存档备份，存于） - JR東日本
20. ↑  各駅の乗車人員（2018年度） （页面存档备份，存于） - JR東日本
21. ↑  各駅の乗車人員（2019年度） （页面存档备份，存于） - JR東日本

JR東日本2012年度以後上車人次（新幹線）
1. ↑  新幹線駅別乗車人員（2012年度） （页面存档备份，存于） - JR東日本
2. ↑  新幹線駅別乗車人員（2013年度） （页面存档备份，存于） - JR東日本
3. ↑  新幹線駅別乗車人員（2014年度） （页面存档备份，存于） - JR東日本
4. ↑  新幹線駅別乗車人員（2015年度） （页面存档备份，存于） - JR東日本
5. ↑  新幹線駅別乗車人員（2016年度） （页面存档备份，存于） - JR東日本
6. ↑  新幹線駅別乗車人員（2017年度） （页面存档备份，存于） - JR東日本
7. ↑  新幹線駅別乗車人員（2018年度） （页面存档备份，存于） - JR東日本
8. ↑  新幹線駅別乗車人員（2019年度） （页面存档备份，存于） - JR東日本

東京府統計書
1. ↑  .   [2020-07-27]. （原始内容存档于2020-11-03）.
2. 1 2  .   [2020-07-27]. （原始内容存档于2020-11-03）.
3. ↑  .   [2020-07-27]. （原始内容存档于2020-11-03）.
4. ↑  .   [2020-07-27]. （原始内容存档于2020-11-03）.
5. ↑  .   [2020-07-27]. （原始内容存档于2020-11-03）.
6. ↑  .   [2020-07-27]. （原始内容存档于2020-11-03）.
7. ↑  .   [2020-07-27]. （原始内容存档于2020-06-07）.
8. ↑  .   [2020-07-27]. （原始内容存档于2020-11-03）.
9. ↑  .   [2020-07-27]. （原始内容存档于2020-08-20）.
10. ↑  .   [2020-07-27]. （原始内容存档于2020-08-20）.
11. ↑  .   [2020-07-27]. （原始内容存档于2020-08-20）.
12. ↑  .   [2020-07-27]. （原始内容存档于2020-08-20）.
13. ↑  .   [2020-07-27]. （原始内容存档于2020-08-20）.
14. ↑  .   [2020-07-27]. （原始内容存档于2020-08-20）.
15. ↑  .   [2020-07-27]. （原始内容存档于2020-08-20）.
16. ↑  .   [2020-07-27]. （原始内容存档于2020-08-20）.
17. ↑  .   [2020-07-27]. （原始内容存档于2020-08-20）.
18. ↑  .   [2020-07-27]. （原始内容存档于2020-08-20）.
19. ↑  .   [2020-07-27]. （原始内容存档于2020-08-20）.
20. ↑  .   [2020-07-27]. （原始内容存档于2020-08-20）.
21. ↑  .   [2020-07-27]. （原始内容存档于2020-07-29）.
22. ↑  .   [2020-07-27]. （原始内容存档于2020-07-29）.
23. ↑  .   [2020-07-27]. （原始内容存档于2020-06-07）.
24. ↑  .   [2020-07-27]. （原始内容存档于2020-06-16）.
25. ↑  .   [2020-07-27]. （原始内容存档于2020-07-29）.
26. ↑  .   [2020-07-27]. （原始内容存档于2020-06-16）.
27. ↑  .   [2020-07-27]. （原始内容存档于2020-07-29）.
28. ↑  .   [2020-07-27]. （原始内容存档于2020-06-07）.
29. ↑  .   [2020-07-27]. （原始内容存档于2020-06-07）.
30. ↑  .   [2020-07-27]. （原始内容存档于2020-07-29）.
31. ↑  .   [2020-07-27]. （原始内容存档于2020-07-29）.
32. ↑  .   [2020-07-27]. （原始内容存档于2020-07-29）.
33. ↑  .   [2020-07-27]. （原始内容存档于2020-07-29）.
34. ↑  .   [2020-07-27]. （原始内容存档于2020-07-29）.
35. ↑  .   [2020-07-27]. （原始内容存档于2020-07-29）.
36. ↑  .   [2020-07-27]. （原始内容存档于2020-07-29）.
37. ↑  .   [2020-07-27]. （原始内容存档于2020-07-29）.
38. ↑  .   [2020-07-27]. （原始内容存档于2020-07-29）.
39. ↑  .   [2020-07-27]. （原始内容存档于2020-07-29）.
40. ↑  .   [2020-07-27]. （原始内容存档于2020-07-29）.
41. ↑  .   [2020-07-27]. （原始内容存档于2020-07-29）.
42. ↑  .   [2020-07-27]. （原始内容存档于2020-07-29）.
43. ↑  .   [2020-07-27]. （原始内容存档于2020-07-29）.

東京都統計年鑑
1. ↑  昭和28年PDF - 13ページ
2. ↑  昭和29年PDF - 10ページ
3. ↑  昭和30年PDF - 10ページ
4. ↑  昭和31年PDF
5. ↑  昭和32年PDF
6. ↑  昭和33年PDF
7. ↑  .   [2016-07-24]. （原始内容存档于2016-03-05）.
8. ↑  .   [2016-07-24]. （原始内容存档于2016-03-05）.
9. ↑  .   [2016-07-24]. （原始内容存档于2015-06-29）.
10. ↑  .   [2016-07-24]. （原始内容存档于2015-06-29）.
11. ↑  .   [2016-07-24]. （原始内容存档于2015-06-29）.
12. ↑  .   [2016-07-24]. （原始内容存档于2015-06-29）.
13. ↑  .   [2016-07-24]. （原始内容存档于2016-03-05）.
14. ↑  .   [2016-07-24]. （原始内容存档于2016-03-05）.
15. ↑  .   [2016-07-24]. （原始内容存档于2016-03-05）.
16. ↑  .   [2016-07-24]. （原始内容存档于2016-03-05）.
17. ↑  .   [2016-07-24]. （原始内容存档于2016-03-05）.
18. ↑  .   [2016-07-24]. （原始内容存档于2016-03-05）.
19. ↑  .   [2016-07-24]. （原始内容存档于2015-06-29）.
20. ↑  .   [2016-07-24]. （原始内容存档于2015-06-29）.
21. ↑  .   [2016-07-24]. （原始内容存档于2015-06-29）.
22. ↑  .   [2016-07-24]. （原始内容存档于2016-03-05）.
23. ↑  .   [2016-07-24]. （原始内容存档于2016-06-02）.
24. ↑  .   [2016-07-24]. （原始内容存档于2015-06-29）.
25. ↑  .   [2016-07-24]. （原始内容存档于2016-03-05）.
26. ↑  .   [2016-07-24]. （原始内容存档于2015-06-29）.
27. ↑  .   [2016-07-24]. （原始内容存档于2016-03-05）.
28. ↑  .   [2016-07-24]. （原始内容存档于2016-03-05）.
29. ↑  .   [2016-07-24]. （原始内容存档于2016-03-05）.
30. ↑  .   [2016-07-24]. （原始内容存档于2015-06-29）.
31. ↑  .   [2016-07-24]. （原始内容存档于2015-06-29）.
32. ↑  .   [2016-07-24]. （原始内容存档于2015-06-29）.
33. ↑  .   [2016-07-24]. （原始内容存档于2016-03-05）.
34. ↑  .   [2016-07-24]. （原始内容存档于2016-03-05）.
35. ↑  .   [2016-07-24]. （原始内容存档于2015-06-29）.
36. ↑  .   [2016-07-24]. （原始内容存档于2016-03-05）.
37. ↑  .   [2016-07-24]. （原始内容存档于2016-03-05）.
38. ↑  .   [2016-07-24]. （原始内容存档于2016-03-05）.
39. ↑  .   [2016-07-24]. （原始内容存档于2016-03-05）.
40. ↑  平成4年
41. ↑  平成5年
42. ↑  平成6年
43. ↑  平成7年
44. ↑  平成8年
45. ↑  .   [2016-07-24]. （原始内容存档于2016-03-04）.
46. ↑  平成10年PDF
47. ↑  平成11年PDF
48. ↑  .   [2016-07-24]. （原始内容存档于2016-03-04）.
49. ↑  .   [2016-07-24]. （原始内容存档于2016-03-04）.
50. ↑  .   [2016-07-24]. （原始内容存档于2017-07-29）.
51. ↑  .   [2016-07-24]. （原始内容存档于2017-07-29）.
52. ↑  .   [2016-07-24]. （原始内容存档于2017-07-29）.
53. ↑  .   [2016-07-24]. （原始内容存档于2017-07-29）.
54. ↑  .   [2016-07-24]. （原始内容存档于2017-07-29）.
55. ↑  .   [2016-07-24]. （原始内容存档于2017-07-29）.
56. ↑  .   [2016-07-24]. （原始内容存档于2017-07-29）.
57. ↑  .   [2016-07-24]. （原始内容存档于2016-03-26）.
58. ↑  .   [2016-07-24]. （原始内容存档于2016-03-27）.
59. ↑  .   [2016-07-24]. （原始内容存档于2016-03-25）.
60. ↑  .   [2016-07-24]. （原始内容存档于2016-03-27）.
61. ↑  .   [2016-07-24]. （原始内容存档于2016-03-22）.
62. ↑  .   [2016-07-24]. （原始内容存档于2017-07-30）.
63. ↑  .   [2017-11-09]. （原始内容存档于2018-11-09）.
64. ↑  .   [2018-10-20]. （原始内容存档于2019-05-02）.
65. ↑  .   [2020-07-27]. （原始内容存档于2019-12-03）.
66. ↑  .   [2020-07-27]. （原始内容存档于2020-08-04）.

JR、地下鐵統計資料
1. ↑  東京地下鉄 （页面存档备份，存于）、平成26年度1日平均乗降人員・通過人員、関東交通広告協議会ホームページ、2015年11月8日閲覧
2. ↑  各種報告書 （页面存档备份，存于） - 関東交通広告協議会
3. ↑  行政資料集 （页面存档备份，存于） - 台東区

## 外部連結
- 車站資訊（上野）：東日本旅客鐵道
- 上野/G16/H18 | 路線・車站資訊 | 東京地下鐵